# Arte prerrománico

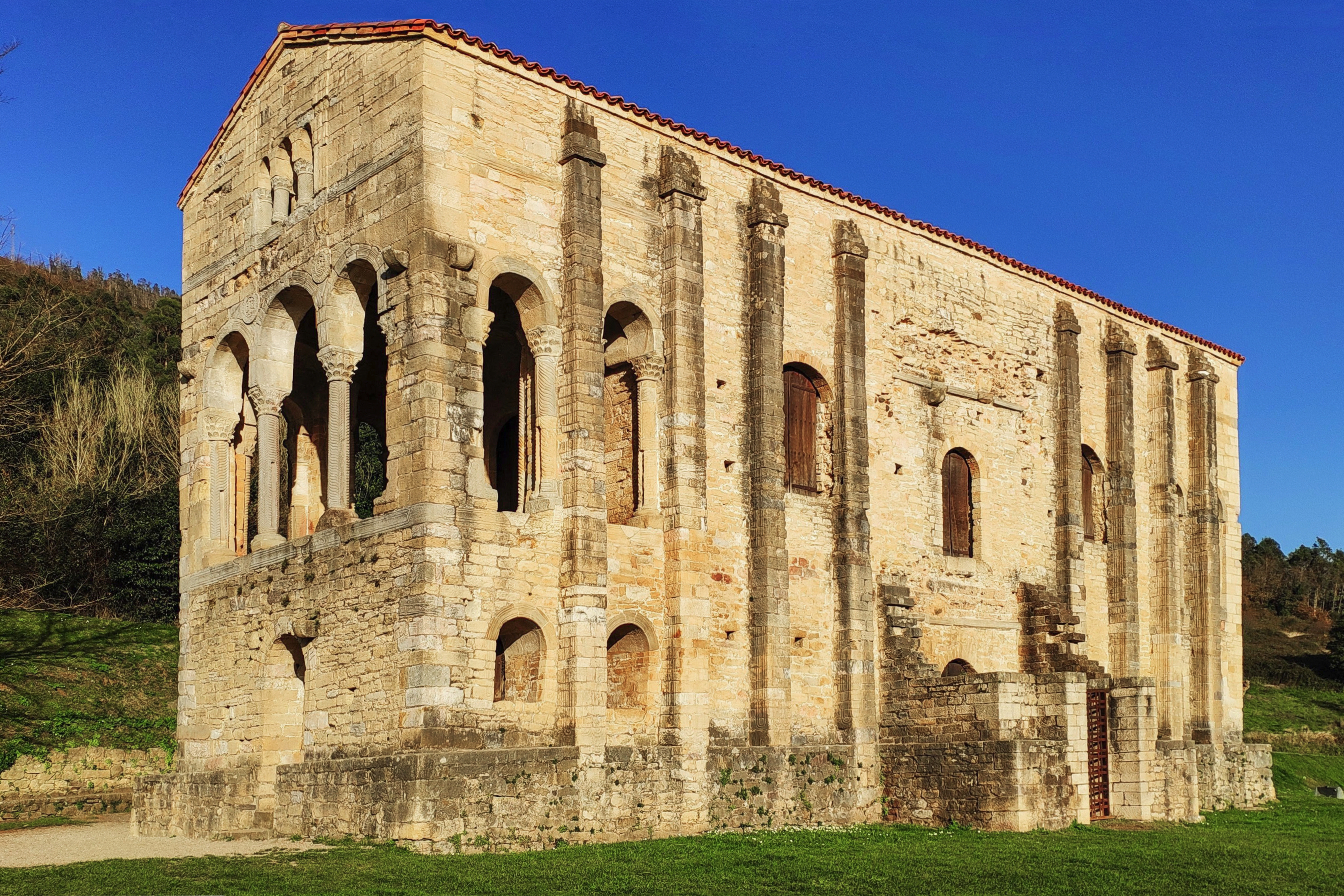
El palacio real, más tarde iglesia, de Santa María del Naranco, un ejemplo de arte asturiano del período ramirense

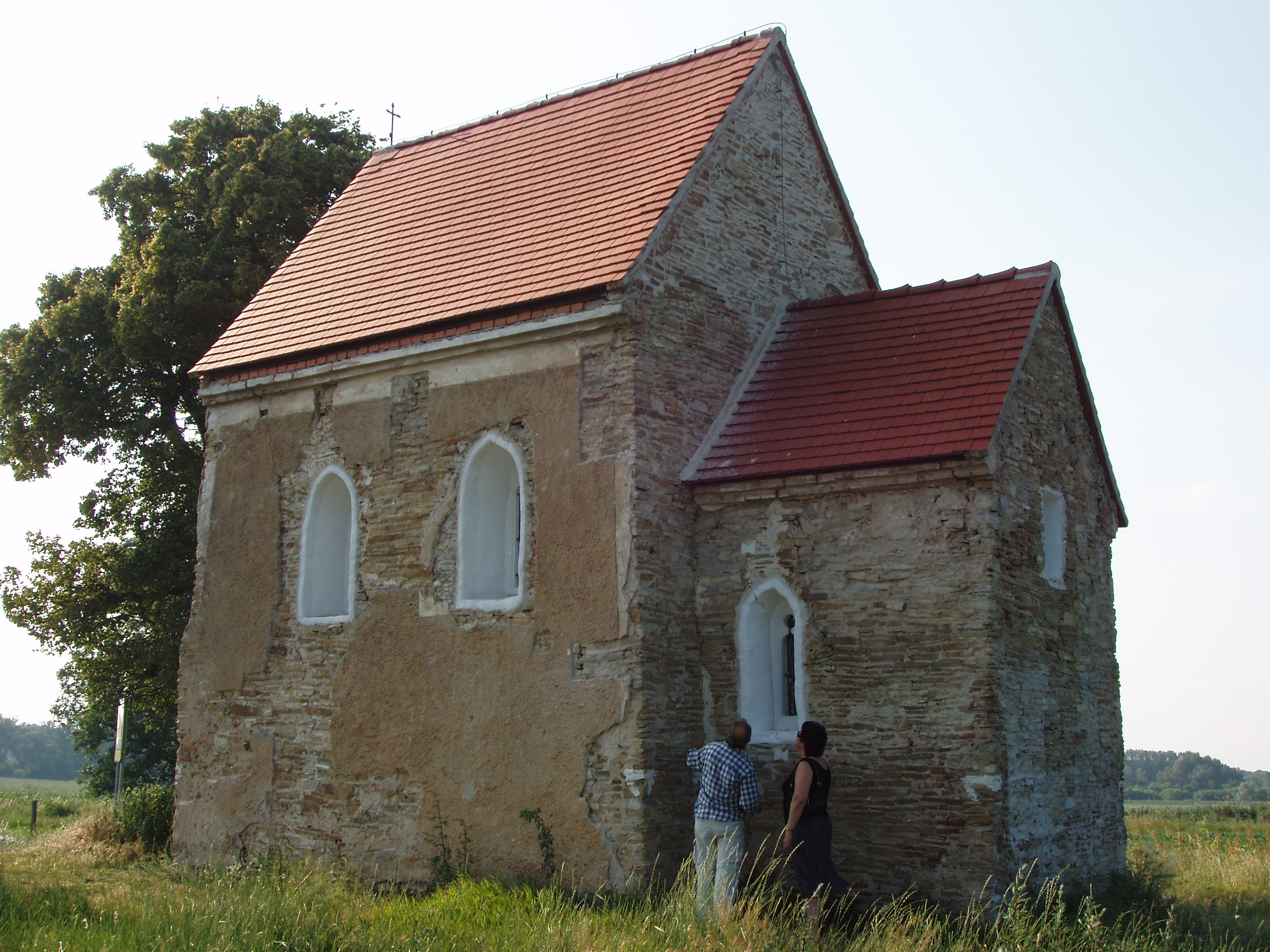
Iglesia de santa Margarita de Antioquía, Kopčany (Kopčany, Eslovaquia, siglos -)

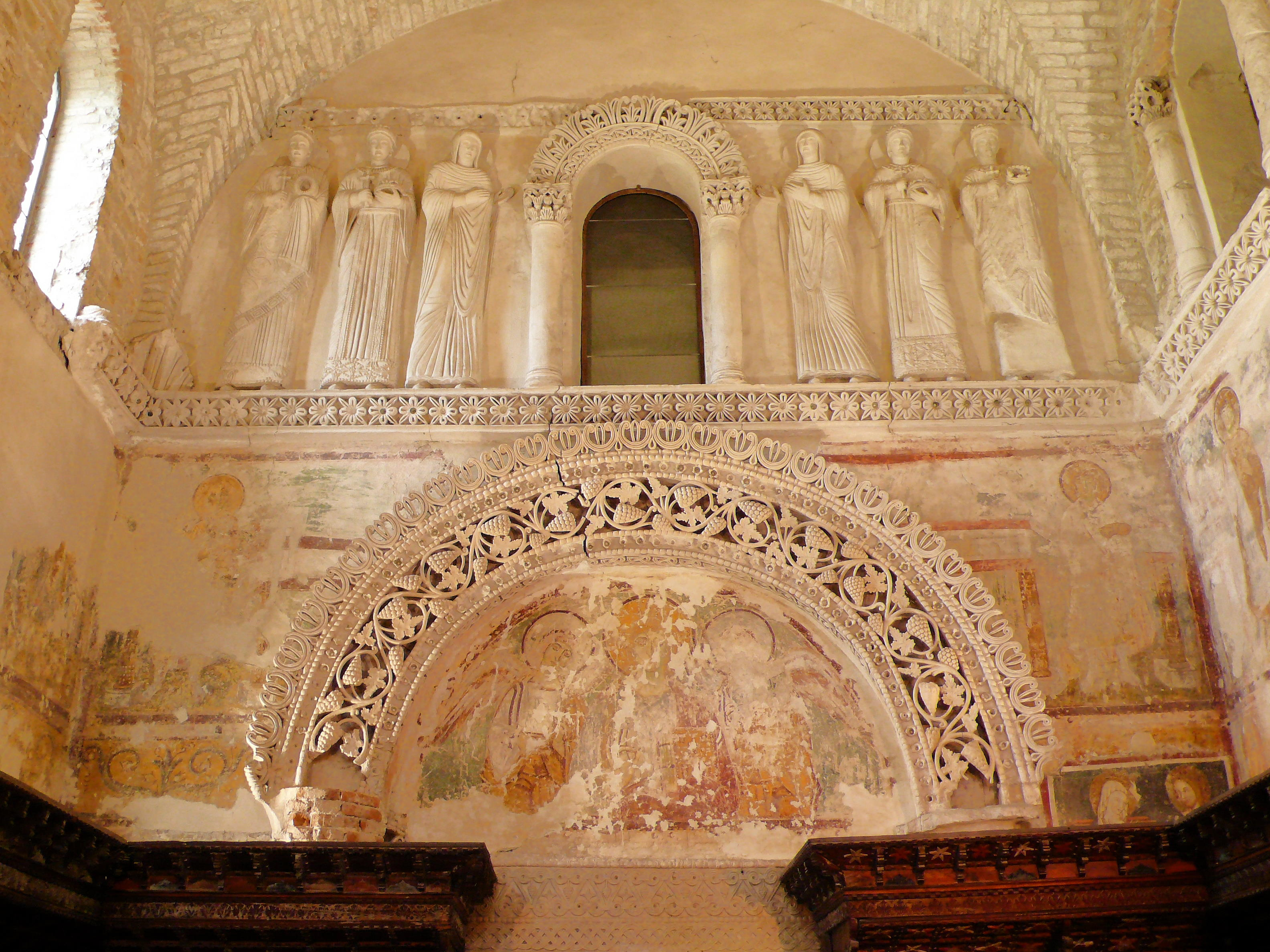
Arquitectura lombarda, Templo de Cividale

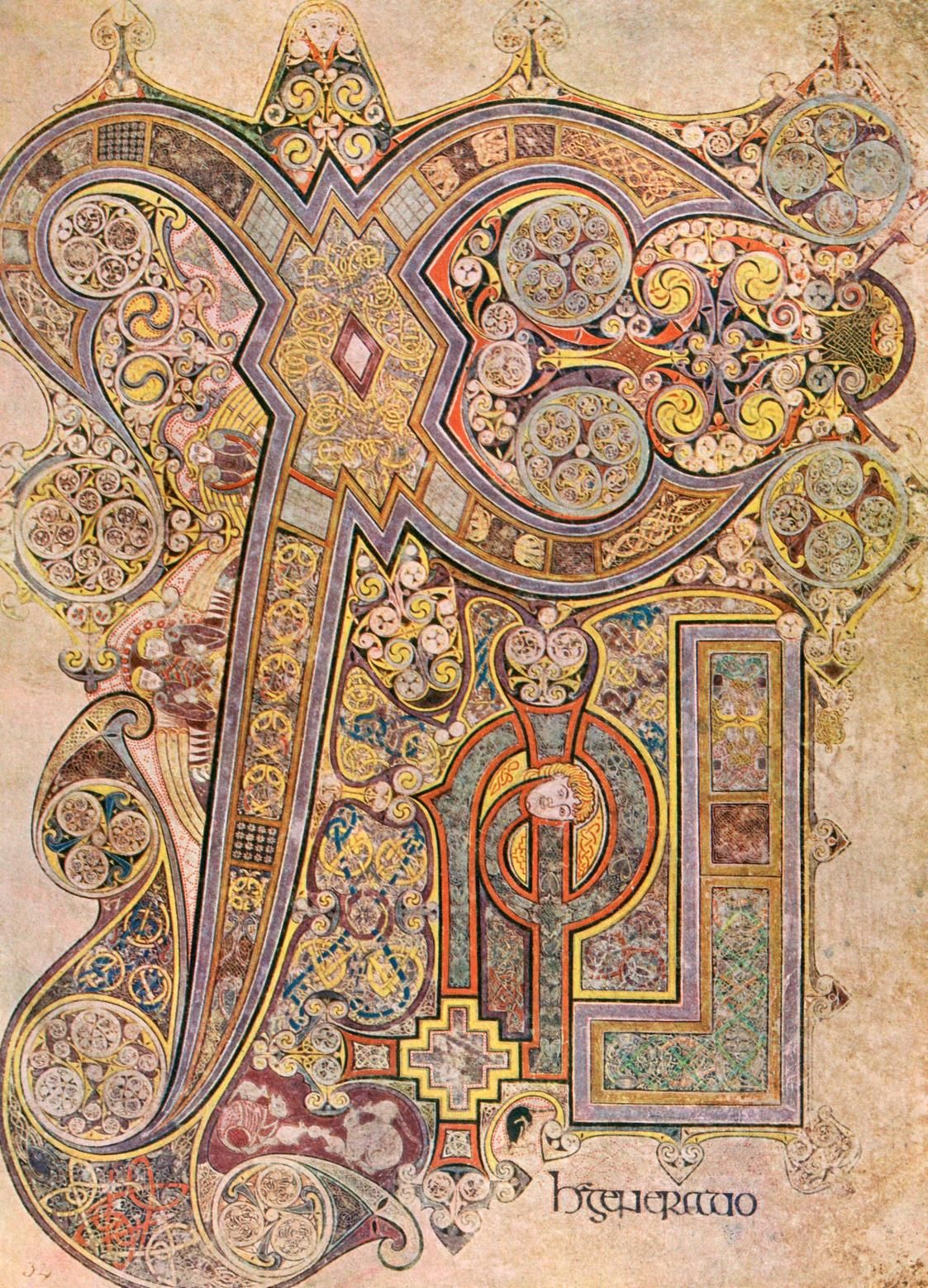
Monograma "chi-rho" (crismón) del Libro de Kells (ca. 800)

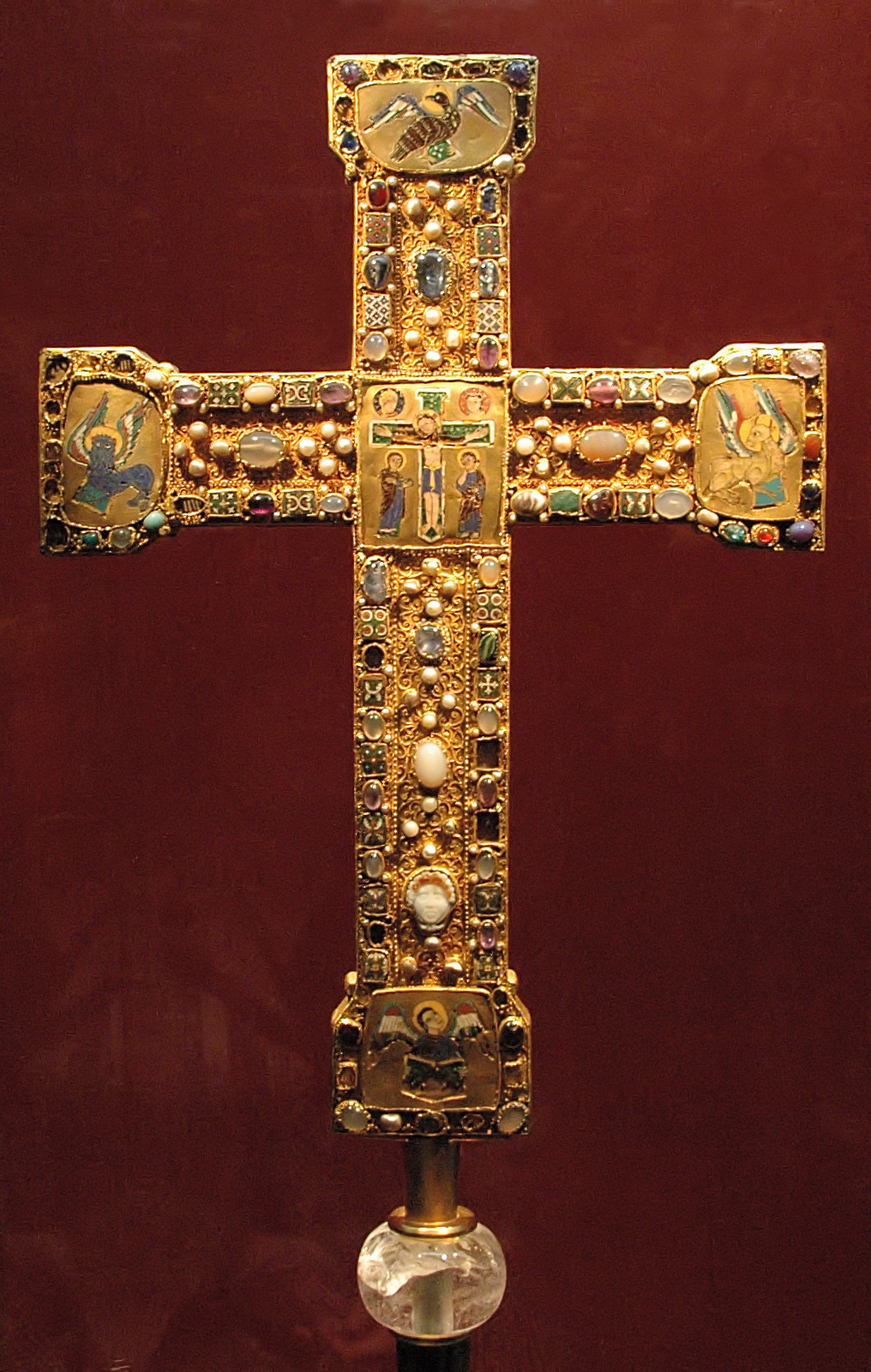
La cruz de Essen con grandes esmaltes, con gemas y grandes esmaltes senkschmelz, h. 1000 (Arte otoniano)

El arte prerrománico es la denominación historiográfica del primer gran período del arte medieval en Europa Occidental, coincidente en el tiempo con la Alta Edad Media (siglos VI al X —o desde finales del siglo V a comienzos del siglo XI—). Fue acuñada por Jean Hubert en 1938 (L'Art préroman).
Estilísticamente no designa un movimiento estético con formas artísticas bien definidas, sino que es más bien una expresión genérica que engloba la producción artística de la cristiandad latina entre el arte paleocristiano y el arte románico. Mientras que en Oriente la continuidad del Imperio romano permitió el desarrollo del arte bizantino, la caída del Imperio romano de Occidente y la época de las invasiones abrió en Occidente un periodo de gran inestabilidad política y decadencia cultural (la denominada «época oscura» caracterizada por la escasez y discontinuidad en las fuentes escritas) en la que los pueblos germánicos fusionaron su arte y cultura con la parcial pervivencia de la cultura clásica greco-romana seleccionada y conciliada con el cristianismo por nuevas instituciones (particularmente el monacato); por su parte, desde los siglos VII y VIII el espacio mediterráneo quedó dividido por la expansión árabe que se asentó en la ribera sur, desde España hasta Siria, donde se desarrolló el arte islámico.
En el prerrománico hay determinadas características comunes, como la relativa ausencia de grandes programas arquitectónicos (incluso la reutilización de edificios anteriores y de sus elementos arquitectónicos), la escasez de esculturas de gran tamaño, la predilección por la orfebrería y la ilustración de manuscritos, y la evolución formal hacia la simplicidad, la esquematización y el simbolismo en las artes figurativas para conseguir una mayor expresividad, renunciando al realismo, y con abundancia de motivos decorativos (entrelazado, funicular, estrellado, etc.) que llegan hasta el horror vacui. No obstante, no hay suficiente identificación entre las distintas artes locales como para hablar de un «estilo internacional» como serán los de la Baja Edad Media (románico y gótico).
La instalación definitiva de los invasores, cada uno con su propio bagaje cultural, y de civilizaciones diversas como Roma y el Exarcado de Rávena, impusieron un nuevo concepto del conjunto europeo. En cada una de las regiones donde se fueron instalando, las circunstancias de su adhesión a la Romanidad cristiana es diferente.

## Arquitectura prerrománica
Se utilizó tanto la planta basilical así como la centralizada. Las cubiertas, bien planas de madera (artesonados sobre las vigas de la estructura del tejado a dos aguas), o bien abovedadas de piedra (bóvedas de cañón en los espacios longitudinales —naves—, bóvedas de arista o cúpulas en los espacios cuadrangulares, poligonales o circulares). Las dimensiones eran pequeñas (en comparación con las extraordinarias dimensiones del arte imperial romano o de Santa Sofía de Constantinopla); aunque, en algunos casos, la combinación de una planta pequeña con una altura modesta, produce espacios de una particular estilización. Comienzan a utilizarse las torres y a diseñarse algunas fachadas con las nuevas convenciones de la arquitectura medieval. El palacio, la catedral y el monasterio se definen como los edificios de mayor representatividad.

## Arte del período de las invasiones germánicas
En las Galias y un vasto espacio de Europa Central el reino franco y las entidades políticas que le sucedieron desarrollaron notables programas artísticos. El primero de ellos, correspondiente a esta época de las invasiones, es el arte merovingio. De una segunda fase del prerrománico son ya el arte carolingio y arte otoniano.

### Arte merovingio

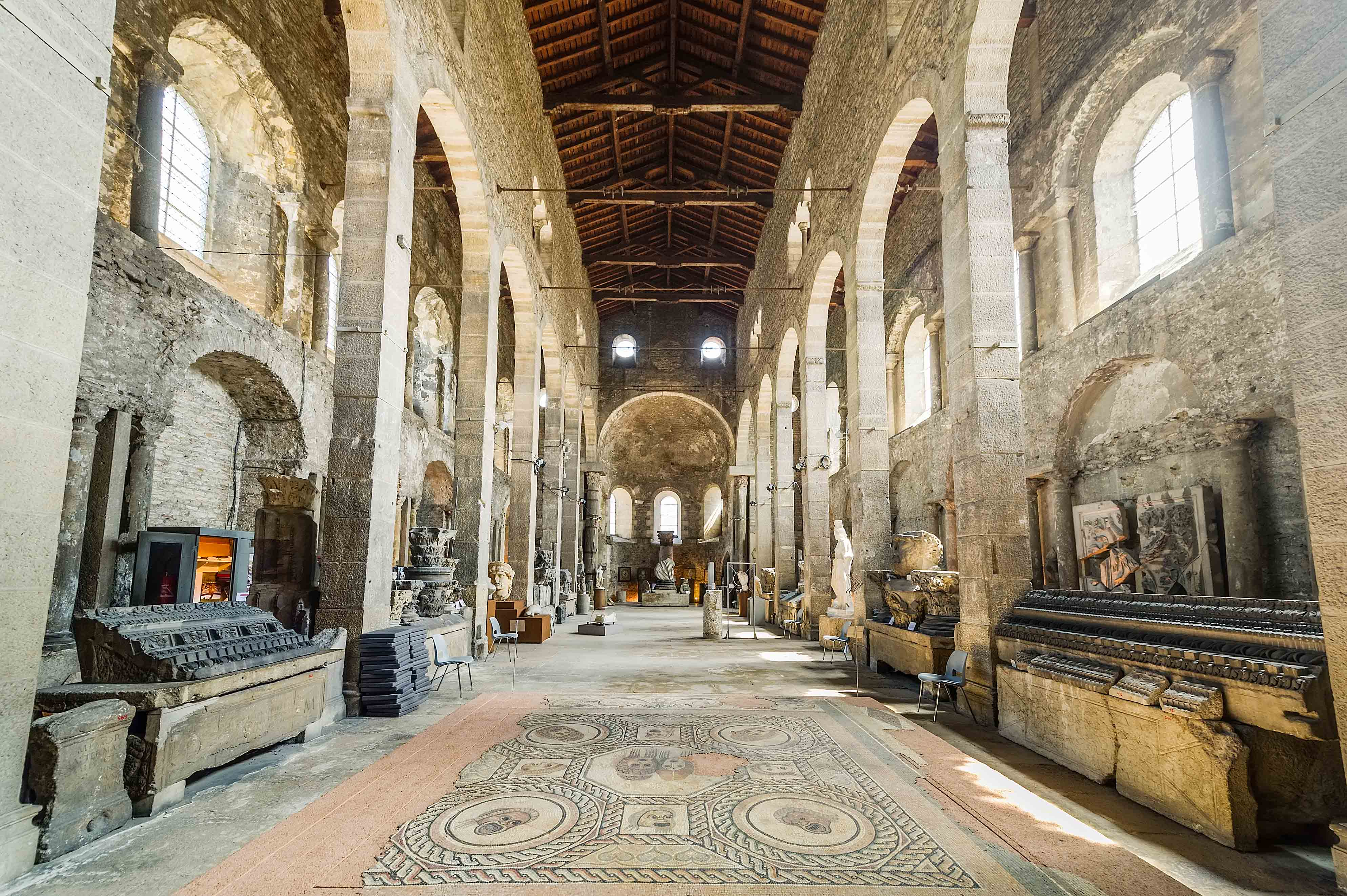
Aspecto actual de la nave de la iglesia Saint-Pierre de Vienne (que alberga el museo de lápidas) visto desde la entrada, la nave merovingia ha sido dividida en tres naves por arcadas románicas

Se denomina arte merovingio al realizado en los territorios bajo el gobierno de la dinastía merovingia, una dinastía franca, que rigió parte de las actuales Francia y Alemania desde el siglo V al siglo VIII, exactamente en las generaciones consanguíneas que mantuvieron autoridad más o menos efectiva sobre Aquitania, Borgoña, Austrasia y Bretaña.
La llegada al trono de los merovingios en la Galia en el siglo V permitió grandes cambios en el arte de la época. La unificación de Clodoveo I (465-511) correspondió con la necesidad de construir nuevas iglesias y especialmente monasterios. Los proyectos a menudo seguían la arquitectura de la Antigua Roma, pero a su vez reflejaban influencias más lejanas como Siria y Armenia. En el este, la mayor parte de las edificaciones estaban construidas con madera; en cambio, en el oeste y en la zona sur, fueron más frecuentes las construidas en piedra. La mayoría de las iglesias han sido reconstruidas, en más de una ocasión, aunque en algunos casos han sido reconstruidas por arqueólogos.
Muchos planes merovingios se han reconstruido gracias a la arqueología. La descripción que hace el obispo Gregorio de Tours en su Historia de los francos de la basílica de San Martín, construida en Tours por san Perpetuo (obispo en 460-490) a comienzos de este período y en aquella época en el borde del territorio de los francos, hace que se lamente la desaparición de este edificio, que debió ser una de las más hermosas iglesias merovingias, de la que dice que contaba con 120 columnas de mármol, torres en el extremo oriental y varios mosaicos: «San Martín mostraba un énfasis en lo vertical, y la combinación de unidades en bloque formando un complejo espacio interno y la correspondientemente rica silueta externa, que pasarían a ser las marcas propias del románico".

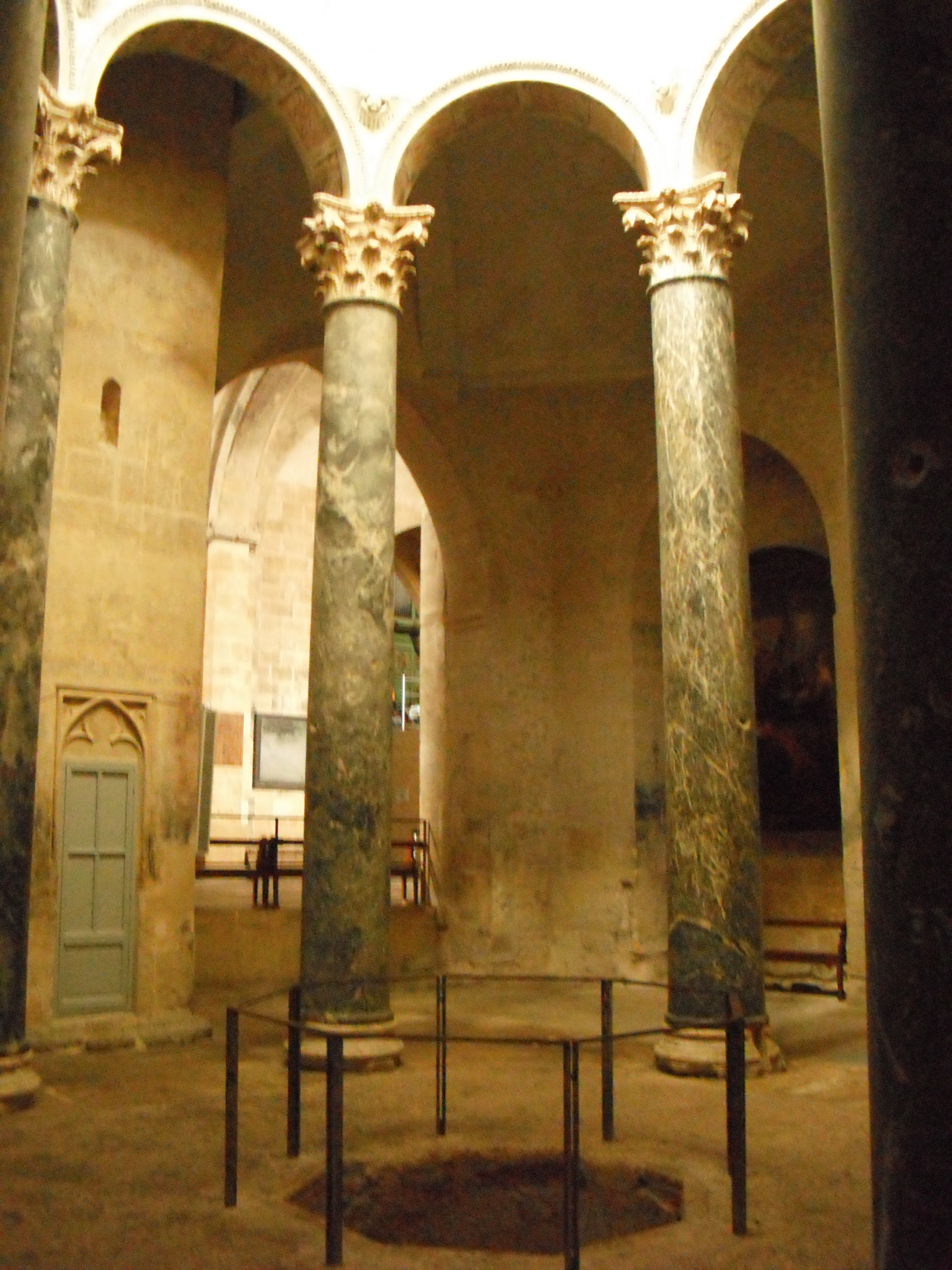
Baptisterio de la catedral de Aix, año 500, construido por los merovingios

Ejemplos de edificios que se edificaron o conservan elementos de esta época son:
- Baptisterio de Riez construido en los siglos IV, V y VII
- Catedral de Fréjus (h. 450)
- Cripta de San Lorenzo en Grenoble (h. 500)
- Catedral de Saint-Sauveur (Aix-en-Provence), baptisterio construido por los merovingios (h. 500)
- Baptisterio de San Juan de Poitiers (507)
- Baptisterio de Venasque (h. 500)
- Abadía de Saint-Germain-des-Prés (h. 540)
- Tumba de Radegunda de Poitiers (587)
- Abadía de Jouarre, cripta merovingia (630)

### Ostrogodos

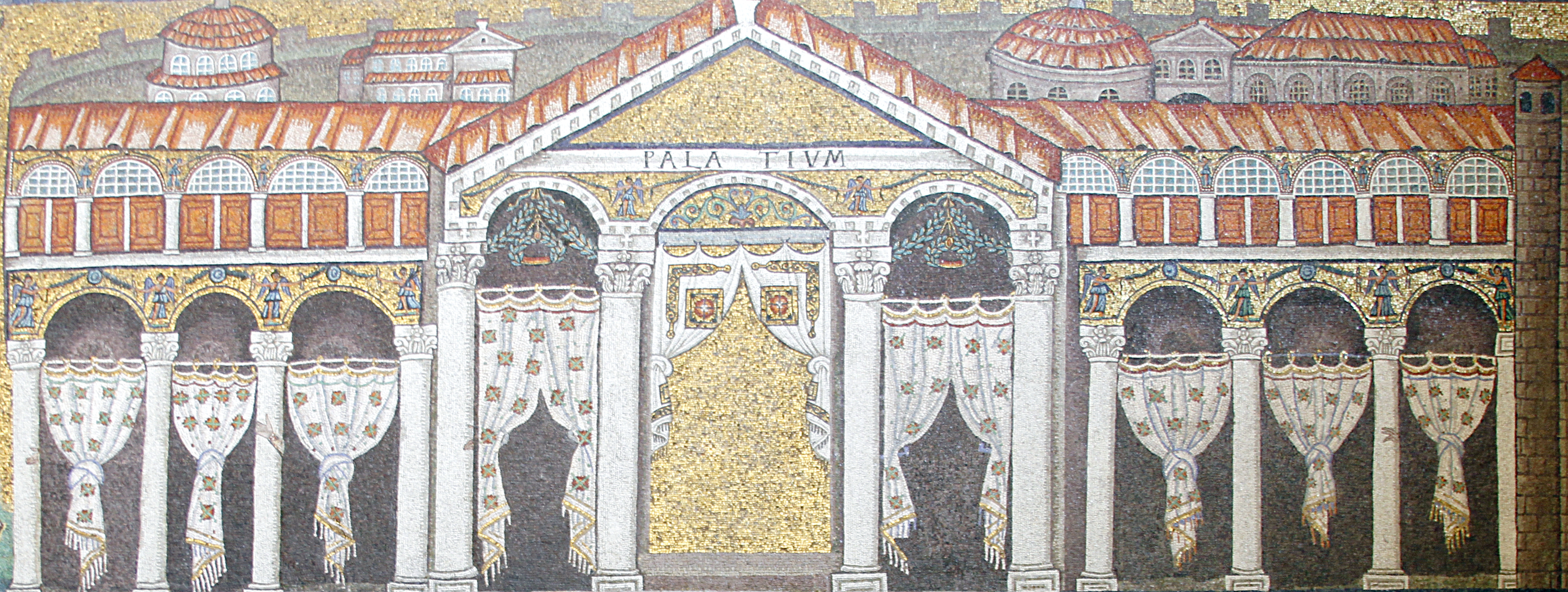
Palacio de Teodorico el Grande en Rávena, representado en los mosaicos de San Apolinar el Nuevo

En Italia, la breve dominación de los ostrogodos (fueron conquistados por los bizantinos en 535) no permitió más que unos pocos ejemplos de arte ostrogodo: mausoleo de Teodorico, palacio de Teodorico, baptisterio arriano. Los tres se encuentran en Rávena, ciudad donde también se encuentran notabilísimos ejemplos del arte bizantino de época de Justiniano I.

### Arquitectura lombarda

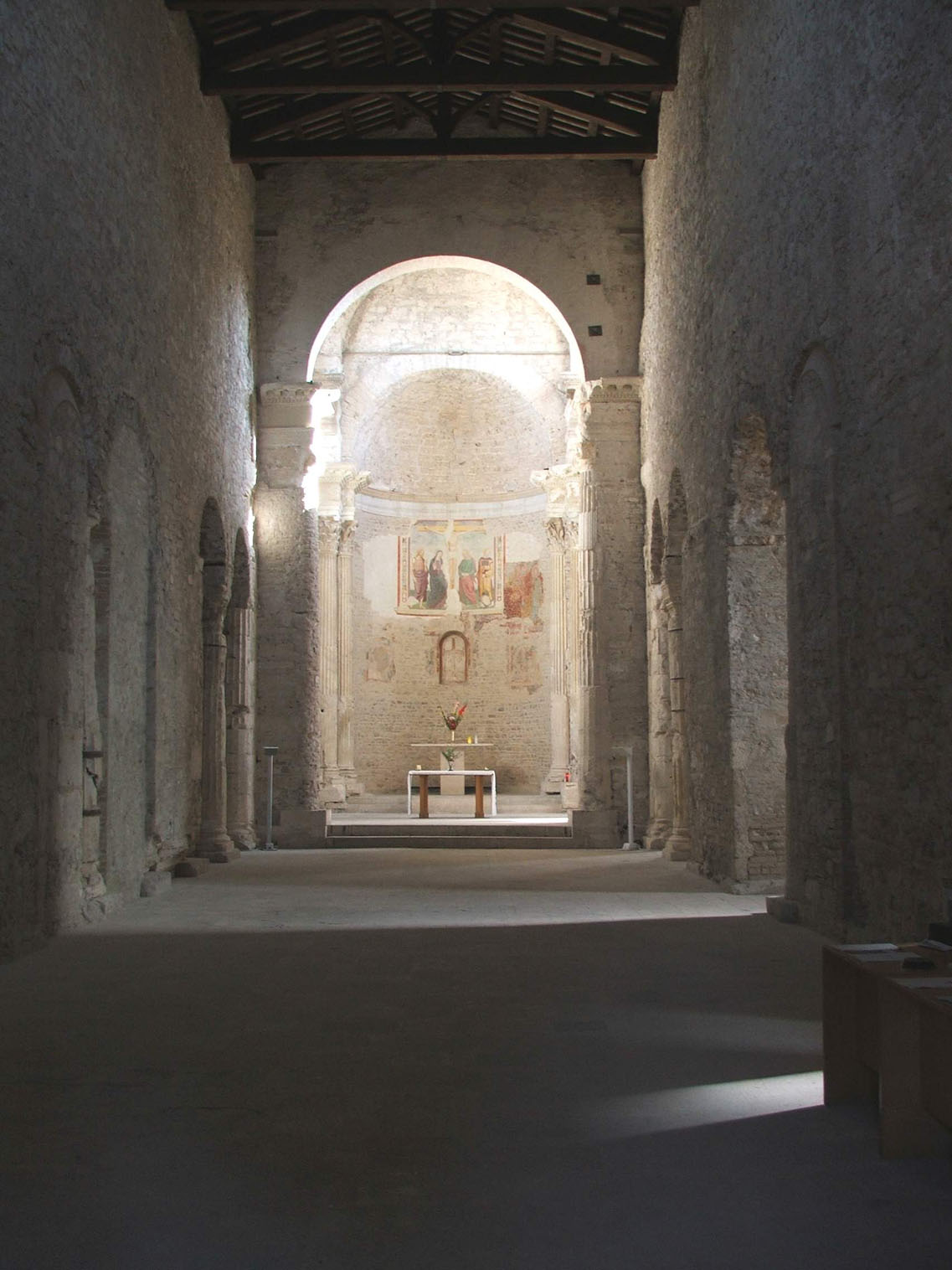
Iglesia de San Salvador (Spoleto)

El reino de los lombardos en Italia existió entre los años 568 a 774 (con una permanencia residual en el sur de Italia hasta los siglos X y XI). Son obras encargadas por los reyes y duques lombardos.
Las edificaciones de los lombardos en el norte de Italia (Langobardia Maior) se han perdido como consecuencia de renovaciones o reconstrucciones, las pocas excepciones incluyen el Templete Lombardo (Tempietto longobardo) en Cividale del Friuli o la iglesia de Santa Maria foris portas en Castelseprio. Sin embargo en el sur de Italia (Langobardia minor) sí han sobrevivido algunas edificaciones, especialmente en lo que era el ducado de Benevento: los muros de la ciudad, la iglesia de Santa Sofia y la Rocca dei Rettori, una de las pocas estructuras militares lombardas que ha sobrevivido, como también otros sitios de menor importancia cerca de Benevento y en lo que fuera el ducado de Spoleto.
Los principales edificios lombardos que se conservan fueron declarados en 2011 Patrimonio de la Humanidad por la UNESCO, incluidos en el sitio «Centros de poder de los longobardos en Italia (568-774 d. C.)» que comprende siete sitios con notables obras arquitectónicas, artísticas y esculturas:
- Cividale del Friuli: Conjunto episcopal del patriarca Calixto y Templete Lombardo.
- Brescia: Iglesia de San Salvador (Brescia) y Monasterio de Santa Julia.
- Castelseprio: Iglesia de Santa Maria foris portas, Basílica de San Juan Evangelista (Castelseprio) y Monasterio de Torba
- Iglesia de San Salvador (Spoleto)
- Templo de Clitunno
- Benevento: Iglesia de Santa Sofía (Benevento)
- Santuario de San Miguel Arcángel (Monte Sant'Angelo)

### Islas británicas
Pocos restos quedan del período que va desde el abandono de Britania por los romanos, en torno al año 400, hasta la subida al trono del rey Alfredo, en el año 871, que sería aproximadamente la época del primer prerrománico en las islas británicas. La historiografía prefiere actualmente llamar arte hiberno-sajón a lo que antes era conocido como «arte insular»: el arte producido en las islas británicas de Irlanda y Gran Bretaña en la Alta Edad Media.
Aunque estas dos grandes islas estaban políticamente muy divididas, tuvieron una destacable unidad cultural basada en el predominio del monacato que, sobre la base del cristianismo, fusionó los restos de la herencia clásica grecorromana con aportaciones de los pueblos germánicos y las características locales de los pueblos prerromanos autóctonos, genéricamente clasificados como «celtas» o «gaélicos». El arte insular unió, así, las técnicas y motivos anglosajones con los celtas.

### Arquitectura visigoda

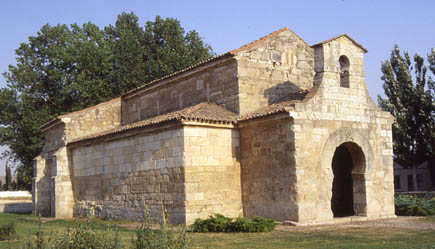
Iglesia de San Juan de Baños. (Baños de Cerrato, Palencia)

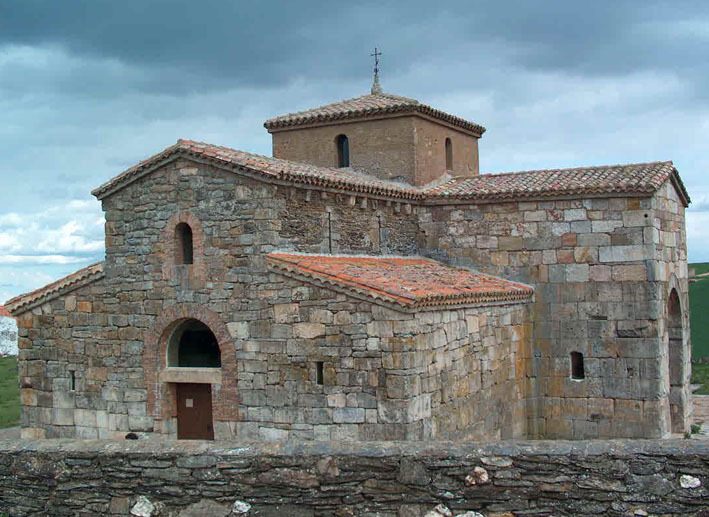
Iglesia de San Pedro de la Nave (El Campillo, término municipal de San Pedro de la Nave-Almendra, en la provincia de Zamora, España)

Después de las devastaciones que en los primeros años del siglo V sufrió la península ibérica por las oleadas de vándalos, alanos, suevos y visigodos que la invadieron, quedó al fin relativamente sosegada con la dominación de estos últimos a partir del año 507 y más todavía cuando en el 589 se realizó la conversión de los visigodos arrianos al catolicismo con Recaredo, su monarca. A mediados del siglo VI llegaron a Hispania legiones imperiales de Constantinopla con objeto de ayudar y afirmar en su trono al rey Atanagildo y posesionándose de algunas plazas en las costas de Levante y Mediodía, las retuvieron por más de medio siglo (552-615) con su obligado acompañamiento de artistas bizantinos contribuyendo de esta suerte a reforzar los elementos orientales que ya formaban parte del caudal artístico de los godos.
Consta, por testimonios fidedignos de aquella época, la existencia de magníficas iglesias en España, desde los últimos años del siglo VI hasta la invasión sarracena. Así, por ejemplo, San Gregorio de Tours (siglo VI) dice de la iglesia de San Martín de Orense que era cosa admirable, miro opere expedita, mientras que Pablo el Diácono (de Mérida, siglo VIII) elogia la iglesia de Santa Eulalia y el baptisterio de San Juan de Mérida, cubiertos de pinturas.
Los pocos restos de construcciones visigodas que han llegado hasta nosotros demuestran que la España visigoda poseía un arte propio por lo menos desde la época de Recaredo. No constan con certeza edificios visigodos o ruinas de ellos anteriores a su reinado
El monumento visigodo mejor conservado en Portugal es la capilla de San Fructuoso en Braga.
Ha de observarse que, en comparación con el arte de otros pueblos germánicos, el visigodo se desarrolló más extensamente en el tiempo.

## Segunda fase del prerrománico europeo (800-1000)
La dinastía merovingia fue reemplazada por la dinastía carolingia en el año 752, lo que daría lugar a la posterior arquitectura carolingia desde 780 hasta 900, y la arquitectura otoniana en el Sacro Imperio Romano Germánico desde mediados del siglo X hasta mediados del XI. Estas sucesivas dinastías francas contribuyeron en gran medida a la arquitectura románica.

### Arte carolingio

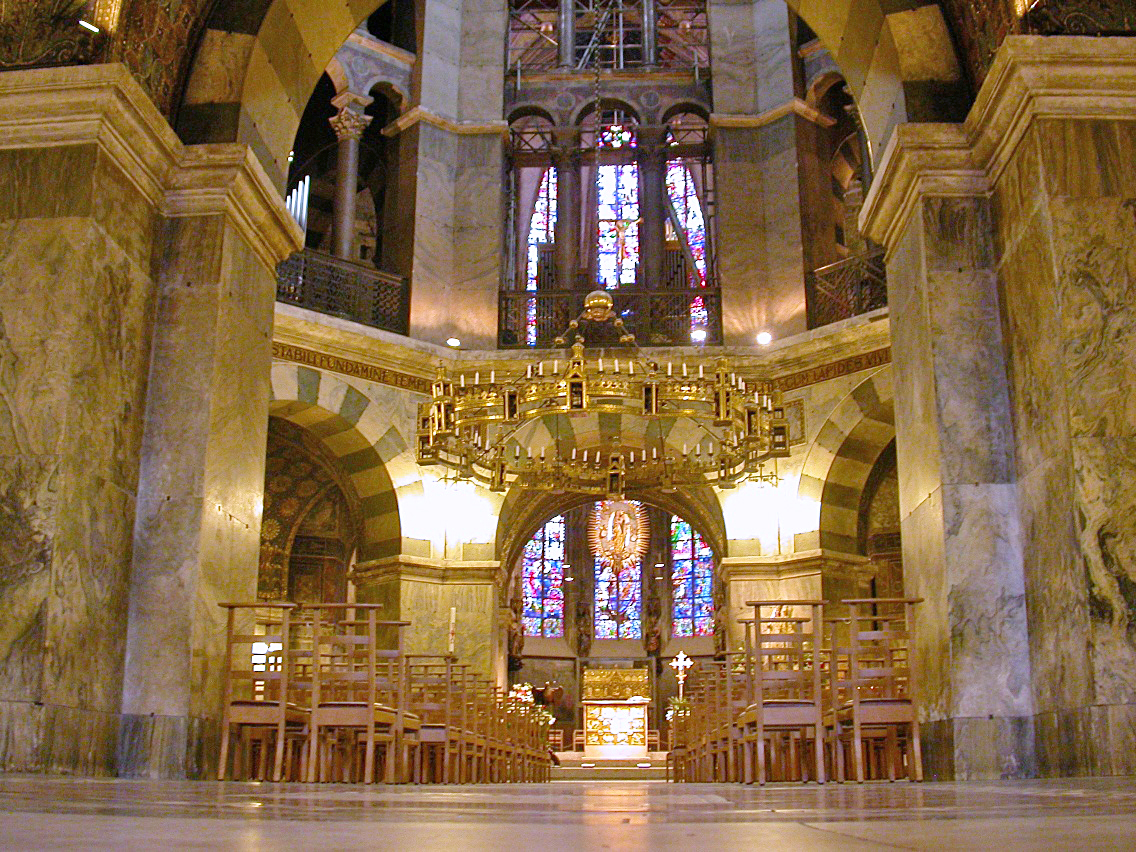
Interior de la Capilla Palatina, en Aquisgrán

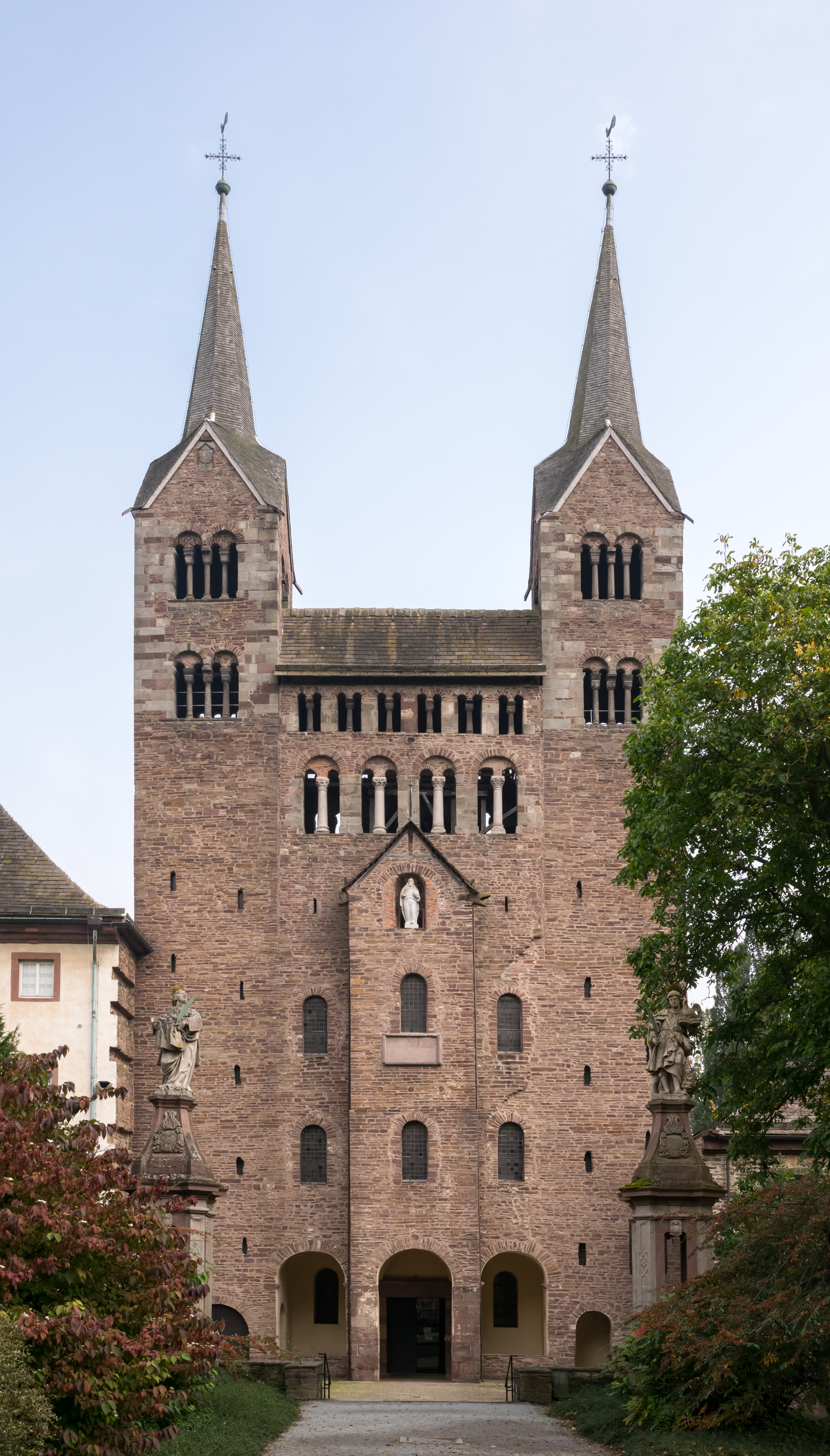
Westwerk de Corvey

Se desarrolló en el Imperio franco durante unos 120 años: desde alrededor 780 hasta 900. Fue un período muy breve, pero muy influyente. Es popularmente conocido como Renacimiento carolingio. El arte fue producido por y para el círculo de la corte y un grupo de importantes monasterios bajo el patrocinio imperial; los ejemplos que sobreviven fuera de este círculo muestran una caída considerable en la calidad de la artesanía y la sofisticación del diseño. El arte fue producido en varios centros en lo que ahora son Francia, Alemania, Austria, el norte de Italia y los Países Bajos, y recibió considerable influencia, a través de centros misioneros continentales, del arte insular de las islas británicas, así como una serie de artistas bizantinos que parecen haber residido en centros carolingios.
Por primera vez, en el norte de Europa se intentó resucitar y emular las formas y estilos clásicos del arte mediterráneo, que dieron lugar a una combinación de elementos clásicos y norteños en un estilo suntuoso y dignificado, en particular introduciendo la confianza septentrional de la representación de la figura humana, y preparando el escenario para el surgimiento del arte románico y finalmente del arte gótico en Occidente. La era carolingia es parte del período en el arte medieval a veces llamado Prerrománico.
Las iglesias carolingias suelen ser de planta basilical, como las paleocristianas de Roma, y habitualmente incorporaban una «obra oeste» (Westwerks), que consistía en un agrandamiento del edificio en su parte occidental para albergar las escaleras que daban acceso a la tribuna. Es, sin duda, el precedente de las fachadas occidentales de las posteriores catedrales medievales. Un westwerk original que ha llegado a nuestros días es el de la abadía de Corvey, erigida en 885.
De los edificios que, en todo o en parte, datan de esta época, podemos mencionar:
- Convento benedictino de San Juan, Müstair (780)
- Granusturm, torre de 20 metros de alto en Aquisgrán (788)
- Abadía de Lorsch, puerta (h. 800)
- Capilla Palatina (Aquisgrán) (792-805)
- Palacio Imperial (Ingelheim) (800)
- Oratorio del obispo Teodulfo de Orleans en Germigny-des-Prés (806)
- Iglesia colegiata de San Ursmaro, en Lobbes, Bélgica (819-823)
- San Miguel (Fulda), rotonda y cripta (822)
- Basílica de Einhard, Steinbach (827)
- Iglesia de San Justino (Frankfurt-Höchst) (830)
- Schloss Broich, fortaleza carolingia (883-884)
- Castillo de Broich, Muelheim del Ruhr (884)
- Abadía de Corvey (885)

### Arte otoniano

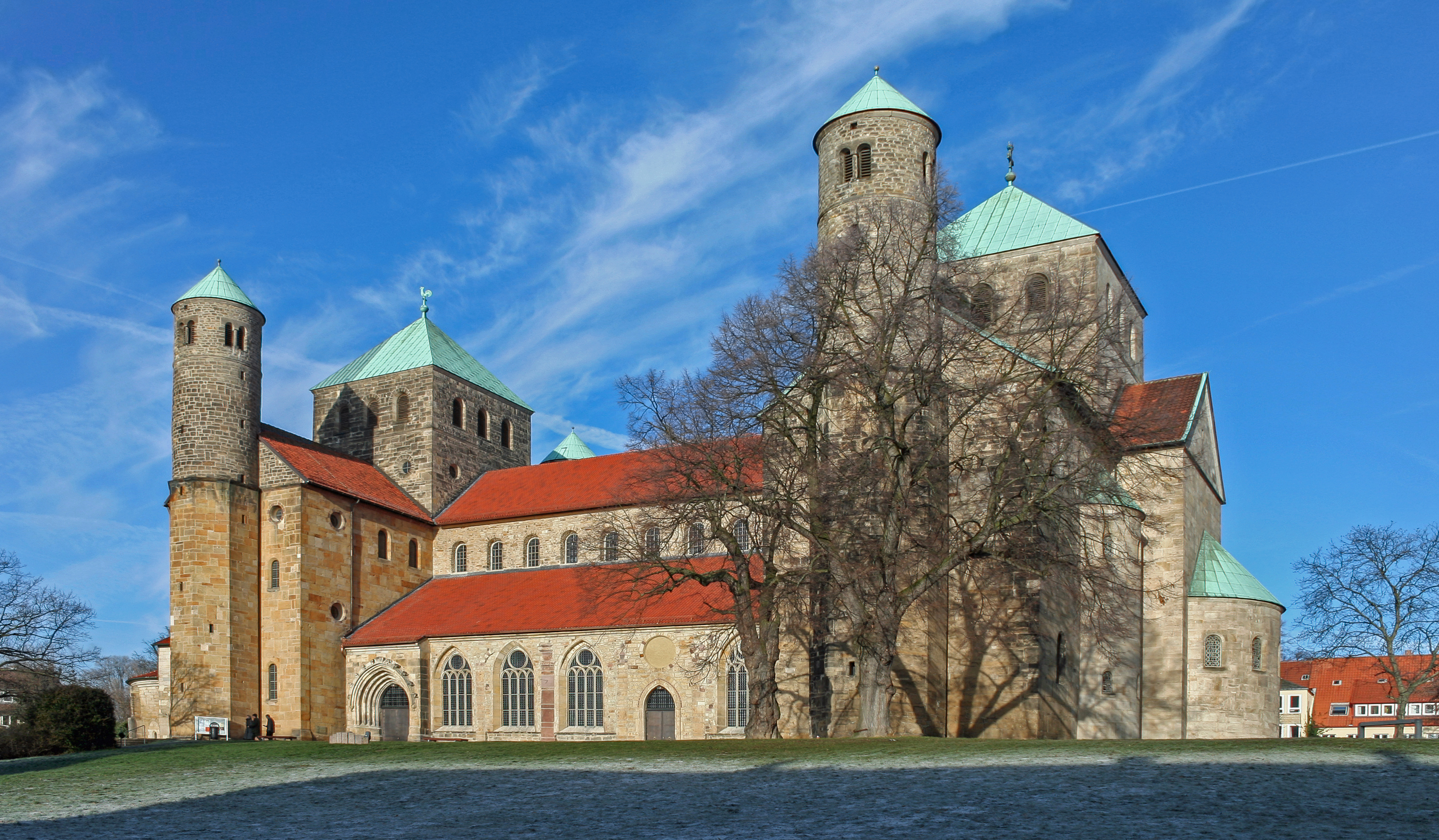
Iglesia de San Miguel de Hildesheim, declarada Patrimonio de la Humanidad

Después de un intervalo bastante caótico que siguió al período carolingio, la nueva dinastía otoniana revivió el arte imperial a partir de 950, construyendo sobre, y desarrollando más, el estilo carolingio para dar lugar al arte otoniano. Se produjo el llamado Renacimiento otoniano (c. 951-1024). Sin embargo, el estilo ni comenzó ni terminó de manera coincidente con el gobierno de la dinastía. Surgió algunas décadas después, ya en su gobierno y persistió más allá de los emperadores otonianos en los reinados de la dinastía Salia temprana, que carece de una «etiqueta de estilo» artística propia. Al igual que el arte carolingio y a diferencia del románico, fue en gran medida un estilo restringido a unas pocas de las pequeñas ciudades de la época y a importantes monasterios, así como a los círculos de la corte del emperador y de sus principales vasallos.
En una atmósfera de fe renovada en la idea de Imperio y una Iglesia reformada, se crearon obras maestras que fusionaron las tradiciones en las que se inspiraron los artistas otonianos: modelos de origen en la antigüedad tardía, carolingios y bizantinos. Gran parte del arte otoniano refleja el deseo de la dinastía de establecer visualmente un enlace con los gobernantes cristianos de la Antigüedad tardía, como Constantino, Teodorico y Justiniano así como con sus predecesores carolingios, particularmente Carlomagno.
El estilo es generalmente grandioso y pesado, e inicialmente menos sofisticado que sus equivalentes carolingios, con menor influencia directa del arte bizantino y menos comprensión de sus modelos clásicos. Pero alrededor de 1000 una sorprendente intensidad y expresividad emergieron en muchas obras, como «una monumentalidad solemne que combina con una interioridad vibrante, una calidad mundana y visionaria con una atención aguda a la actualidad, a los patrones superficiales de líneas fluidas y ricos colores brillantes con un emocionalismo apasionado».
Edificios que, en todo o en parte, proceden de esta época, son:
- Coro de la abadía de Essen (fundada en 845)
- Iglesia de San Jorge (Oberzell) en la isla de Reichenau (888)
- Iglesia de San Juan (Maguncia) (910)
- Abadía de San Filiberto de Tournus (950)
- Iglesia de San Ciriaco de Gernrode (969)
- San Miguel de Hildesheim (1001-1031)
- Ottmarsheim, abadía benedictina fundada en 1050

### Islas británicas
En esta segunda fase, en lo que hoy sería Inglaterra podemos hablar de un arte anglosajón que floreció durante el reinado del rey Alfredo el Grande (885), con el renacimiento de la cultura inglesa después del final de los ataques vikingos, hasta principios del siglo XII, cuando el arte románico se convirtió en el nuevo movimiento. La iglesia de San Lorenzo en Bradford on Avon, Wiltshire, es una de las pocas iglesias anglo-sajonas que se conservan en Inglaterra que no muestran alteraciones o reconstrucciones medievales posteriores. La iglesia del priorato de Santa María en Deerhurst, Gloucestershire es, en gran medida, anglosajona; fue construida en el siglo VIII, cuando Deerhurst fue parte del reino anglosajón de Mercia, aunque se restauró y alteró en el siglo X, ampliada y modificada en siglos posteriores. Se conservan torres sajonas, como las de la iglesia de San Pedro (Barton-upon-Humber).

### Arte vikingo

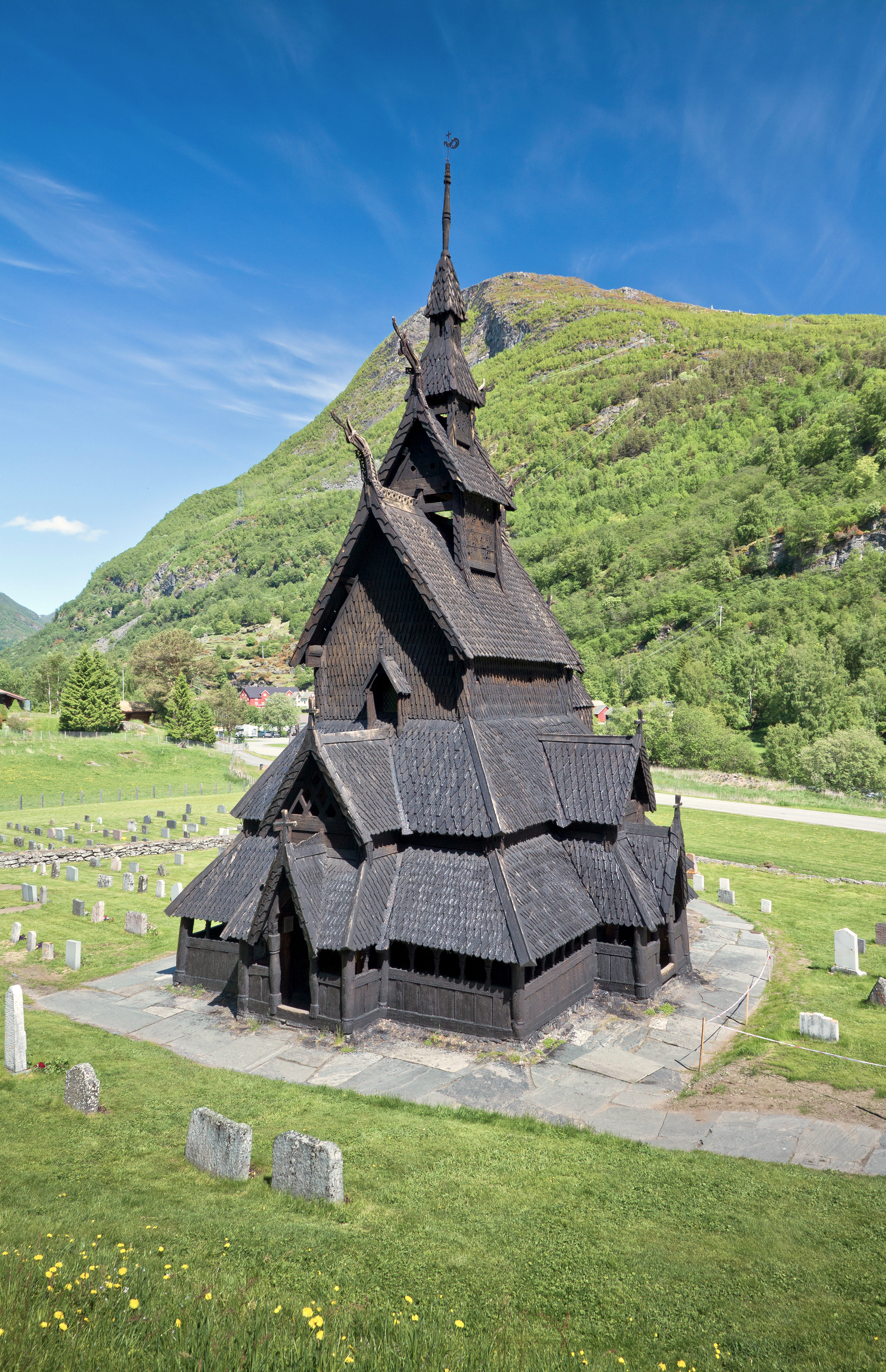
Vista de conjunto de la iglesia de madera de Borgund

En los países nórdicos y sus áreas de influencia, durante la época vikinga (siglos VIII-XII), se elaboró un arte que forma parte del estilo zoomórfico germánico. Se desarrolló a partir de influencias del arte romano tardío, el arte celta y motivos de los pueblos de las estepas de Asia.
Se desarrolló, en Escandinavia, fuera del ámbito del cristianismo en el periodo altomedieval. En lo que se refiere a las iglesias, están construidas en madera, como puede verse en la iglesia de Borgund.

### Italia
El norte de la península italiana recibió la influencia carolingia. En el siglo X, en Lombardía, empiezan a aparecer elementos que prefiguran el románico, como los arquillos y las bandas verticales llamadas por ello, precisamente, «bandas lombardas». Ejemplos de protorrománico o «primer románico» son la torre de la abadía de Pomposa y la iglesia basilical de San Pedro y San Pablo de Agliate en Carate Brianza también en la Lombardía.
El sur de Italia, por su parte, se benefició de la presencia y de la fertilización cruzada de los bizantinos, los árabes y los normandos. Ya en el siglo XI, conviviendo con el románico pleno, se desarrolló en Sicilia el arte árabe-normando.

### Croacia

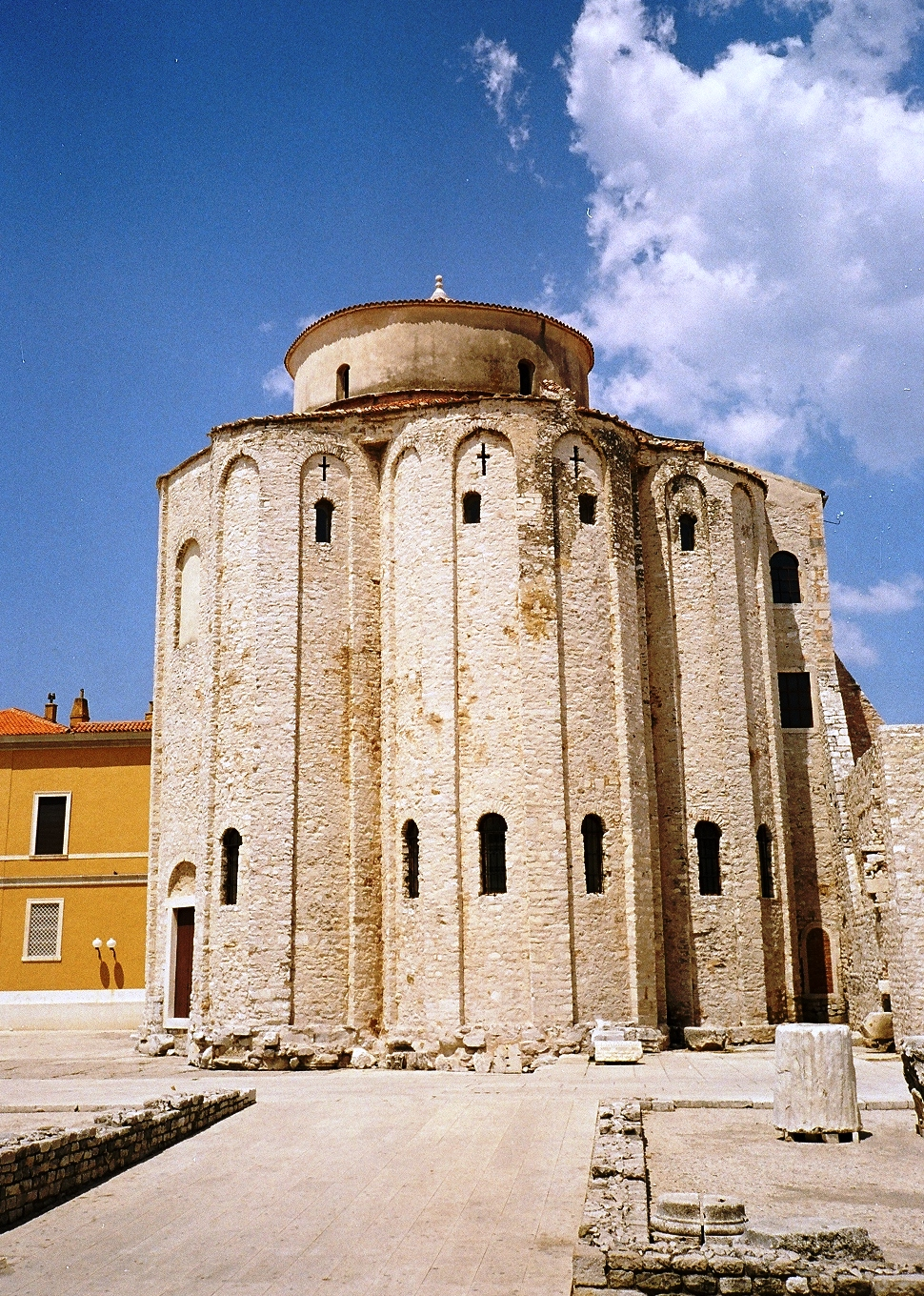
Iglesia prerrománica de San Donato en Zadar, del

En el siglo VII los croatas, con otros eslavos y ávaros, llegaron del norte de Europa a esta región del sur de Europa. Las primeras iglesias de Croacia se erigieron como santuarios reales, y la influencia del arte romano fue más fuerte en Dalmacia, mucho más romanizada. Gradualmente esa influencia se fue abandonando y empezaron a aparecer elementos originales autóctonos.
Todas estas iglesias, una docena grandes y cientos de otras de pequeño tamaño, fueron construidas en piedra bastamente cortada. Son iglesias de una o tres naves, unas longitudinales y otras de planta centrada. La Iglesia de San Salvador en Cetina (en croata: Crkva Sv. Spasa) en el nacimiento del río Cetina se erigió en el siglo IX, durante el reinado de Branimir de Croacia; constituye así uno de los más antiguos ejemplos de arquitectura religiosa croata. Otro ejemplo es la iglesia de la Santa Cruz en Nin, también del siglo IX y con planta central. La iglesia más grande y compleja de este siglo IX croata es la iglesia en Zadar dedicada a San Donato. De planta redonda, coronada por una cúpula de 27 m de altura, está rodeada por una galería que se extiende alrededor de tres ábsides al este. Tanto su estilo como su planta circular son una mezcla de las primeras manifestaciones de arte carolingio y de los templos bizantinos. Tanto en el interior como en el exterior, se aprecia el uso de materiales antiguos procedentes del foro romano para la fundamentación de los muros.

## El prerrománico español posterior al 711
La herencia visigoda, la convivencia con el arte islámico andalusí y los contactos con el resto de la cristiandad latina produjeron en los reinos cristianos del norte peninsular formas artísticas de particular interés: el arte asturiano y el arte mozárabe.

### Arte asturiano

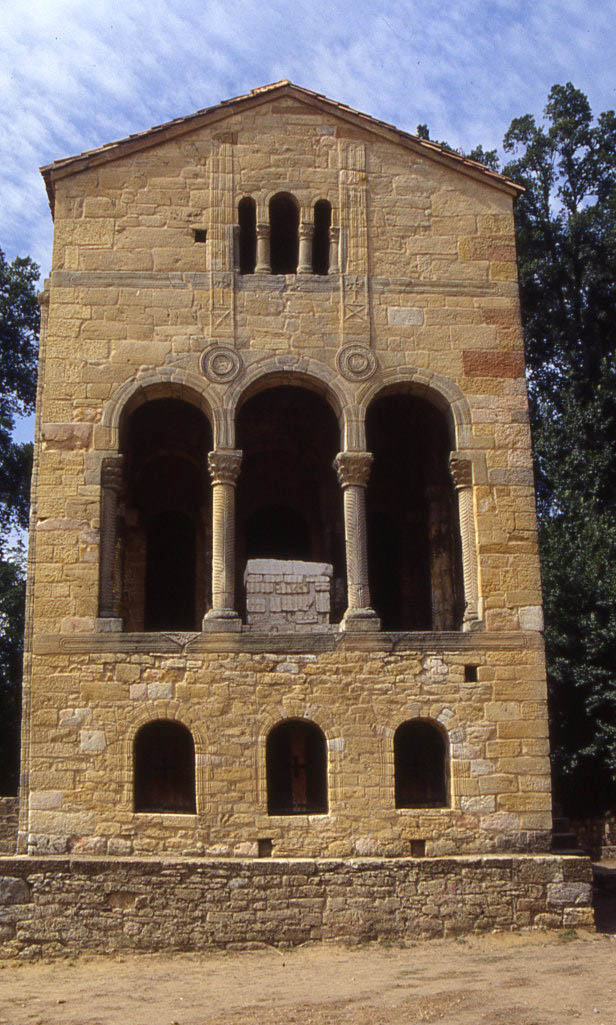
Fachada de Santa María del Naranco (842), uno de los edificios prerrománicos asturianos más conocidos

Este estilo artístico apareció vinculado al Reino de Asturias, primer reino cristiano establecido en la península ibérica tras la conquista musulmana. Su desarrollo tuvo lugar en lo que actualmente es el Principado de Asturias entre finales del siglo VIII y comienzos del X, cuando es absorbido por el arte románico venido de Francia. Durante este periodo se cultivaron disciplinas como la pintura, la orfebrería o la arquitectura, destacando esta última por el amplio número y buena conservación de los monumentos que han llegado hasta nuestros días, los cuales constituyen el más completo y homogéneo conjunto de arquitectura altomedieval de Europa Occidental.
La singularidad artística e histórica de estas edificaciones ha sido reconocida por la Unesco, declarando a seis de ellas como Patrimonio de la Humanidad bajo el nombre de Monumentos de Oviedo y del Reino de Asturias.
Del primer período (737 a 791) se ha registrado la existencia de dos iglesias. Una, la de la Santa Cruz (737) en la primera capital del reino, Cangas de Onís, fue destruida en 1936. La segunda es la iglesia de San Juan Apóstol y Evangelista (Santianes de Pravia). Su construcción obedece al traslado de la corte, desde Cangas de Onís a Pravia. La iglesia, construida entre los años 774 y 783, mostraba ya una serie de elementos del prerrománico asturiano, como la fachada al este o planta basilical.
El segundo período va desde 791 hasta 842. Alfonso II el Casto trasladó la capital a Oviedo y fue él quien promovió la construcción de la mayor parte de los edificios prerrománicos: las iglesias de San Tirso en Oviedo, San Julián de los Prados, Santa María de Bendones y San Pedro de Nora, además del complejo palatino en Oviedo, hoy desaparecido, formado por las iglesias de San Salvador, Santa María y su anexo palacio y capilla (hoy la Cámara Santa en la catedral de Oviedo, lo único que queda), conteniendo reliquias como el Arca sagrada y joyas, como la Cruz de los Ángeles, que él mismo donó a la iglesia de San Salvador. Fuera de Asturias, con la leyenda del descubrimiento de la tumba del apóstol Santiago en Galicia, en un lugar conocido como campus stellae (Compostela), Alfonso II hizo que se erigiera allí la primera iglesia en honor del santo (en el año 892).
El tercer período (842-866) se corresponde con los reinados de Ramiro I (842-850) y Ordoño I. Disfrutó de un tiempo de paz frente a los enemigos tradicionales, los moros, lo que le permitió dedicarse a renovar la arquitectura prerrománica de su reino, dando lugar a lo que se llamó estilo ramirense en el arte asturiano. De esta época es la obra más significativa del arte asturiano, el palacio (hoy iglesia) de Santa María del Naranco. Supuso una significativa renovación estilística del prerrománico, añadiéndole nuevos recursos. El palacio, de planta rectangular, tiene dos niveles.

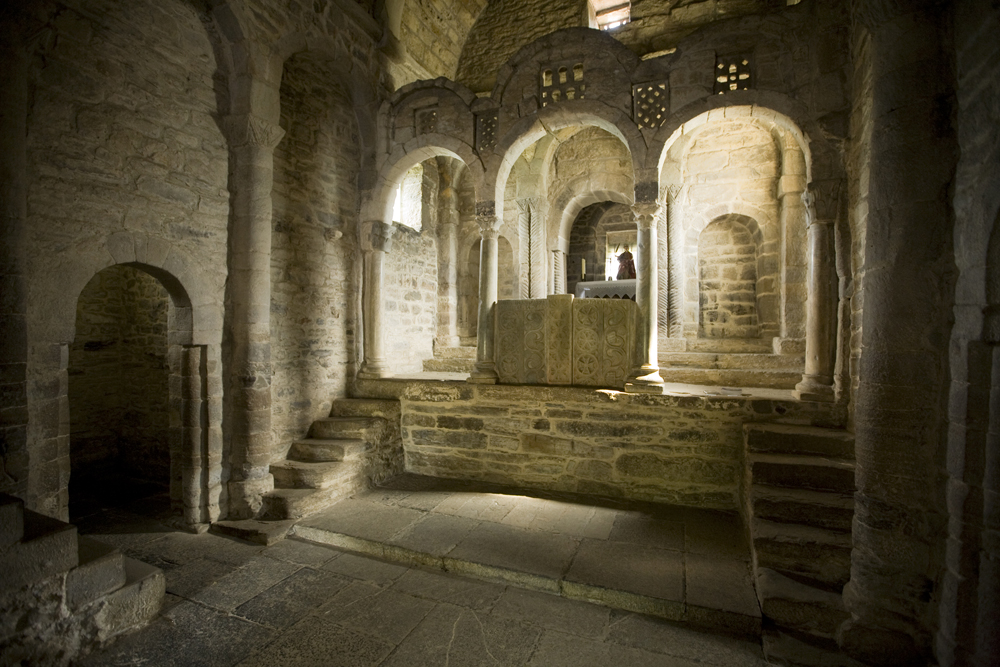
Iconostasis separando la capilla en alto, Santa Cristina de Lena.

La iglesia de San Miguel de Lillo fue consagrada por Ramiro I y su esposa Paterna en el año 848. Tiene planta basilical, aunque de aquella época solo se conserva la mitad occidental. La iglesia de Santa Cristina de Lena es de planta rectangular y tiene una capilla en alto, separada por iconostasios.
Este avance de la arquitectura asturiana en tiempos de Ramiro I tuvo lugar gracias a un arquitecto que estudió la realización de estructuras totalmente abovedadas y soluciones muy cercanas a las futuras románicas. Trata la escultura monumental como un elemento esencial de la arquitectura, aligerando las paredes laterales y dotándoles de ritmo al colocar arcadas. Se lleva entonces la división en tramos y lo acompaña de refinada arquitectura. Esta experiencia original, que nos lleva a las fronteras del arte románico, no se parece a nada de lo que se realizó en el Imperio carolingio.
El cuarto y último período es el posramirense (866-910) que comprende el reinado de Alfonso III de Asturias, cuyo monumento más importante es la iglesia de San Salvador de Valdediós. A este rey se deben también la iglesia de San Adriano de Tuñón, La Foncalada (fonte incalata) en el centro de Oviedo, y la Cruz de la Victoria y la caja de las ágatas que se conservan en la Cámara Santa de Oviedo.
Más tardía es la Iglesia de Santiago (Gobiendes), ubicada cerca de Colunga, entre el mar y la sierra del Sueve, la última de las grandes iglesias prerrománicas, y como la anterior, sigue el modelo de edificio de Santullano; está modificada en la Edad Moderna.

### Arte mozárabe

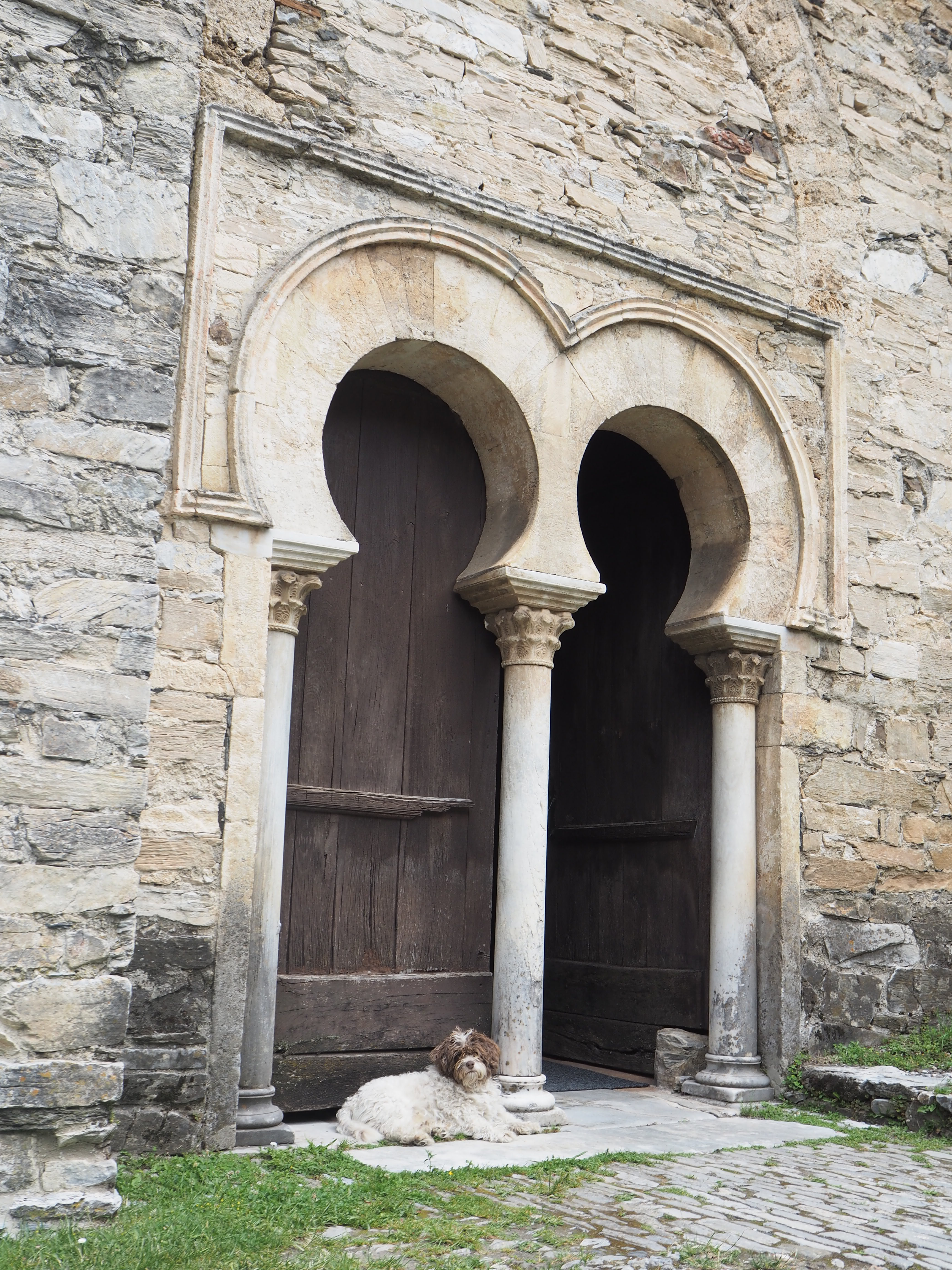
Arcos de herradura en la iglesia mozárabe de Santiago de Peñalba

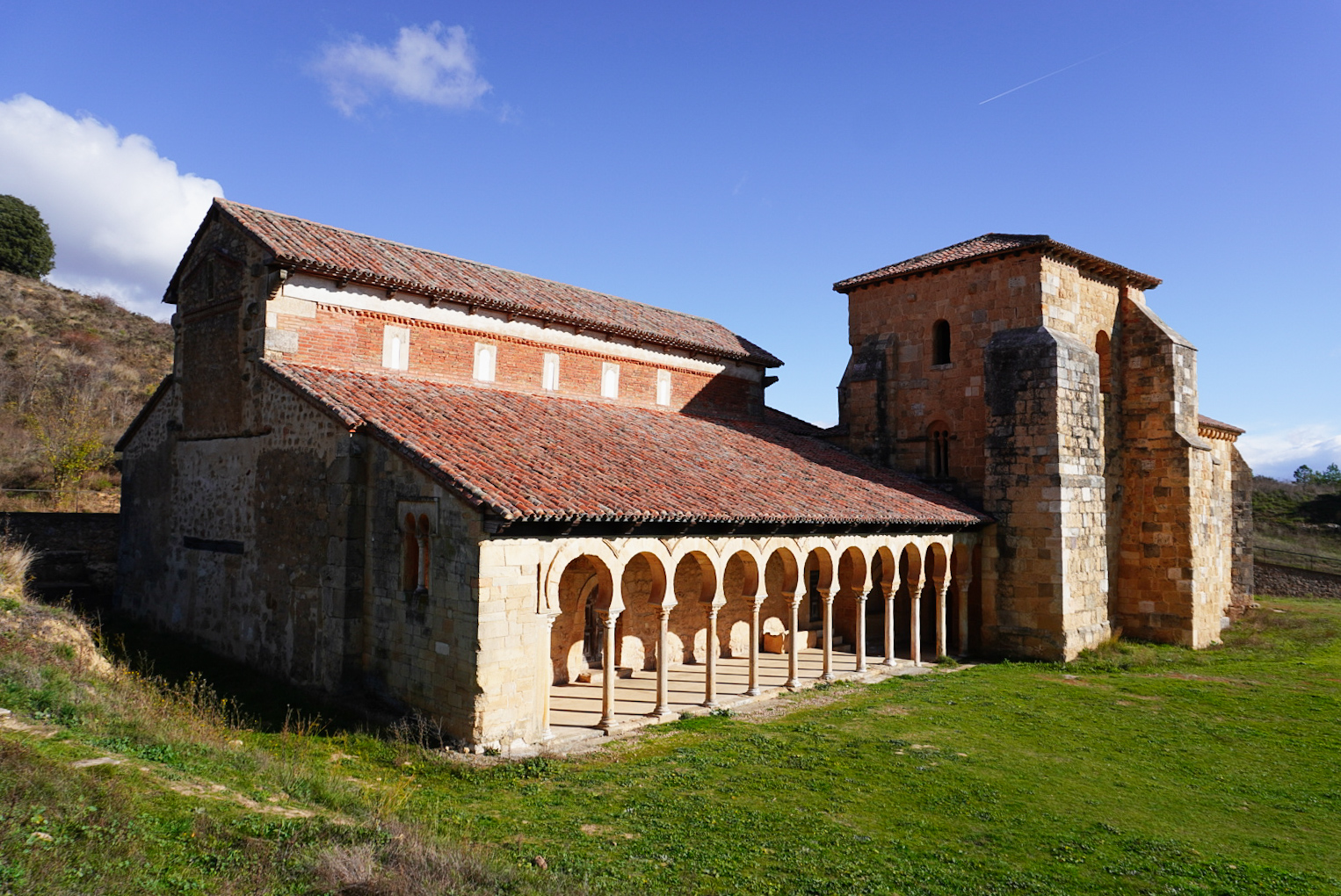
Monasterio de San Miguel de Escalada

El arte mozárabe es una expresión artística diversa y mestiza que floreció principalmente en al-Ándalus y el reino de León durante el siglo X. Se caracteriza por una fusión de influencias, especialmente andalusíes, y muestra una continuidad clasicista, ya sea en la tradición visigoda del norte o con el califato de Córdoba, con raíces bizantinas.
En la meseta leonesa surgieron construcciones modestas como iglesias de una sola nave con cabecera rectangular, típicas de la primera repoblación, pero también complejos monásticos como San Cebrián de Mazote, Santa María de Wamba, San Salvador de Palat de Rey o San Miguel de Escalada, entre otros.
Las élites leonesas fueron los principales precursores de este arte, desde la monarquía hasta figuras civiles y eclesiásticas del entorno regio, como el obispo San Genadio de Astorga o el noble galaico Rosendo de Celanova. Aunque cristianos del norte, estaban influenciados por gustos andalusíes. Este fue el caso del rey Alfonso III, que incluso envió a su hijo a la corte de los Banu Qasi en Zaragoza.
El arte mozárabe fusiona dos tradiciones, una septentrional cristiana y otra meridional musulmana, que, a pesar de sus diferencias, compartían una raíz clásica mediterránea. Para las personas de esa época no existían distinciones conceptuales entre ambas, considerándolas parte de una tradición común. Este arte se destaca por su gran variedad formal, siendo un estilo promiscuo y original en el contexto del prerrománico europeo. Las construcciones mostraban una mezcla única de estilos, siendo prolíficas en experimentar con estructuras abovedadas, cúpulas, capiteles y relieves, y en la técnica de la pintura mural "a la romana" con influencia andalusí.
El elemento más característico en arquitectura mozárabe es el uso del arco de herradura califal, más cerrado que el visigodo y con el peralte de dos tercios del radio. Suelen ser iglesias de pequeño tamaño. Se desarrolló en diferentes partes de la península ibérica:
Mozárabe en al-Ándalus
Se conservan dos ejemplos de la arquitectura que llevaron a término los mozárabes en territorio musulmán:
- Ruinas de la iglesia de Bobastro: templo rupestre en Ardales (Málaga).
- Iglesia de Santa María de Melque: situada en las proximidades de La Puebla de Montalbán (Toledo).

Mozárabe en el Reino de León
El mozárabe leonés es el conjunto caracterizado por ser el mejor conservado y sofisticado de este periodo, reflejando aportaciones culturales y estilísticas del Califato de Córdoba. Estas influencias se manifiestan en los arcos de herradura con alfiz perfectamente ejecutados, las elaboradas articulaciones espaciales, la preferencia por la columna como elemento de soporte o las pinturas murales interiores de estilo andalusí. Los ejemplos más importantes son:
- Santiago de Peñalba (León)
- Monasterio de San Miguel de Escalada (León)
- Santo Tomás de las Ollas (León)
- San Cebrián de Mazote (Valladolid)
- Santa María de Lebeña (Cantabria)
- San Baudelio de Berlanga (Soria)
- San Millán de Suso (San Millán de la Cogolla, La Rioja)
- Capilla de San Miguel de Celanova (Orense)
- Ermita de San Román de Moroso (Cantabria)

Zona aragonesa
En el este de la península ibérica, la que posteriormente se correspondería con la Corona de Aragón, los edificios mozárabes más destacados son:
- San Juan de la Peña (Huesca)
- Iglesia de San Quirico de Pedret (Barcelona)
- Santa María de Marquet (Barcelona)
- San Julián de Boada (Gerona)

### Arte catalán carolingio
Hay discrepancias historiográficas sobre cómo caracterizarlo y denominarlo. Algún autor autóctono, como Puig Cadafalch, llama a la arquitectura de esta época en los condados catalanes «primer románico», muy conectado con el románico lombardo italiano el cual también es a veces considerado primer románico y otras como aún prerrománico. En cualquier caso, esta arquitectura era a su vez heredera, en parte, de la arquitectura longobarda
Son escasos, de cualquier manera, los restos arquitectónicos de esta época en Cataluña, en edificios posteriormente modificados. Se pueden encontrar principalmente en Tarrasa, agrupadas en el bien de interés cultural, dentro del Patrimonio histórico de España, llamado Conjunto monumental de las iglesias de San Pedro de Tarrasa, que incluye las iglesias de Santa María, San Pedro y San Miguel.

## Artes suntuarias prerrománicas

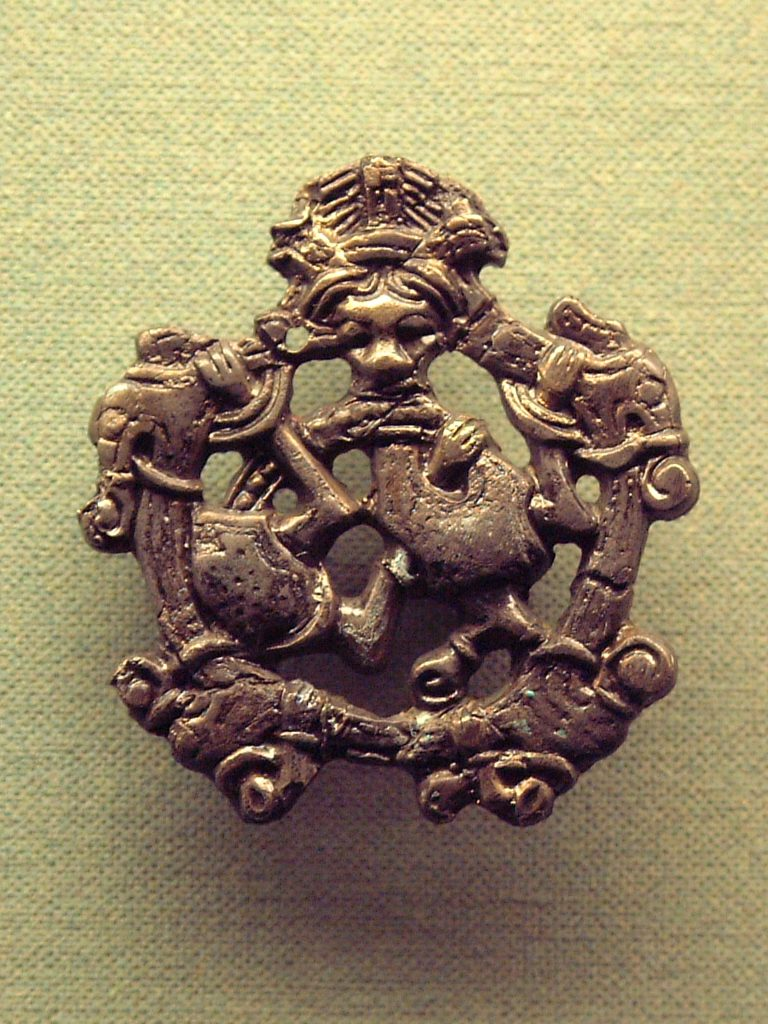
Broche de Hedeby, Suecia, con una bestia de manos prensiles

Ante la escasez de monumentos de envergadura, la orfebrería y las artes suntuarias ofrecían una oportunidad para el desarrollo del arte en el periodo de las invasiones, y se acomodaban especialmente al gusto artístico y las necesidades de las nuevas clases dirigentes. La utilización de oro, plata, marfil y piedras finas (no necesariamente preciosas) era particularmente conveniente como atesoramiento. Todo tipo de objetos litúrgicos (cálices, relicarios, cubiertas de libros), así como los símbolos del poder (coronas, cetros, orbes), se convertían en joyas decoradas. También se utilizó una innovación tecnológica: el esmalte. Colocan animales estilizados en el entrelazamiento, en lugar de las efigies humanas del arte romano. Produjeron obras de arte originales limitadas casi exclusivamente en orfebrería y metal, halladas muchas en necrópolis.

### Arte de la época germánica
En la época merovingia (ss. V-VIII) se realizaron trabajos de orfebrería, como los del tesoro de Childerico, con numerosos objetos preciosos, incluyendo joyas cloisonné de oro y esmalte alveolado, monedas de oro, una cabeza de toro de oro y un anillo con el nombre del rey inscrito. Alrededor de 300 insectos alados de oro (que usualmente se ven como abejas o cicadas) que fueron también encontrados sobre la capa del rey.
De las artes aplicadas visigodas, destaca su orfebrería, con coronas votivas como la de Recesvinto, que forma parte del tesoro de Guarrazar (Toledo) del siglo VII. También se conservan fíbulas rectangulares, de puente y las aquiliformes. En los tesoros, el de Guarrazar y otros como el de Torredonjimeno, no solo había coronas, sino también cruces y otros objetos preciosos. Gracias a este tesoro, y las inscripciones de la misma época, se comprueba el influjo del arte septentrional y del bizantino en el visigodo. También han llegado trabajos en bronce como jarritas, patenas, cruces, patenas, lámparas y otros objetos de uso litúrgico.
En Italia, cabe mencionar el tesoro de la catedral de Monza, conservado en el Museo Serpero, donde se conservan objetos preciosos como la celebérrima Corona Férrea o la llamada corona de Teodolinda, corona votiva que ejemplifica la orfebrería altomedieval, que se puede datar de entre el siglo IV y el VIII.
También para los carolingios, tuvo gran importancia la orfebrería. Se pueden citar objetos preciosos de esta época como el altar de San Ambrosio de Milán, cáliz de Tasilo (un cáliz de bronce dorado con plata y oro, que data del siglo VIII, de diseño anglosajón y que se guarda en la abadía de Kremsmünster), la cubierta del Evangeliario de Lindau (hoy en la Morgan Library) o la imagen relicario de Santa Foy en Conques.
En la tumba de Sutton Hoo, del primer período anglosajón (h. 625), se descubrieron objetos procedentes del Mediterráneo oriental, la Galia merovingia, Suecia y la región del Rin.

### Segunda fase del prerrománico europeo
La producción artística de los vikingos (siglos IX-XI) se limitó a la decoración y el ornamento. Los temas animalísticos, que aparecen en el siglo V, y fue haciéndose cada vez más esquemático y abstracto. El arte vikingo culmina con el barco y los objetos de Oseberg.
El arte otoniano (919-1024) que sobrevive es en gran parte religioso, en forma de manuscritos iluminados, pero también quedan objetos de orfebrería y metalistería, como el altar de oro de Basilea (en el Musée de Cluny) o la muy conocida cruz de la abadesa Matilde de Essen (Senkschmelzen-Kreuz), una cruz procesional que se conserva en el tesoro de la catedral de Essen y que fue encargada por Matilde, la abadesa de Essen. Hubo también otras obras, como el manto de Enrique II, en Bamberg, recamado en oro y seda sobre fondo azul, con el Zodíaco y temas religiosos. Se trata de una producción para un reducido número de personas, nobles y eclesiásticos destacados.

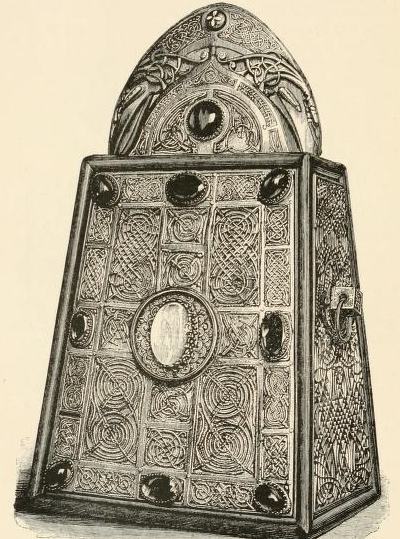
El estuche de la campana de San Patricio

Ejemplo de orfebrería anglosajona (segunda fase del prerrománico en las islas británicas) sería la Joya del rey Alfredo (Alfred Jewel) conservada en el Museo Ashmolean (Oxford). Se trata de una pieza realizada en esmalte y cuarzo encerrado en oro. Ha sido datada de finales del siglo IX, en el reinado de Alfredo el Grande y lleva la inscripción "AELFRED MEC HEHT GEWYRCAN", lo que significa «Alfredo ordenó que me hicieran». En el Museo Nacional de Irlanda se conserva el llamado Estuche de campana de San Patricio; se trata de un relicario de estilo muy irlandés, con motivos estilizados de pájaros y de entrelazamiento. Es un ejemplo importante del arte celta irlandés, muy influido por los vikingos, con una intrincada decoración estilo urnes en oro y plata.
El arte vikingo fue, principalmente, un arte aplicado, presente en objetos de la vida cotidiana, tales como herramientas, utensilios y joyas, aunque también se utilizó en piedras rúnicas y de manera tardía en iglesias. Se conservan principalmente ejemplares de este arte en metales y piedra, pero también estuvo presente en madera y tela. Dentro de los objetos cotidianos con destacada orfebrería fueron las espadas con botón terminal y, en el centro de la empuñadura, se incluían anillos, y decoraciones de animales estilizados.
En lo que se refiere a la península ibérica, posterior a la conquista musulmana, se produjeron valiosas piezas de orfebrería asturiana son las cruces, como la de los Ángeles y la Victoria, con numerosas piedras, esmaltes y filigranas de oro, así como la Caja de las Ágatas, todas ellas conservadas en la Cámara Santa de Oviedo. Además, se puede citar la arqueta de San Genadio, que se conserva en museo de la catedral de Astorga, relicario de principios del siglo X, de madera revestida por planchas de plata repujada y sobredorada. Por su parte, los mozárabes también desarrollaron artes aplicadas como metalistería, aunque se conservan pocas obras. Suelen mencionarse el Cáliz de Santo Domingo de Silos (h. 1050); la arqueta del Obispo Arias o Ariano (o «cajita de Arianus»), con inscripciones en latín y en árabe (1073-1094), hoy en la catedral de Oviedo; la cruz de Peñalba, cruz votiva regalada en el siglo X por el rey leonés Ramiro II a Genadio, abad del desaparecido monasterio de Santiago de Peñalba, que actualmente se encuentra en el Museo de León; la Campana del Abad Sansón (h. 930, hoy en el Museo Arqueológico Provincial de Córdoba); o, en el este de España, el ara portátil de San Pedro de Roda (siglo X), hoy parte de la colección permanente del Museo de Arte de Gerona.

## Pintura prerrománica

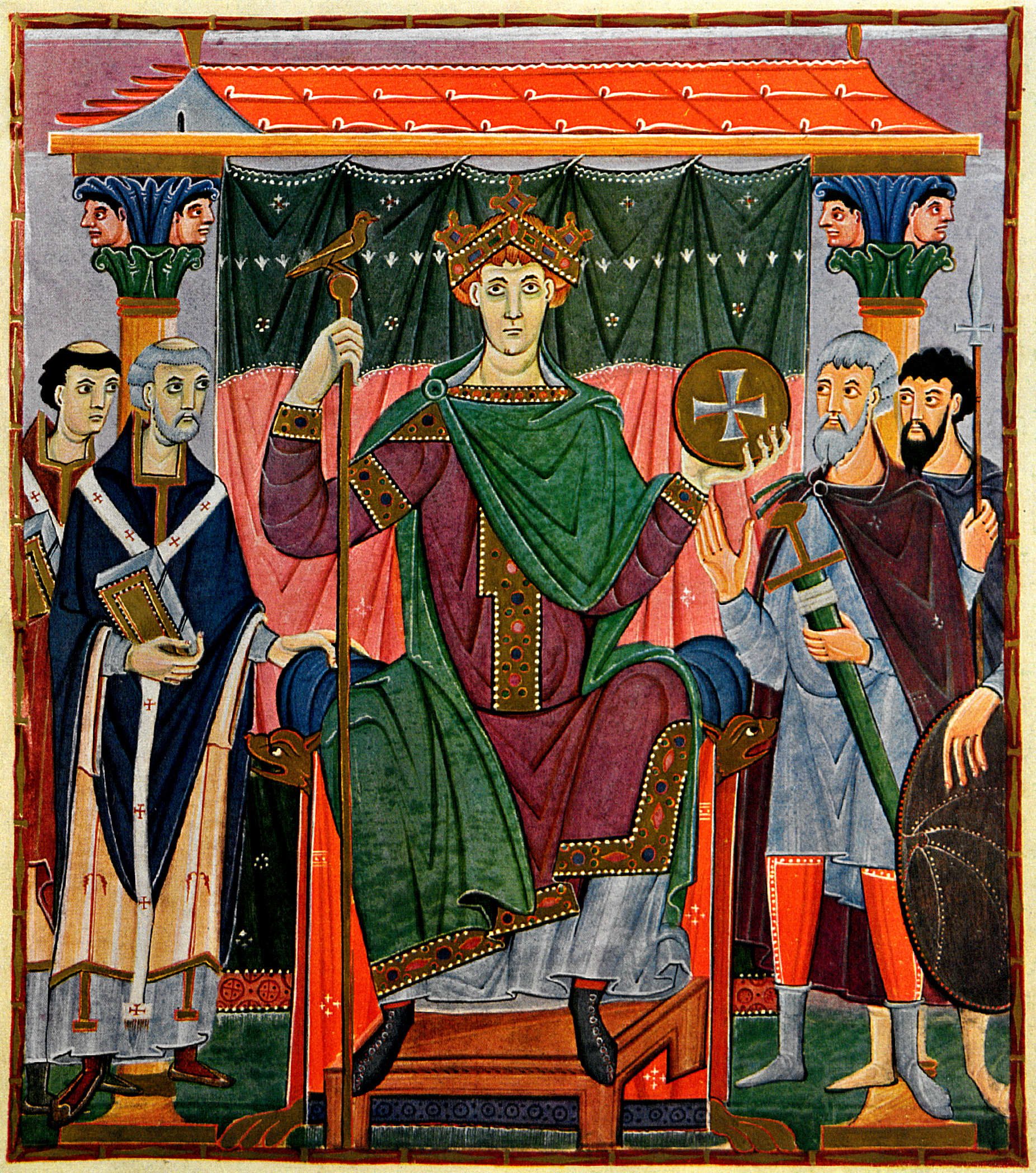
Evangeliario de Otón III, taller del monasterio de Reichenau (ca. 1000)

Frente a la escasez de grandes programas pictóricos murales (los mosaicos y frescos de tradición paleocristiana, que se continuaron desarrollando en el arte bizantino) o incluso de iconos, la parte principal de la pintura prerrománca conservada es la que se elaboró en los talleres de miniatura vinculados a los scriptoria de los monasterios.

### Lombardos
Los mosaicos y la pintura monumental conservan, en la época longobarda, la antigua tradición mediterránea con un renacimiento helenístico y una representación del hombre natural. En el siglo VIII, nació un lenguaje pictórico más apto para transcribir aspiraciones espirituales que las formas de antigua tradición y anticipan los elementos que constituirán las futuras decoraciones medievales

### Merovingios

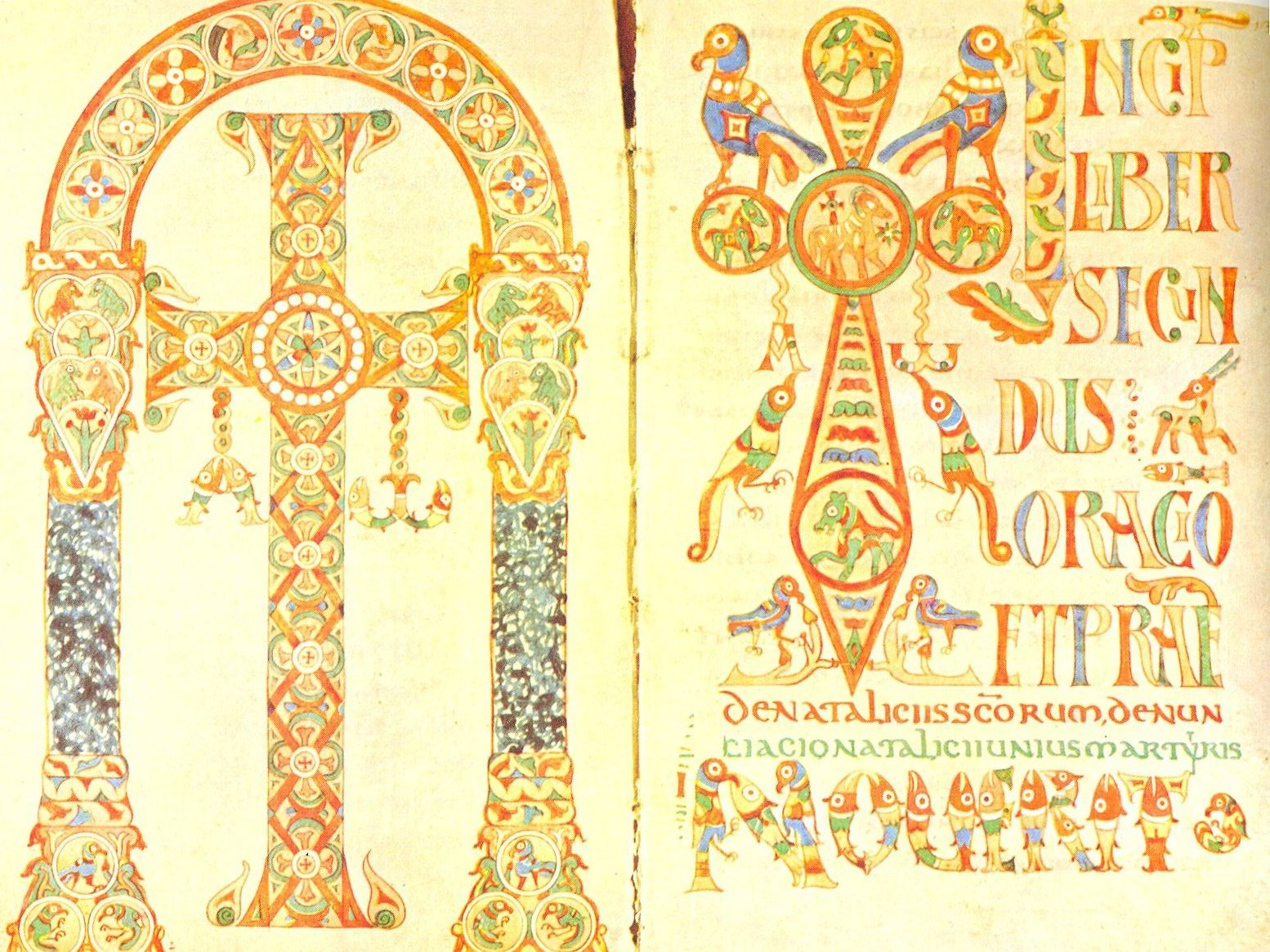
Sacramentario gelasiano

Se realizaron manuscritos con decoración de estilo animal con motivos de la Antigüedad tardía y otras contribuciones de Siria o Irlanda.
Con raras excepciones, la iluminación merovingia que se desarrolló simultáneamente con la de los irlandeses y los anglosajones, es la obra de monasterios donde circulan, copian, transforman y luego transmiten a las generaciones siguientes. Los principales centros de producción en Austrasia y Neustria son Corbie, Laon, Chelles, Saint-Benoît-sur-Loire, Tours y Luxeuil en Burgundia. Con el desarrollo del monaquismo en las regiones germánicas, aparecen scriptoria en Alemania en Murbach, Reichenau, San Galo y en Baviera en Mondsee, Salzburgo y Kremsmünster. Estos conventos atraen iluminadores de horizontes artísticos diversos y las grandes corrientes se hicieron comunes a muchos scriptoria. Monjes irlandeses y anglosajones trabajaron en el reino franco, hay modelos italianos presentes en el siglo VII en Corbie y Luxeuil y las influencias vienen de las islas y del Mediterráneo.
Los scriptoria decoraban principalmente libros litúrgicos y teológicos, los Padres de la iglesia con San Agustín y San Gregorio. Al fin del período merovingio, la creación de la inicial (letra capital) compuesta por figuras humanas, animales, motivos vegetales y geométricos son esenciales hasta el punto de que se convertiría en un elemento decorativo principal de la iluminación europea de la época románica.

### Islas británicas

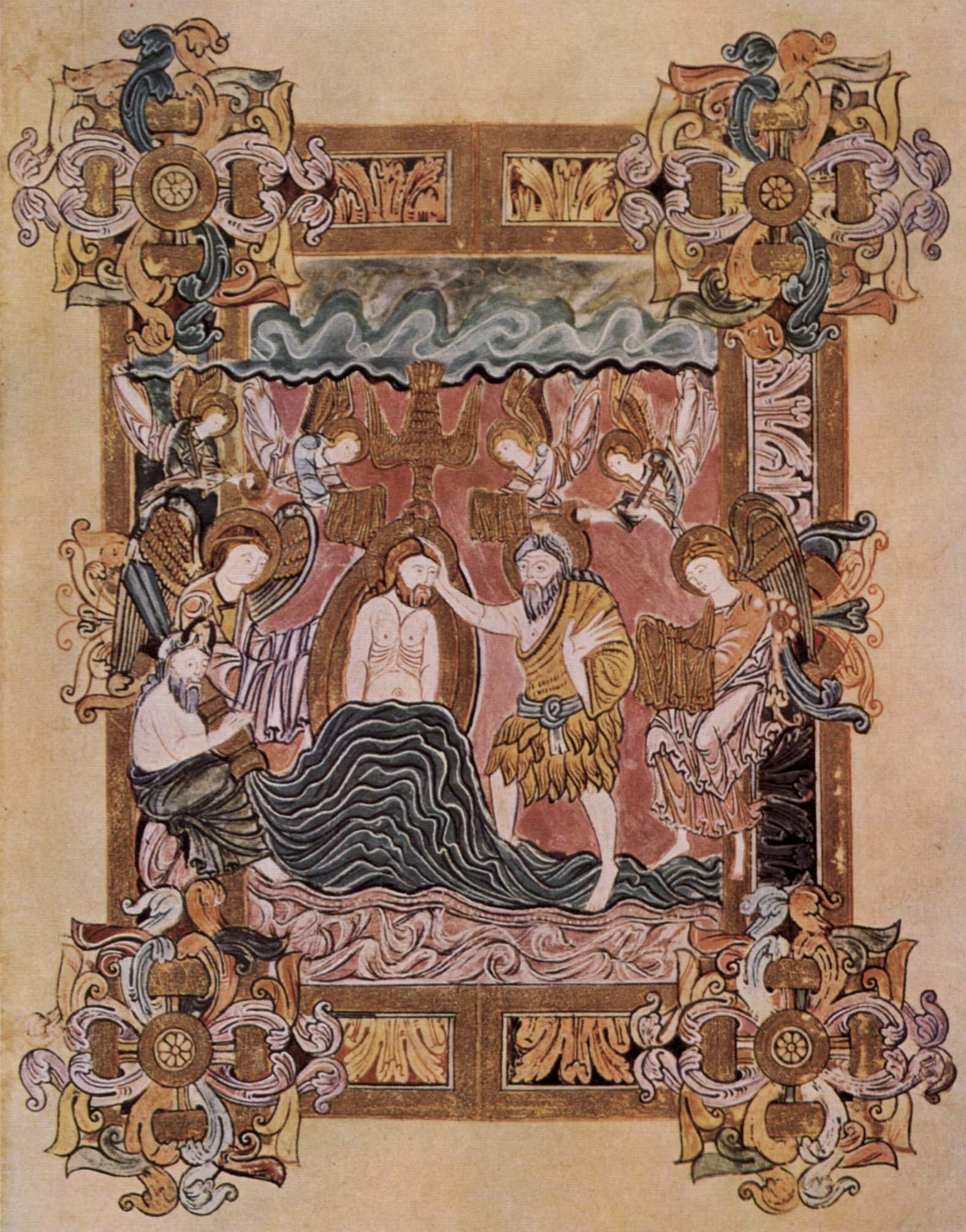
El Pontifical de San Aethelwold, un manuscrito ilustrado anglosajón

Quedan sobre todo manuscritos iluminados, como el el Libro de Durrow (h. 650-700), el de Lindisfarne (h. 700), y, sobre todo, el que quizá sea más famoso, el Libro de Kells (h. 800). Su estilo, complejo, con estilizaciones, influyó luego en los scriptoria medievales del continente europeo, gracias a la labor de cristianización realizada por monjes irlandeses.
La iluminación insular sobre un repertorio celta y germánico se adaptó a las funciones decorativas nuevas y de las influencias exteriores. El libro transmitió el mensaje espiritual del cristianismo y su decoración depende directamente de este mensaje, que no se presta a cambios fortuitos. La capacidad del arte insular para producir la iluminación más innovadora de toda la Europa precarolingia es una prueba de su pujante vivacidad.
Con los ataques de los vikingos contra la isla de Irlanda y el norte de lo que posteriormente sería Inglaterra, este arte insular dejó de existir, en gran medida. En lo que se refiere a la pintura de la época anglosajona (segunda fase del prerrománico en las islas británicas), se produjeron manuscritos en la escuela de Winchester, a la que se adscribe el Pontifical de San Aethelwold, hoy en el Museo Británico.

### Carolingios

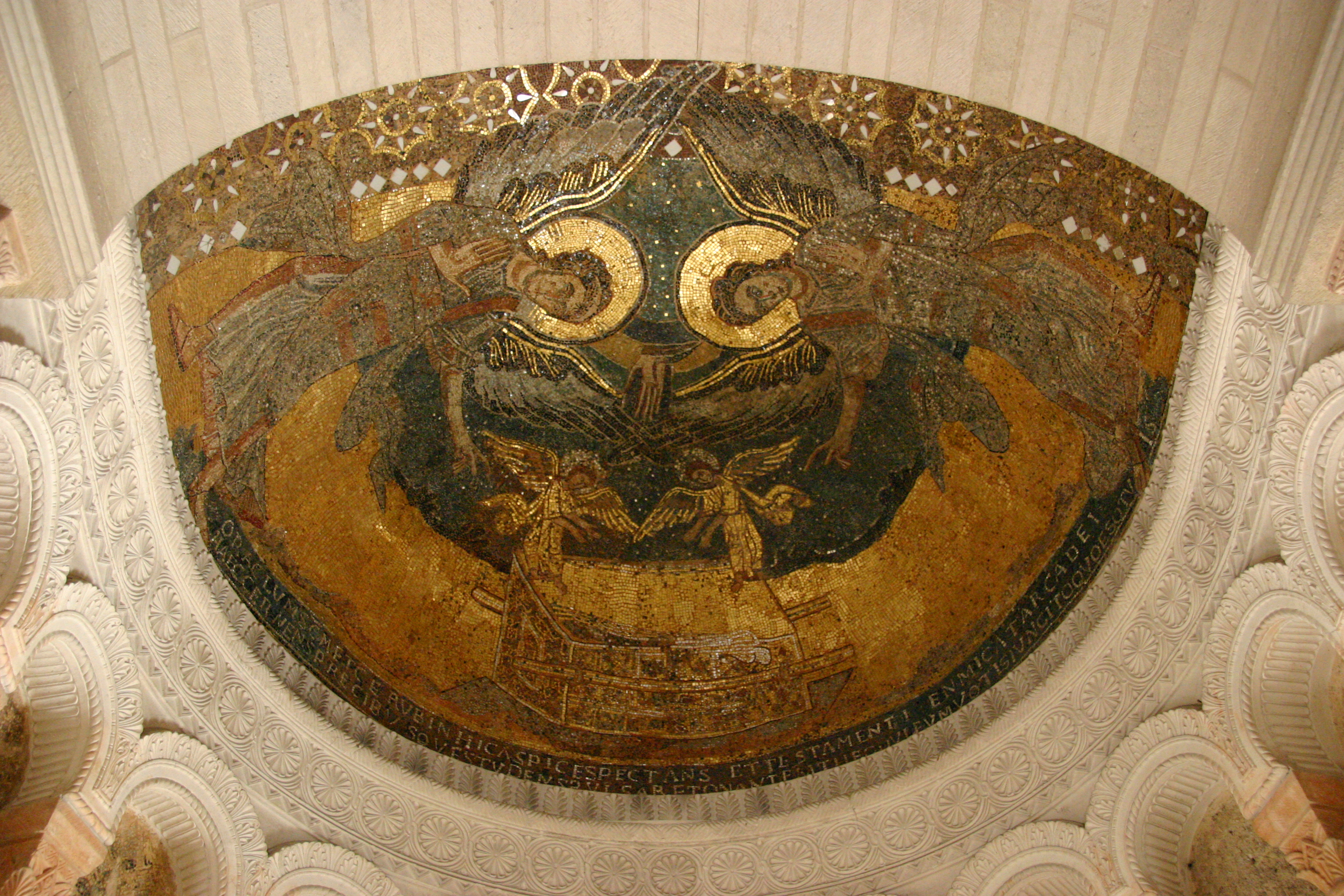
Mosaico de Germigny-des-Prés

Después de la disputa de los iconoclastas, en 787 el culto a las imágenes se restableció en el Imperio bizantino y Carlomagno que en aquel momento empezó a presentarse como igual al emperador hizo que Teodulfo elaborara un informe al respecto. La imagen tendría un valor estético y pedagógico pero no debe ser adorada como si se venerara a una imagen por ser muy bella, sino juzgar su carácter sagrado en función del talento del artista. Teodulfo estimaba que el texto era superior a la imagen porque el hombre puede salvarse sin imágenes, pero no sin conocimiento de Dios.
El período carolingio fue la gran época del estuco, pero quedan pocos ejemplos de esta decoración económica y rápida, pero frágil. Las iglesias carolingias están pintadas con frescos inspirados en la Biblia o en las vidas de santos. Se realizaron mosaicos como el del Oratorio de Germigny-des-Prés; a pesar de todas las restauraciones conserva aún algunas partes que, sin duda, son de principios del siglo IX y de un gran interés iconográfico y técnica.
Quedan pinturas murales, muy dañadas, en el monasterio de San Juan (Müstair), con historias del Antiguo y del Nuevo Testamento pintadas hacia el año 830. También en la cripta de la abadía de San Germán de Auxerre, ejemplo particularmente notable de la arquitectura carolingia y una de las mejores conservadas de Francia. Presenta un ciclo de frescos absolutamente únicos y que se remontan al siglo IX, lo que las convierte en uno de los más antiguos de Francia. Las paredes están decoradas con falsos elementos arquitectónicos en cuyo interior se pintaron lunetas historiadas con escenas de la vida de santos, siendo una de las más famosas la lapidación de san Esteban.

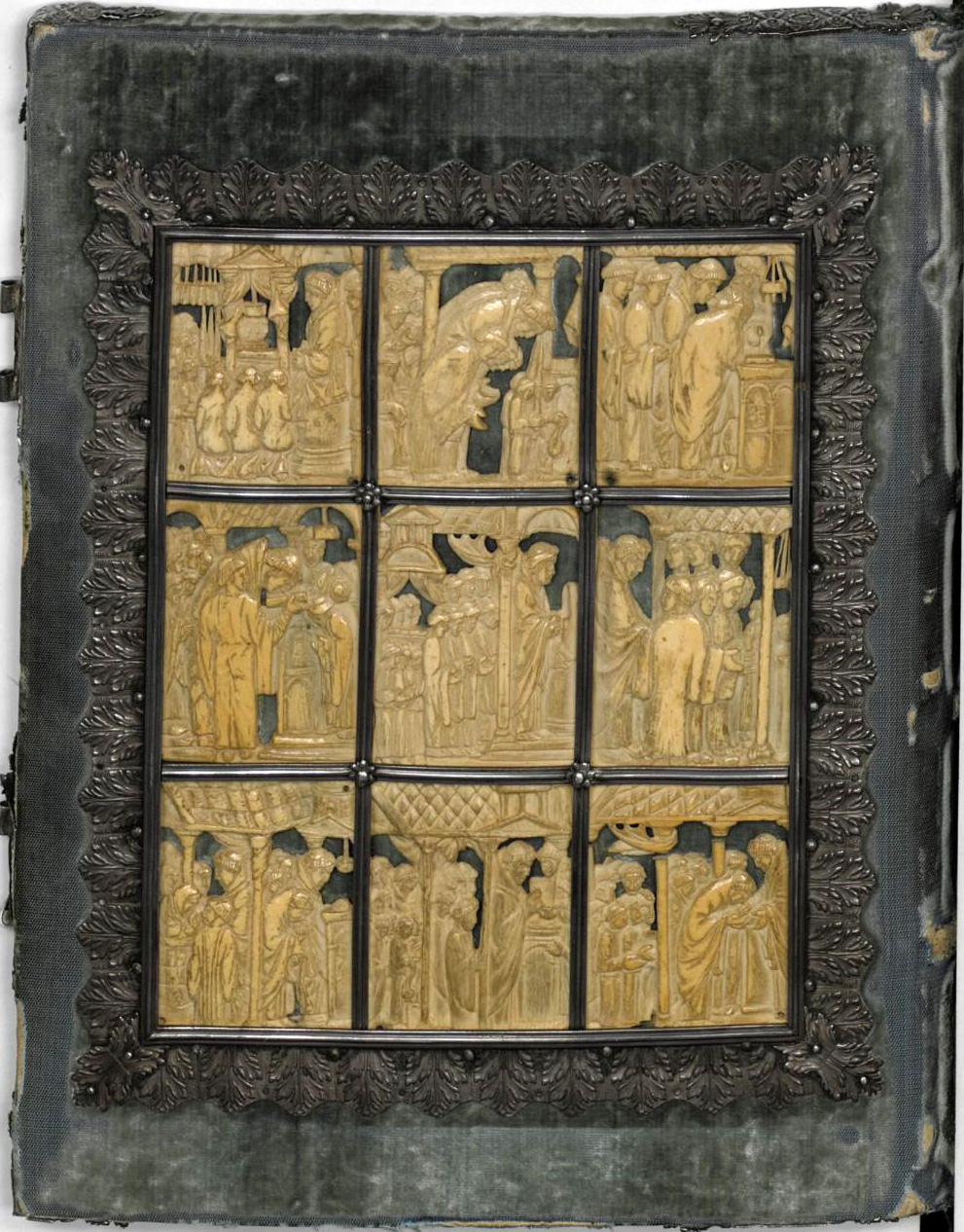
Sacramentario de Drogo, plato inferior en marfil

Pero lo que destaca sobre todo es la miniatura carolingia. Las obras que más se han conservado del renacimiento carolingio son los manuscritos iluminados. Nos han llegado toda una serie de manuscritos lujosos, principalmente Evangeliarios, decorados con un número relativamente pequeño de miniaturas que ocupaban toda la página, a menudo incluyendo retratos de evangelistas, y lujosas tablas canónicas, siguiendo el precedente del arte insular de las islas británicas. Unos pocos de los grandes manuscritos imperiales se escribieron en pergamino púrpura.
Los manuscritos carolingios se realizaron principal o totalmente por clérigos, en unos pocos talleres por todo el imperio Carolingio, cada uno con su estilo propio basado en los artistas y las influencias de ese concreto tiempo y lugar. La escuela más antigua es la palatina (también conocida como la «escuela de Ada»), a la cual se deben obras como el Evangeliario de Godescalco (781-783), el Evangeliario de Lorsch (778-820); el Evangeliario de Ada; el Evangeliario de Soissons (Évangéliaire de Saint-Médard de Soissons); el Codex Aureus Harley (800-820); y el Evangeliario de la Coronación (Viena). Eran manuscritos ornamentados y ostentosos, y recuerdan a los mosaicos y marfiles del siglo IV de Rávena, en Italia.
Luego, a principios del siglo IX, está la escuela de Reims, que se convirtió en la más influyente del período carolingio. El Evangeliario de Ebo (816–835) fue pintado con rápidos, frescos y vibrantes pinceladas, evocando una inspiración y energía desconocidas en las formas mediterráneas clásicas. Otros libros que se relacionan con la escuela de Reims son el Salterio de Utrecht, que fue quizá el más importante de todos los manuscritos carolingios, y el Physiologus de Berna, la más antigua edición latina del Physiologus, texto alegórico cristiana sobre animales.
Otro estilo se desarrolló en el monasterio de San Martín de Tours, en donde se ilustraban grandes biblias basándose en ilustraciones bíblicas de la Antigüedad tardía. El mejor ejemplo de esta escuela de Tours son las biblias hechas para Carlos el Calvo (845/846).
La diócesis de Metz fue otro centro de arte carolingio. Entre 850 y 855 se hizo un sacramentario para el obispo Drogo llamado el Sacramentario de Drogo.
Estas tradiciones siguieron en la segunda mitad del siglo IX. Apareció un estilo franco-sajón en la Francia septentrional, integrando entrelazados hiberno-sajones. Carlos el Calvo también estableció una escuela palatina a la que se atribuye el Codex Aureus de San Emmeram (870). Con la muerte de Carlos el Calvo, el mecenazgo de manuscritos declinó, aunque aún hubo obras como el Salterio de Folchard (872) y el Salterio Dorado (883) en la abadía de San Galo (872).

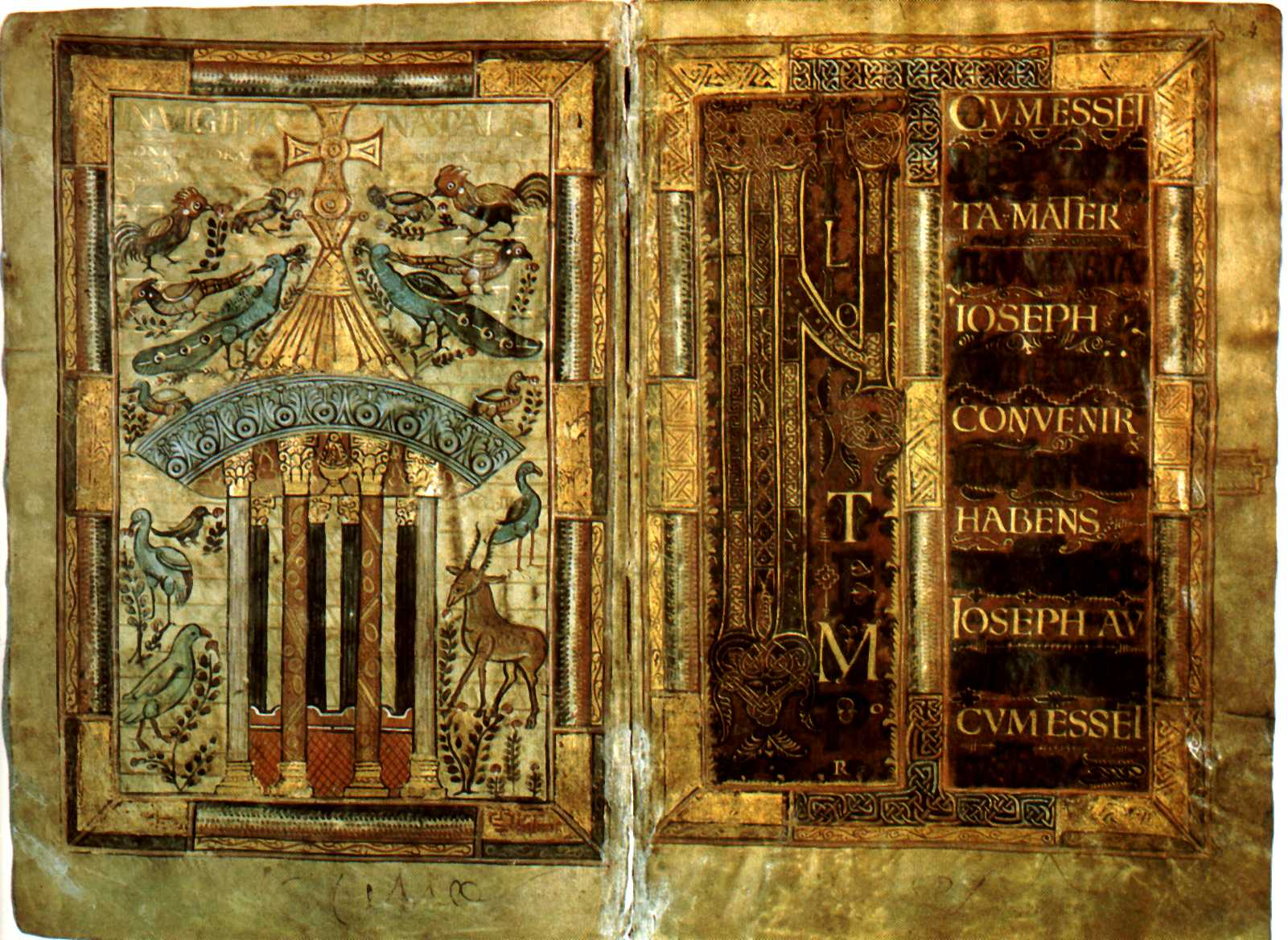
Evangeliario de Godescalco
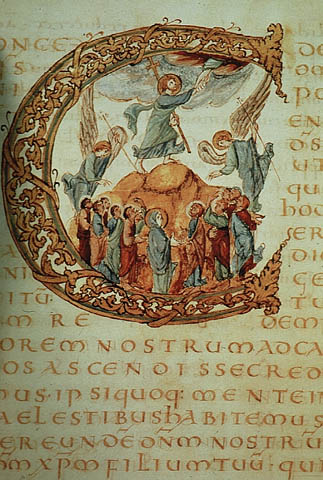
Sacramentario de Drogo
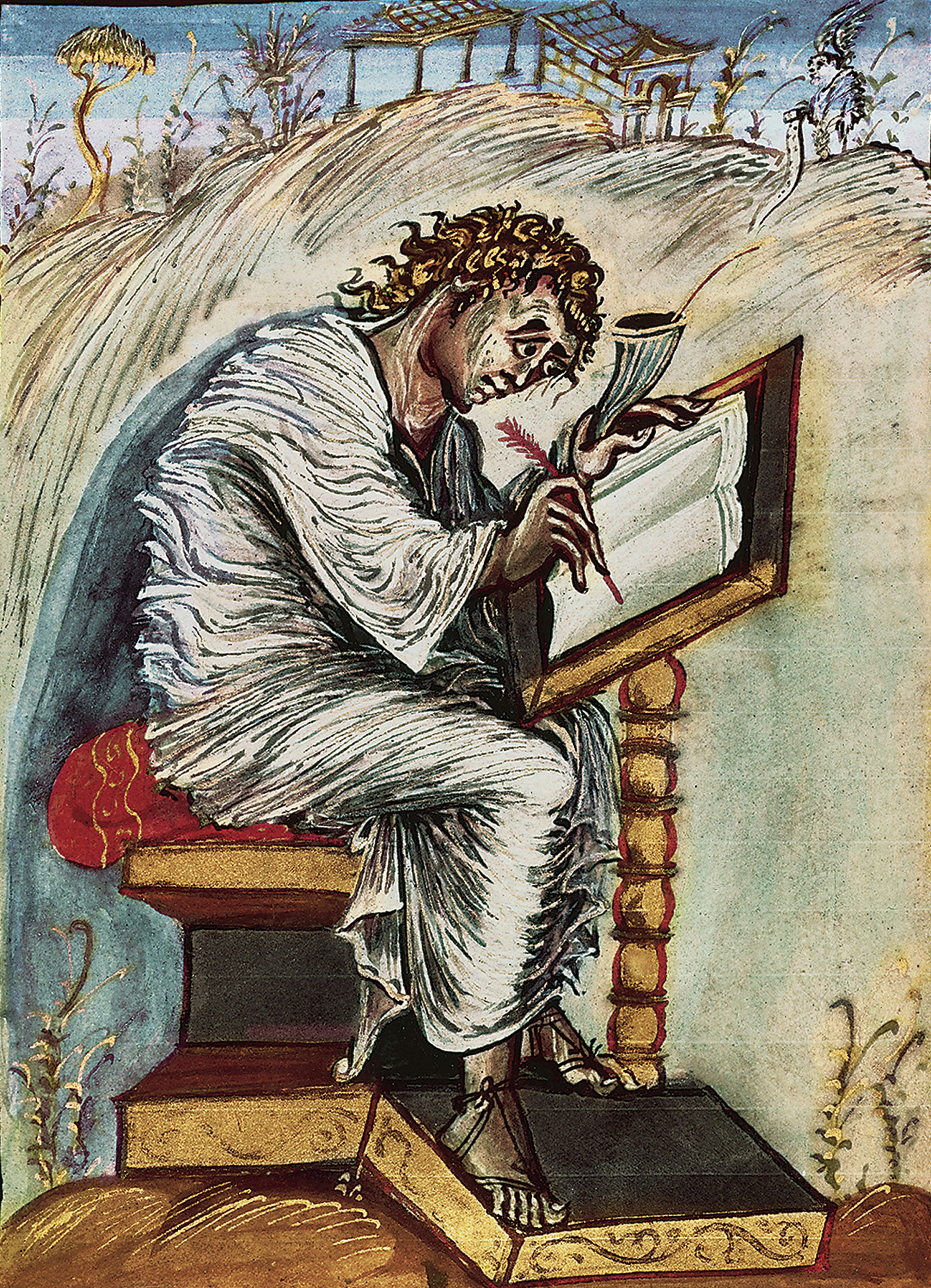
Evangeliario de Ebo
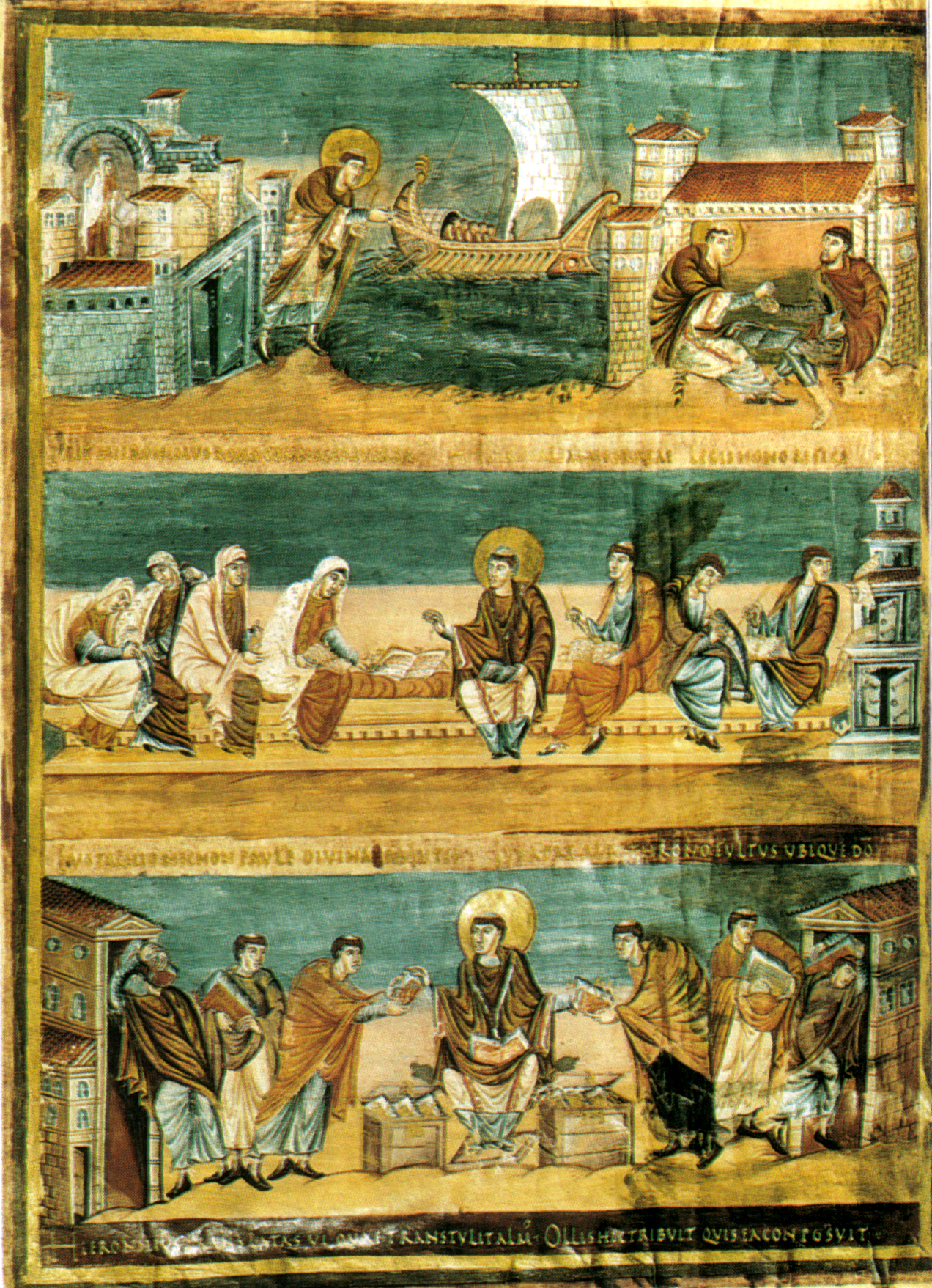
Primera Biblia de Carlos el Calvo
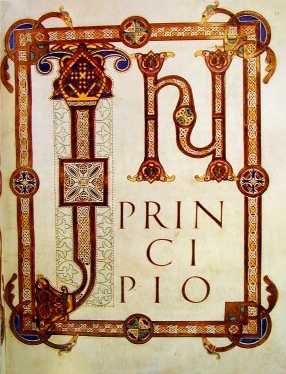
Segunda Biblia de Carlos el Calvo

### Dinastía sajona

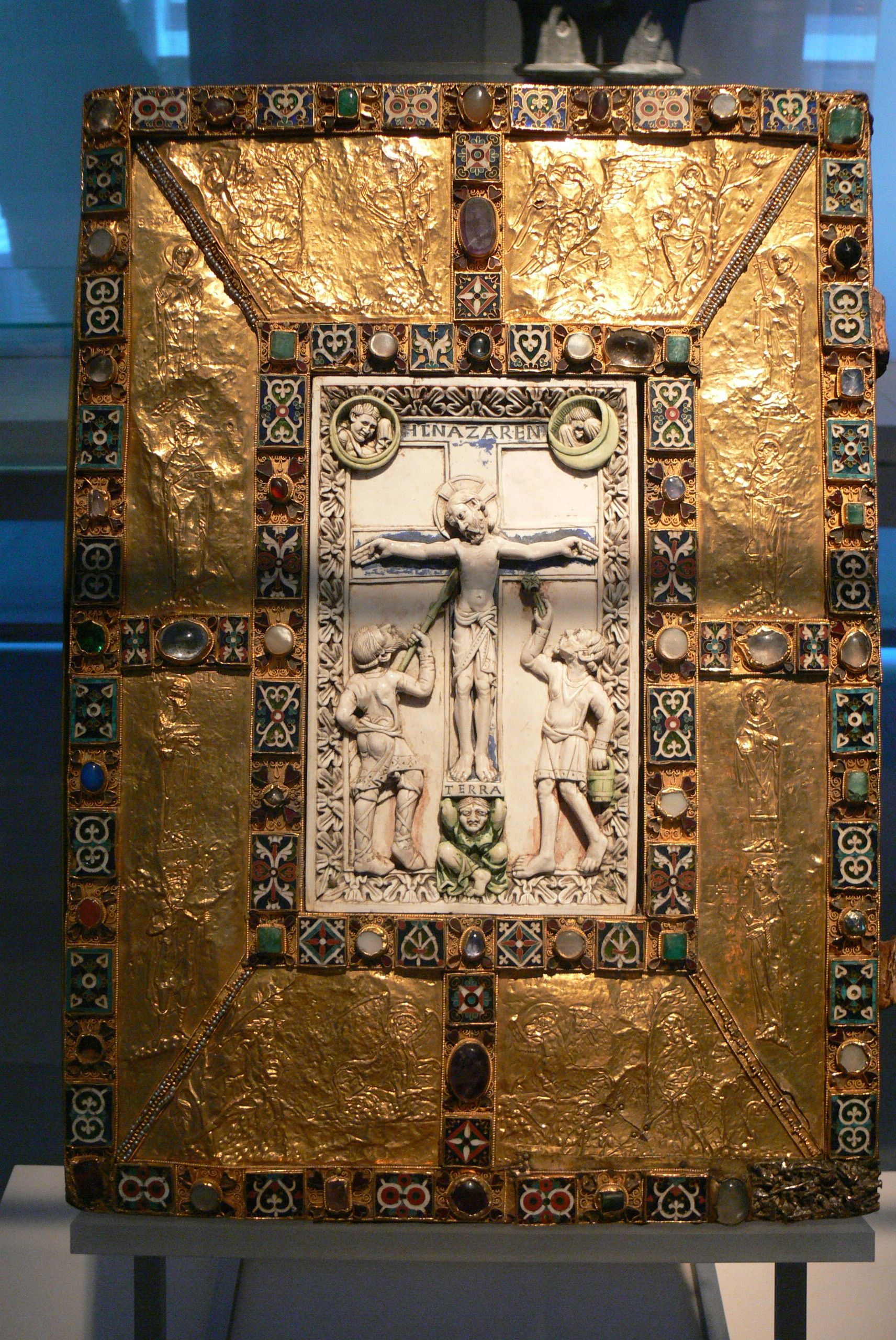
Cubierta del Codex Aureus de Echternach

La decoración polícroma de los muros está acompañada por frescos con las composiciones monumentales con numerosos personajes, de escenas de la vida de Cristo que se encuentran en los manuscritos iluminados con los mismos tipos iconográficos. Entre ellos destacan los frescos de San Jorge de Oberzell en Reichenau, y en Goldbach.
Los monasterios otonianos produjeron algunos de los más magníficos manuscritos iluminados medievales. Los monasterios recibían patrocinio directo de emperadores y obispos, por lo que contaban con los mejores talentos y medios. Cabe destacar la escuela de Reichenau, con obras como el Codex Egberti (Biblioteca de Tréveris) o el Evangeliario de Otón III, relacionado con el miniaturista Liutardo. Hay otros centros de producción de manuscritos iluminados, como Corvey, Echternach, Hildesheim, Tréveris y Salzburgo.
El monasterio de Saint-Bertin se convirtió en un centro importante con su abad Odberto (986-1007) quien creó un nuevo estilo basado en las formas carolingias y anglosajonas. En la Francia del suroeste el monasterio de San Marcial en Limoges produjo manuscritos en torno al año 1000, lo mismo que en Albi, Figeac y Saint-Sever-de-Rustan en Gascuña. En París se desarrolló un estilo en la abadía de Saint Germain-des-Prés. En Normandía se desarrolló un nuevo estilo a partir del año 975.
En el siglo X, Alemania es la potencia más importante de Europa y, como sus emperadores, la iluminación otoniana es heredera de su antecedente carolingio. Todas estas escuelas comenzaron haciendo copias más o menos fieles de los manuscritos carolingios pero son menos permeables a las enseñanzas de la Antigüedad clásica y profana. Reciben más la influencia bizantina. Se reducen las obras que se estiman dignas de ser ilustradas. Las Biblias y los Salterios son raros y el Antiguo Testamento es abandonado en beneficio del Nuevo Testamento. Las escenas del Evangelio son los temas principales.
Se crearon misales con miniaturas y, en las cubiertas, lujosos relieves de marfil y de piedras preciosas utiliza todos los recursos del arte otoniano. Los monasterios produjeron libros de lujo encargados por el soberano o suntuosos documentos, como bajo el reinado de Otón el Grande: los manuscritos purpúreos escritos con las letras de oro confiriendo al papa los estados del Vaticano o la dote de la princesa Teófano venida de Bizancio y prometida de Otón II. Este último documento quiere probar que el arte otoniano no es inferior en nada al arte de Bizancio.
El arte otoniano temprano se desarrolla de manera original en el dominio decorativo y expresionista pero no va más allá de sus modelos carolingios. El Maestro del Registrum estudió cuidadosamente los modelos más importantes del arte del siglo IV, y creó una sensación inusual del elemento espacial. Con el Maestro del Registrum, el arte de la Alta Edad Media se encuentra en la cima de su concepción pictórica específica donde el espacio se divide en planos sucesivos que parecen proyectarse frente al espectador. Todo emana de un dominio sereno de la forma con un sentido perfecto del color donde predominan los azules, que irradian un brillo particular. Influirá en otras escuelas del Imperio, entre ella la de la abadía de Reichenau que conoce un florecimiento que la convirtió en una de las primeras de Alemania, e incluso de Europa, hacia el año 1000.
Las obras otonianas, con una forma plena, plástica y monumental, son particularmente admiradas, estudiadas y copiadas por casi todas las escuelas. Generalmente, su ejemplo acabó imponiéndose y si una transición lógica parece operar entre la iluminación bávara y la de Echternach hacia el 1050 y las primeras iluminaciones románicas, es gracias al Maestro del Registrum.

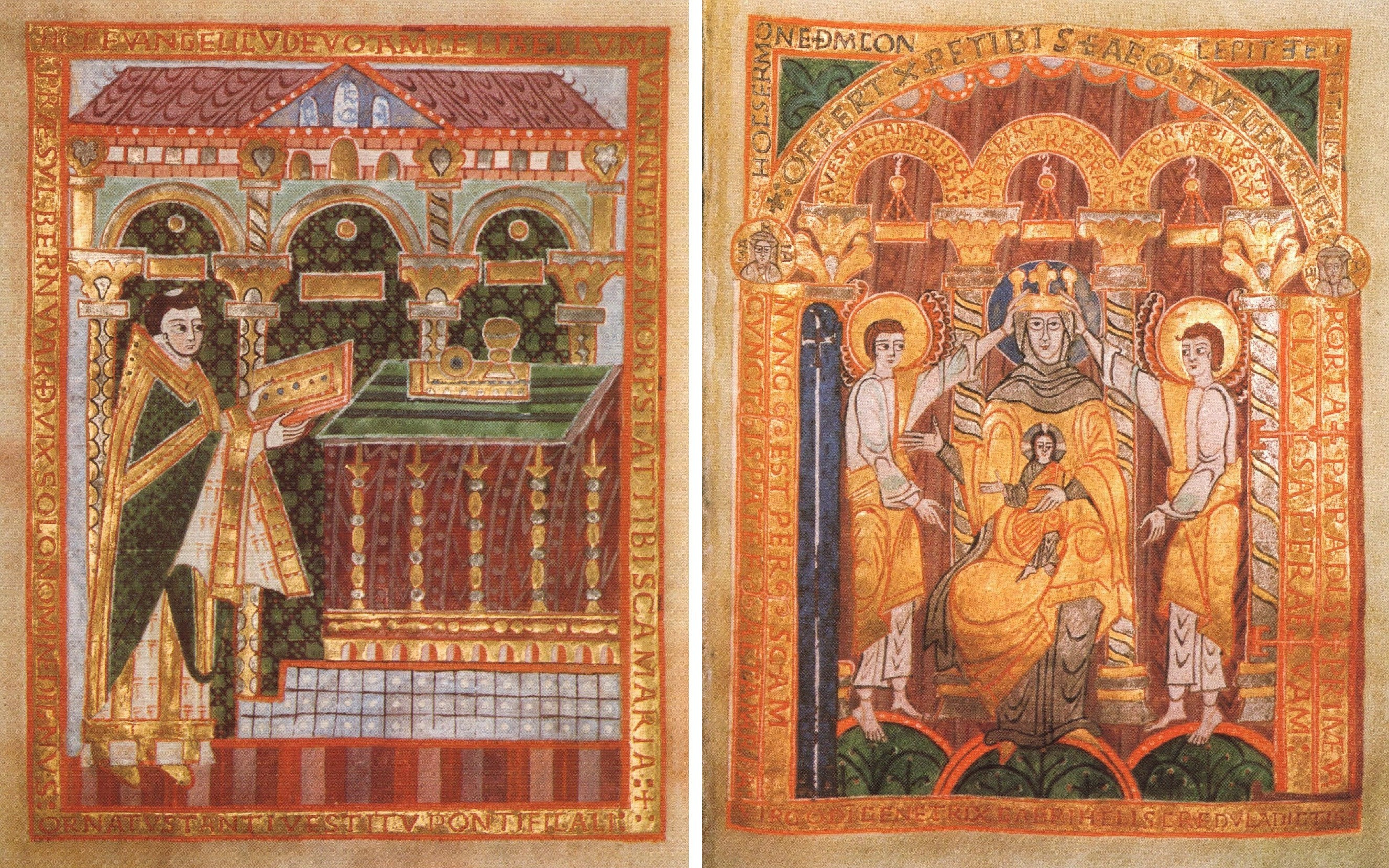
Evangeliario de Bernwardo
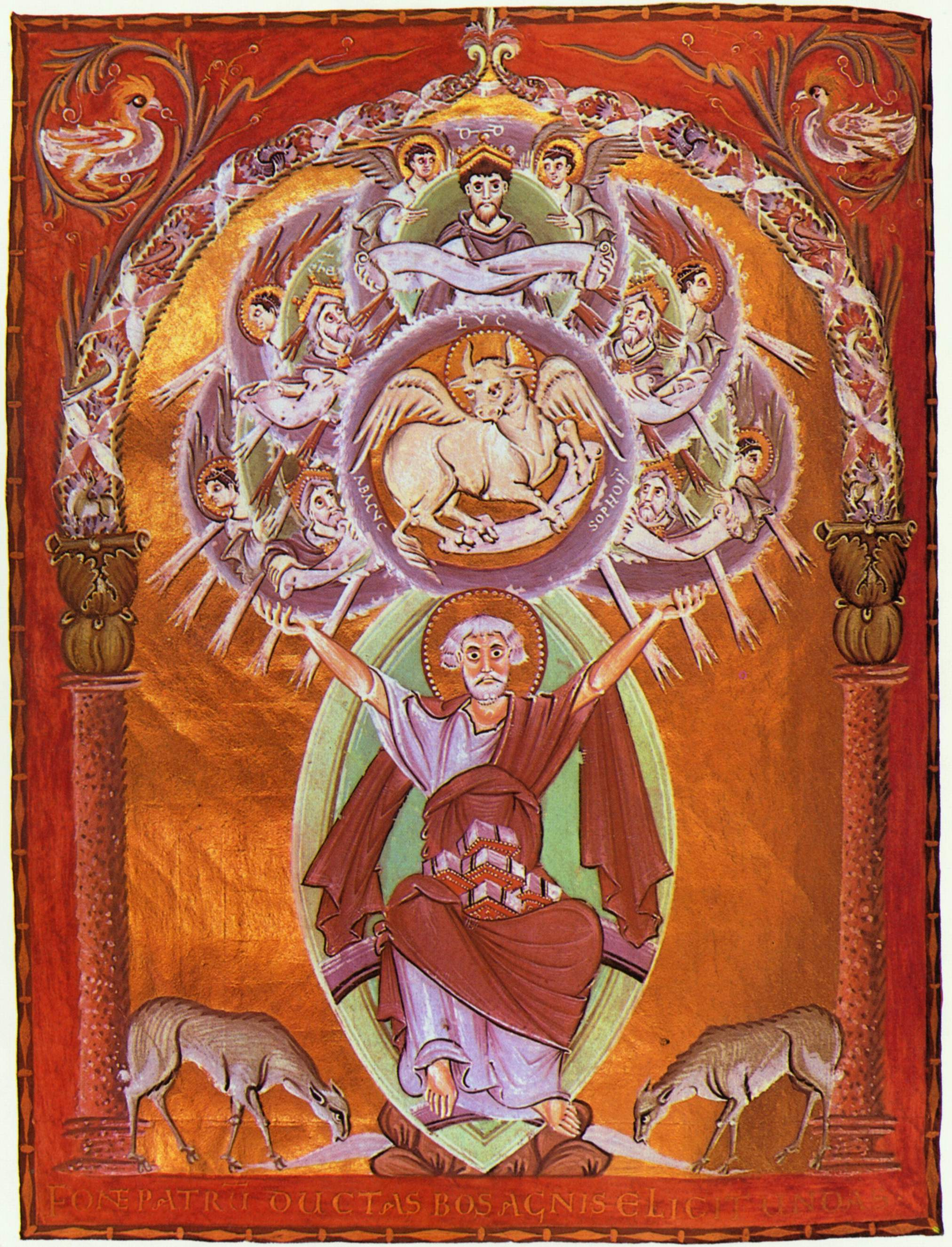
Evangeliario de Otón III
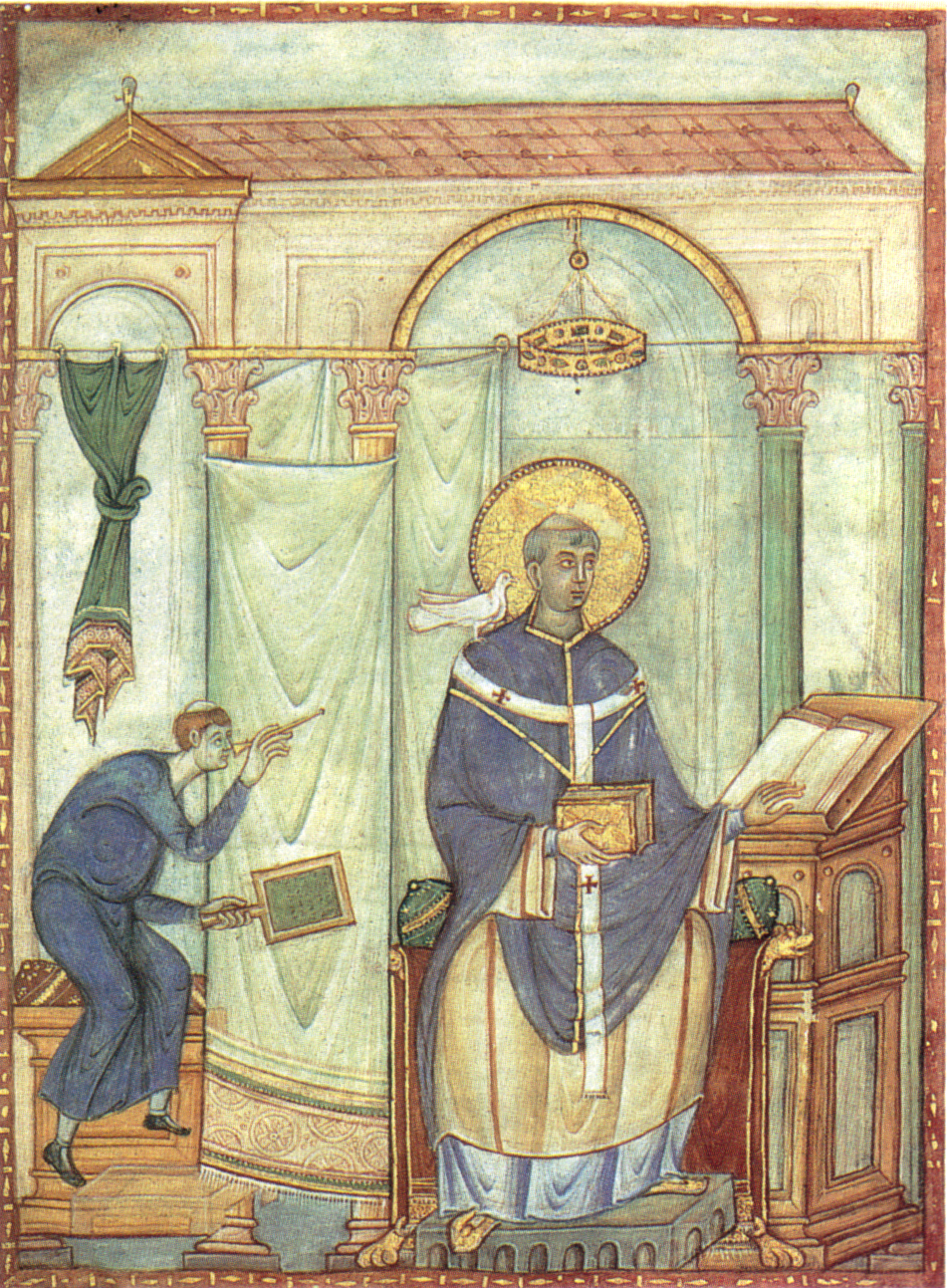
Registrum Gregorii de Tréveris
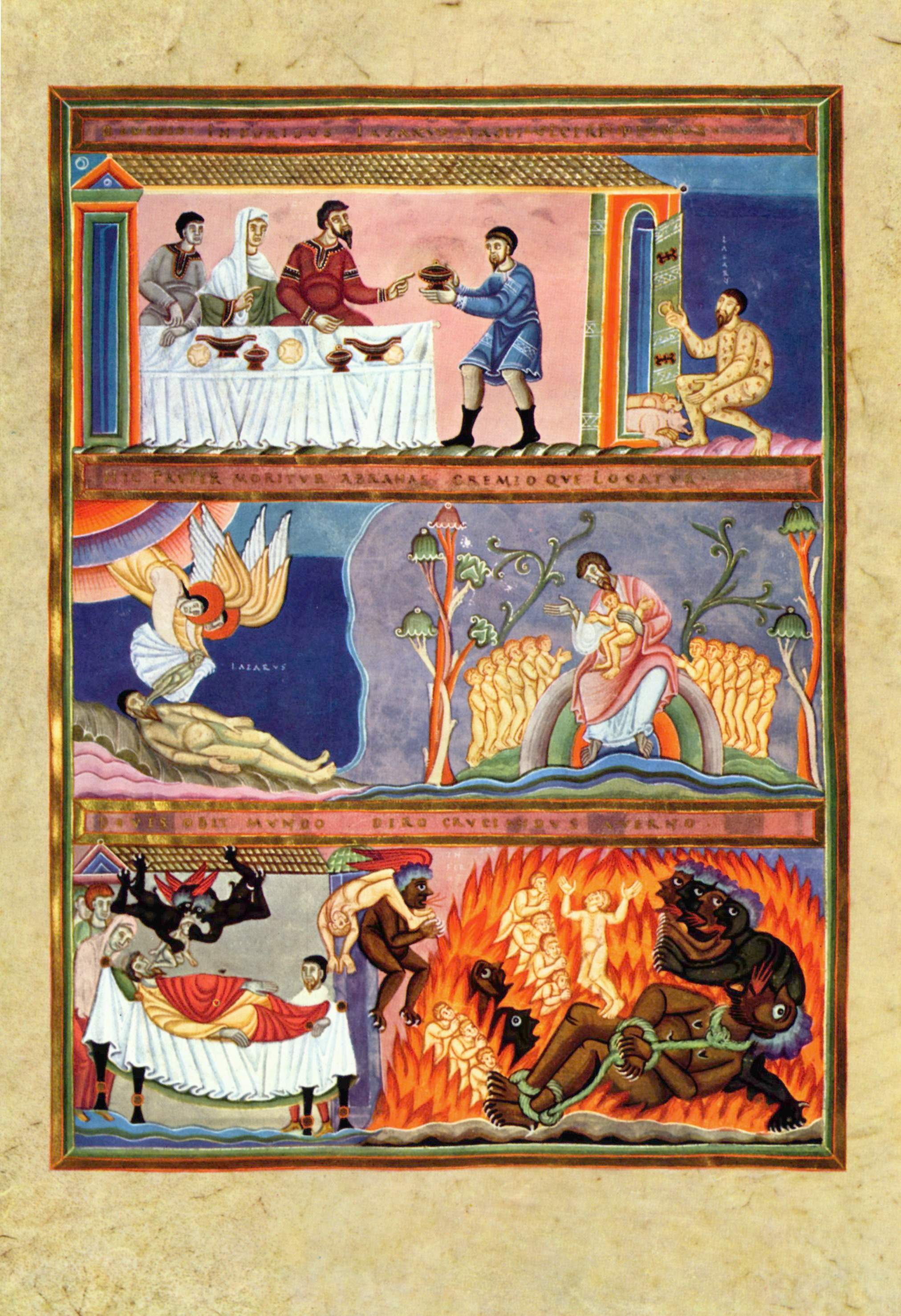
Codex Aureus Echternach

### Italia
En el sur de Italia, se desarrolló una cultura normando-árabe-bizantina, en la que se mezclaban estos distintos estilos. Los normandos en Sicilia escogieron encargar a talleres bizantinos decorar sus iglesias como las de las catedrales de Monreale y Cefalú donde hubo programas iconográficos llenos de mosaicos que han sobrevivido hasta los tiempos modernos. Se produjeron importantes frescos y manuscritos iluminados.
Hay frescos del siglo IX que muestran la misma mezcla bizantino-otoniana que se ve por ejemplo en la escultura y en las artes aplicadas en San Vicente del Volturno (San Vincenzo al Volturno), en la provincia de Isernia.

### Península ibérica tras la invasión musulmana
La escasa pintura del arte asturiano está representada en los frescos de San Julián de los Prados, considerado el mejor conjunto del prerrománico español. 
En el caso del arte mozárabe leonés, se conservan algunos ejemplos de templos con diseños pictóricos interiores de influencia cordobesa, como el excepcional caso de Santiago de Peñalba o San Cebrián de Mazote. Posterior a ellas, destaca la ermita de San Baudelio de Berlanga, con un interior pictórico único en su tipo.
Pero la contribución más valiosa de España a la miniatura medieval son los beatos. Beato de Liébana escribió sus Comentarios al Apocalipsis de San Juan como una forma de combatir la herejía adopcionista, y acabó siendo el texto más ilustrado de la España medieval. La conquista del país por los árabes separa a España del resto de Europa y, cuando en el siglo X, la iluminación española comienza a florecer, es la más primitiva del continente. No recibieron la influencia del renacimiento carolingios o el otoniano, que reprimieron los elementos populares. Al principio, la miniatura mozárabe no se somete a la influencia del Islam, los conquistadores árabes en minoría no tenían los medios de imponer sus códigos a la mayoría de la población ibérica no convertida aún. En 786 a más tardar, los escritos del Beato de Liébana son adornadas de ilustraciones fieles a las tradiciones de la Baja Antigüedad. Con la ilustración de los beatos, el arte del libro mozárabe no evita ya el elemento figurativo. Son característicos la expresividad y el colorido, así como la fantasía en las representaciones de monstruos. Es la aportación mozárabe a la iconografía románica.
Las copias del Apocalipsis del Beato se sucedieron hasta el siglo XIII y son todas diferentes, aunque hay grupos con los mismos elementos iconográficos. Beatos destacados son el de Morgan, Pierpoint o de San Miguel de Escalada (ilustrado por Magnus o Magius, entre 922 y 958, The Morgan Library & Museum de Nueva York), el de Tábara (h. 968/970, AHN de Madrid), el de Valcavado (h. 970, Biblioteca de la Universidad de Valladolid) y el de Gerona (Emeterio y la pintora Ende o Eude, 975, Catedral de Gerona).
La Biblia de León de 920 conservada en la catedral de León lleva en su primera página una cruz llamada de Oviedo, símbolo para los mozárabes de la victoria de los cristianos contra los musulmanes. La Biblia mozárabe de León (960) se encuentra en el Archivo del Museo de la Colegiata de San Isidoro; es considerada no sólo uno de los manuscritos medievales más raros y más valiosos sino que también es la Biblia mozárabe mejor documentada existente.
El carácter monumental de las miniaturas es muy importante, las formas se trazan como en las iluminaciones precarolingias, los cuerpos, de un aspecto bidimensional son trazados con una línea doble. Hacia 930-940, la iluminación mozárabe se encuentra con la escuela carolingia, las iniciales son más grandes, los entrelazados se inspiran en las escuelas de Tours o franco-sajonas, los arabescos del Islam. Se pasa así de un estilo bizantino-merovingio al islámico-carolingio.
Hubo otros manuscritos en esta época, más significativos históricamente que por las imágenes que tuvieran, como el Códice Vigilano o Albeldense (976), cuyo original se conserva en la Biblioteca del Real Monasterio de San Lorenzo de El Escorial y una copia de ese Códice Albeldense, que es el Códice Emilianense, terminado en 992 y que también se guarda en El Escorial.

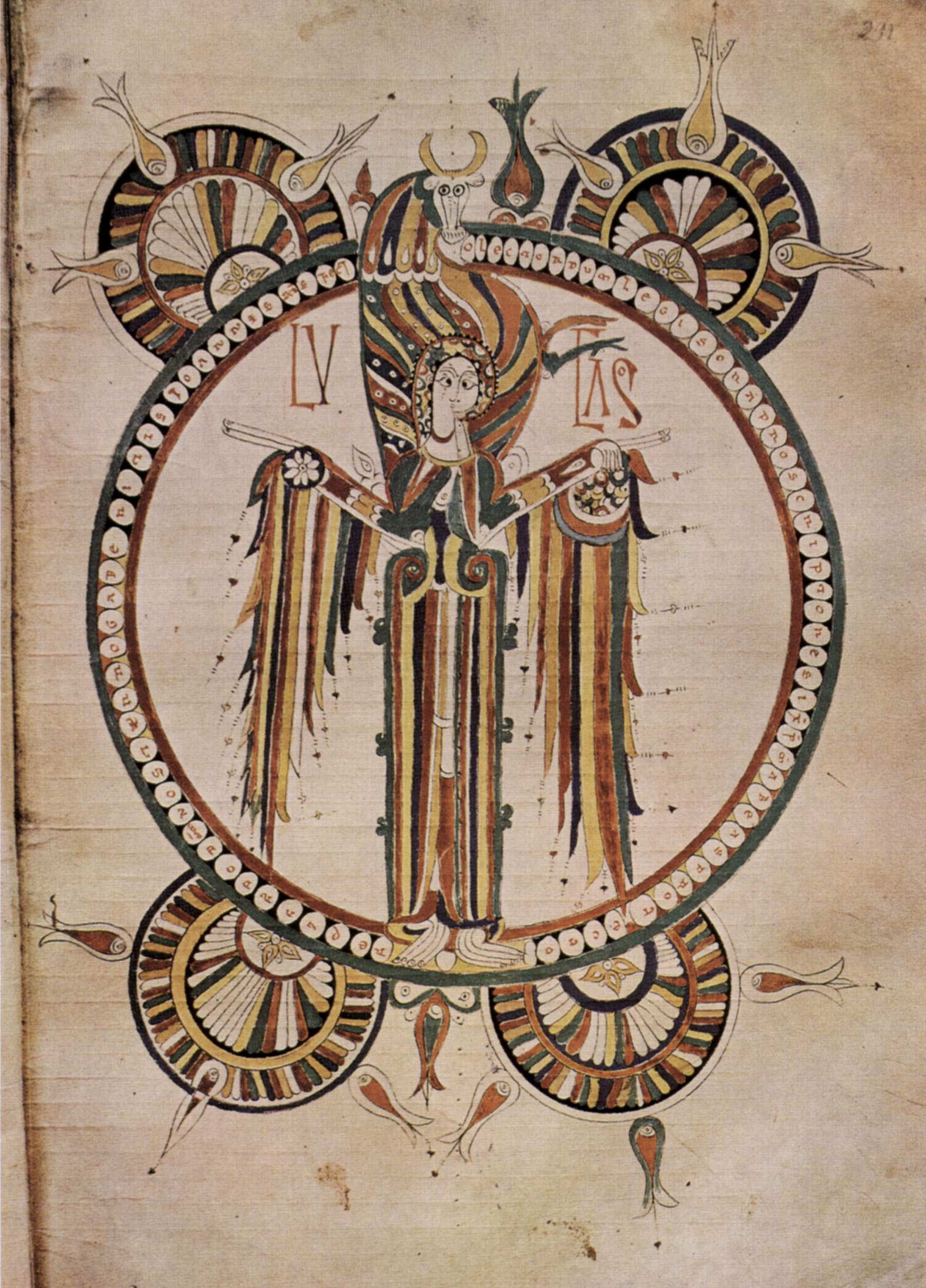
Biblia de León de 920
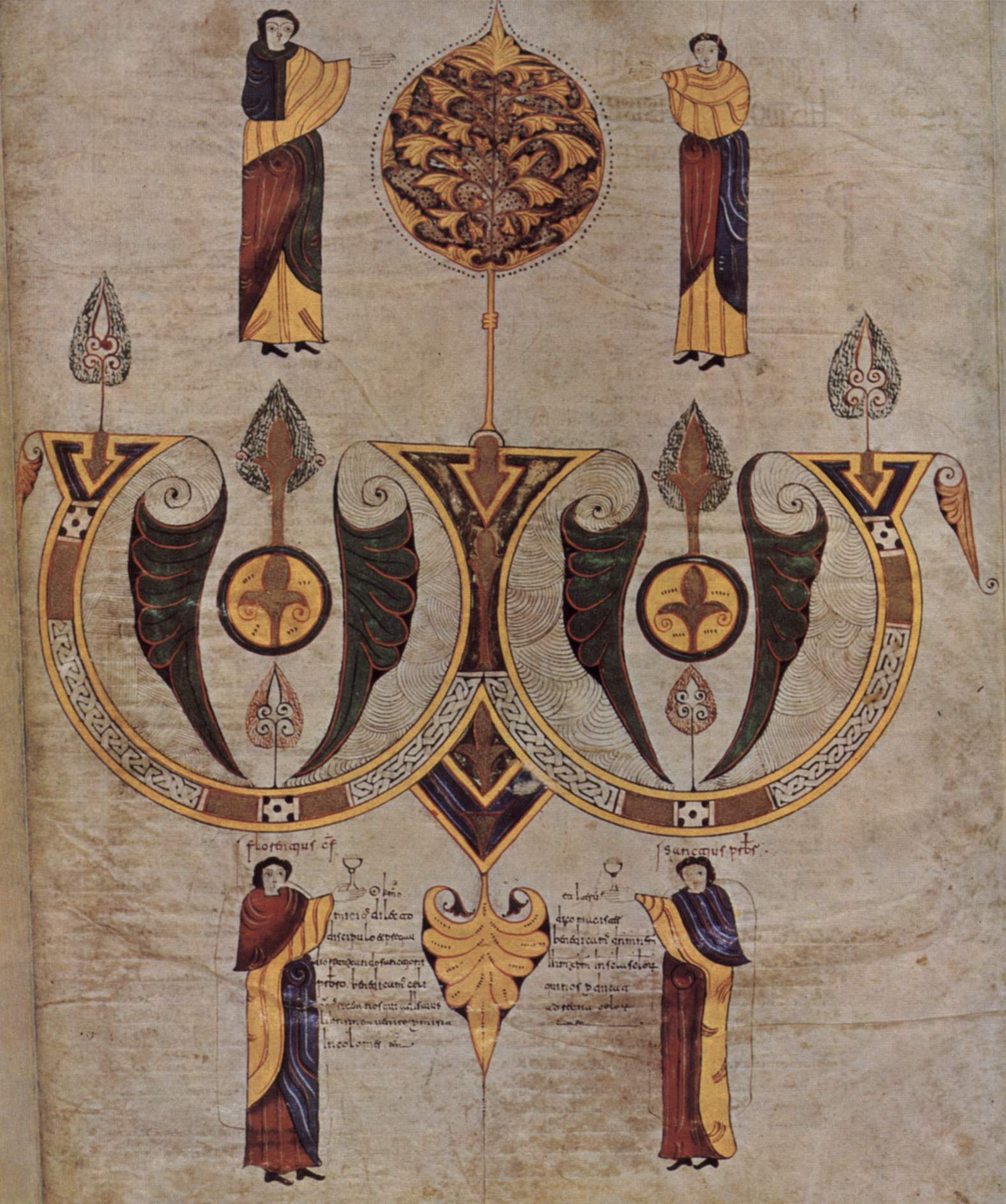
Codex biblicus legionensis
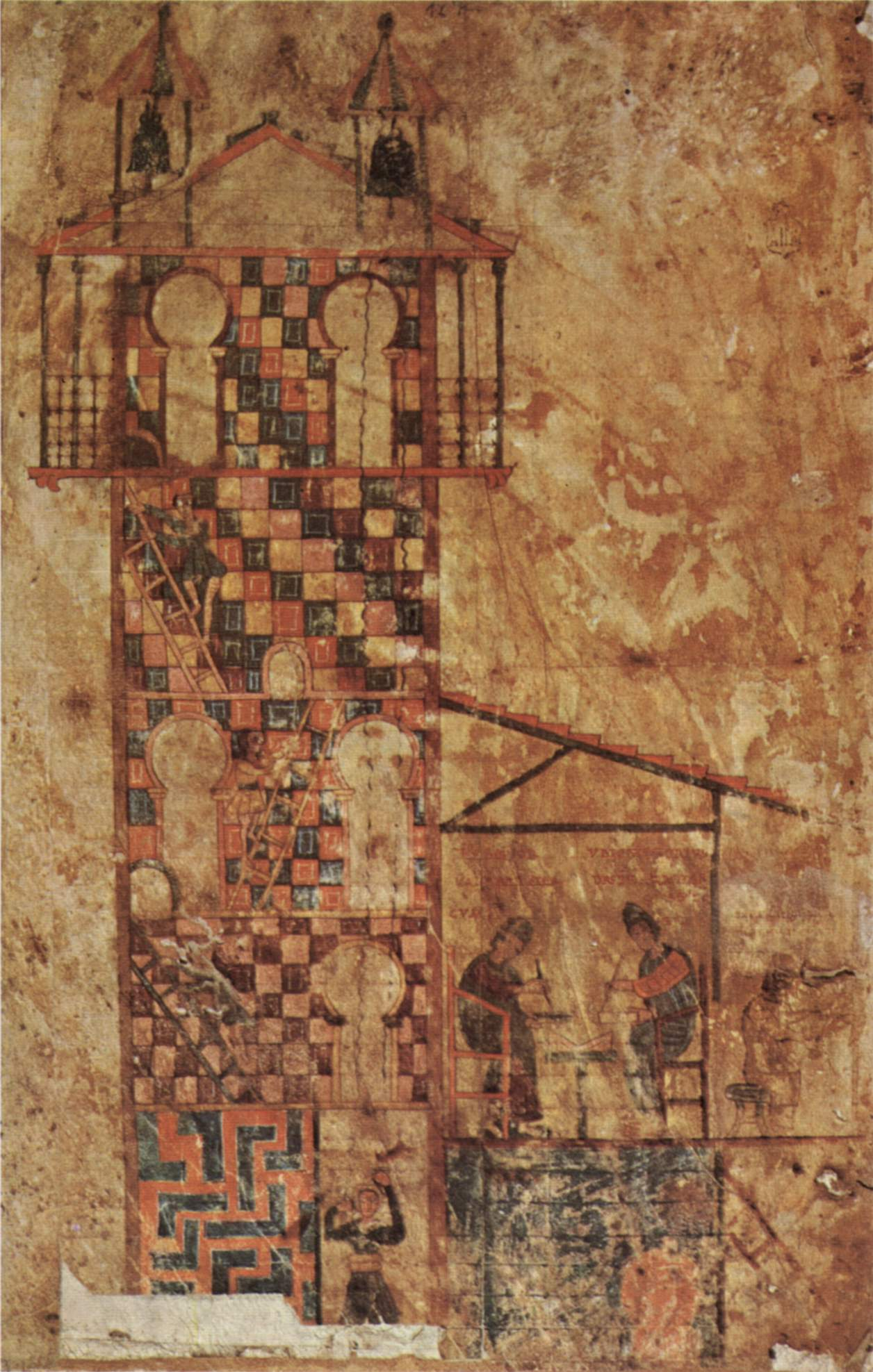
Beato de Tábara
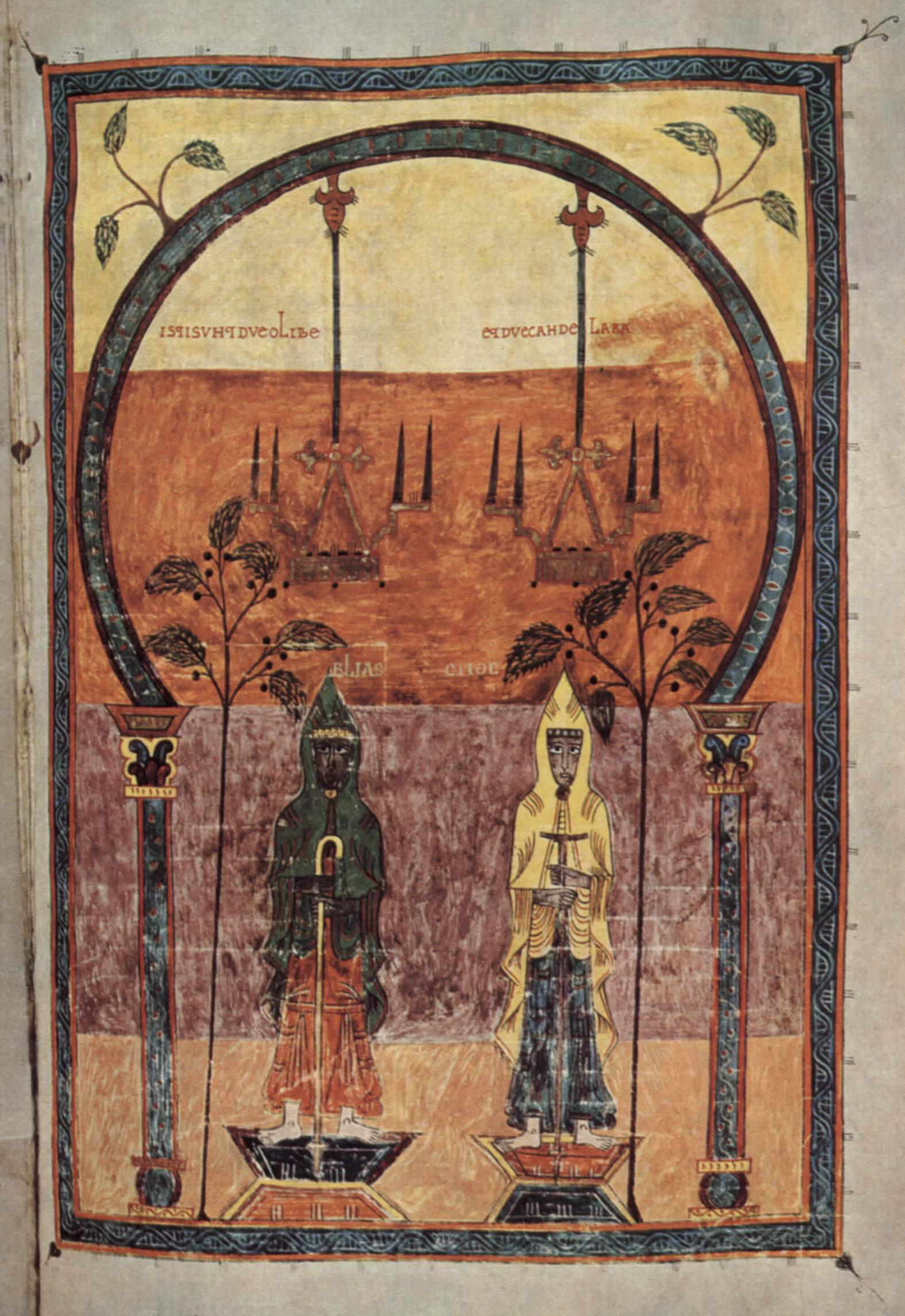
Beato de Gerona
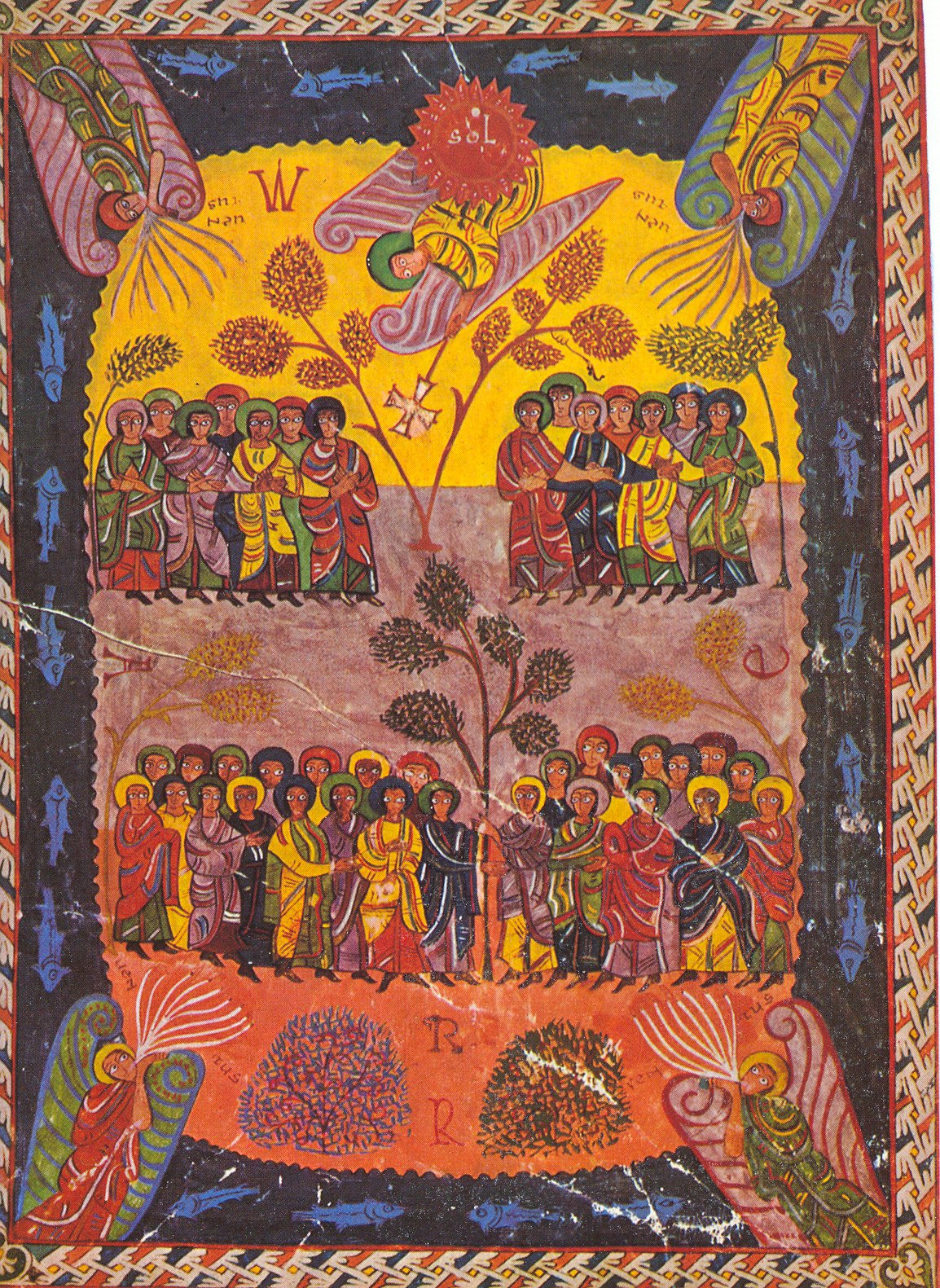
Beato Morgan

## Escultura prerrománica
Muy escasos son los ejemplos de escultura exenta (como la estatuilla ecuestre de Carlomagno). Algo más abundantes son los relieves que decoran ciertas iglesias (excepcionales son los estucos del tempietto de Cividale o las cruces celtas), donde se fueron iniciando los modelos iconográficos de los «evangelios de piedra» del románico posterior.

### Lombardos

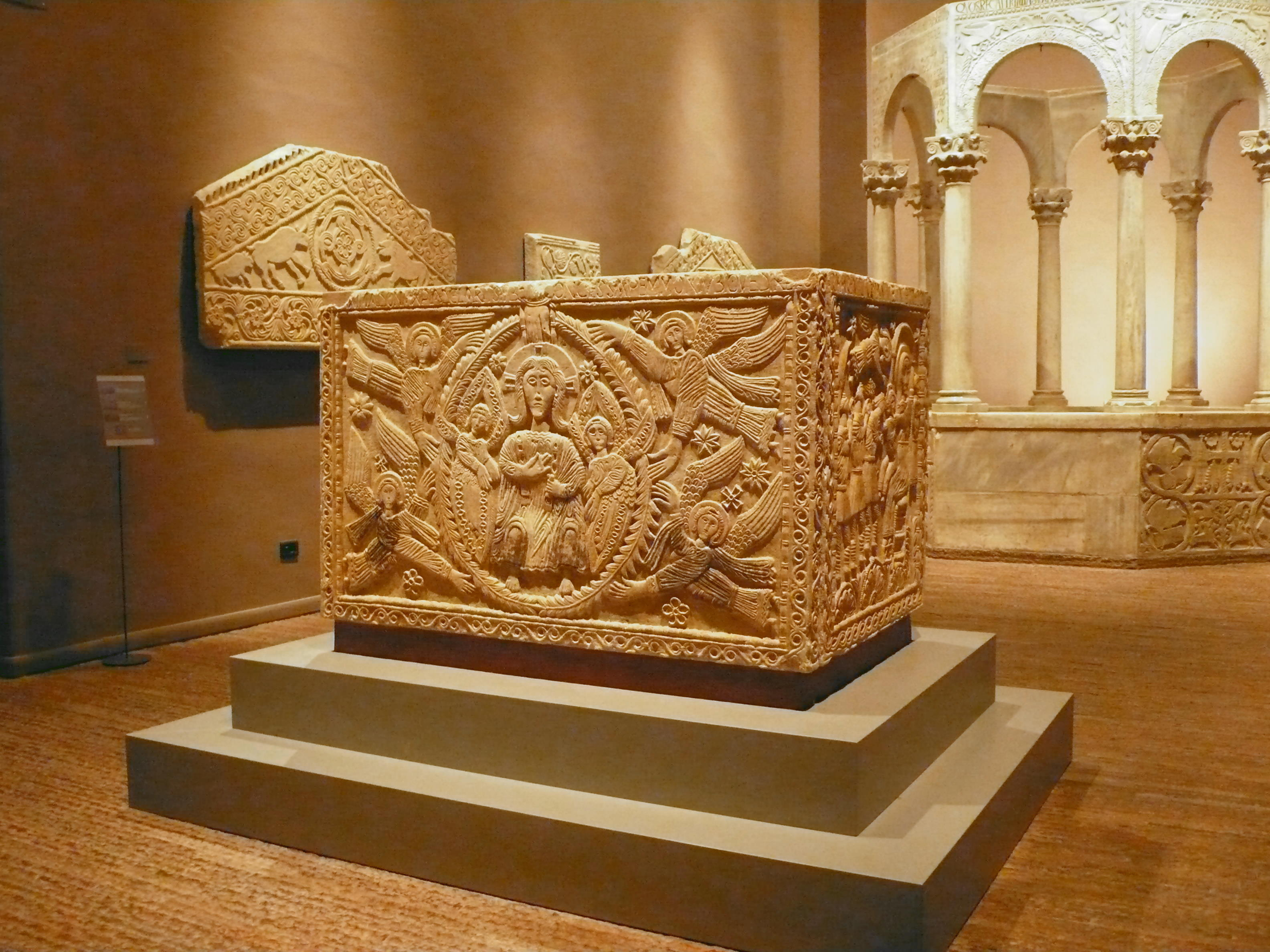
Altar del duque Rachis, ciborio, Cividale

En la Italia lombarda, la escultura juega un papel considerable con los capiteles, intradoses, modillones y fustes de columnas que se arraigan en las antiguas tradiciones y luego se alejan como en mayúsculas con travesaño o trapezoidal. Los muebles, como las pilas bautismales o los ciborios, ofrecen superficies planas a los escultores, que incluyen motivos arquitectónicos, geométricos y simbólicos. El follaje vegetal y el entrelazado son los motivos más frecuentes en los que se insertan los antiguos temas paleocristianos.
En el llamado Tempietto longobardo u oratorio de Santa Maria in Valle, en Cividale del Friuli, destaca la decoración de estuco. La parte más interesante es el fregio donde hay seis figuras en relieve de santos (Sante), en estuco, excepcionalmente bien conservadas: sus figuras monumentales están conectadas con los modelos clásicos, reinterpretados según la cultura longobarda. Los paños de las ropas ricamente decoradas tienen una caída rectilínea que recuerda a los modelos bizantinos, de los cuales sin embargo los Sante se destacan por el mayor sentido del volumen y para el verticalismo, marcado además por la longitud de los pliegues de las túnicas.

### Merovingios

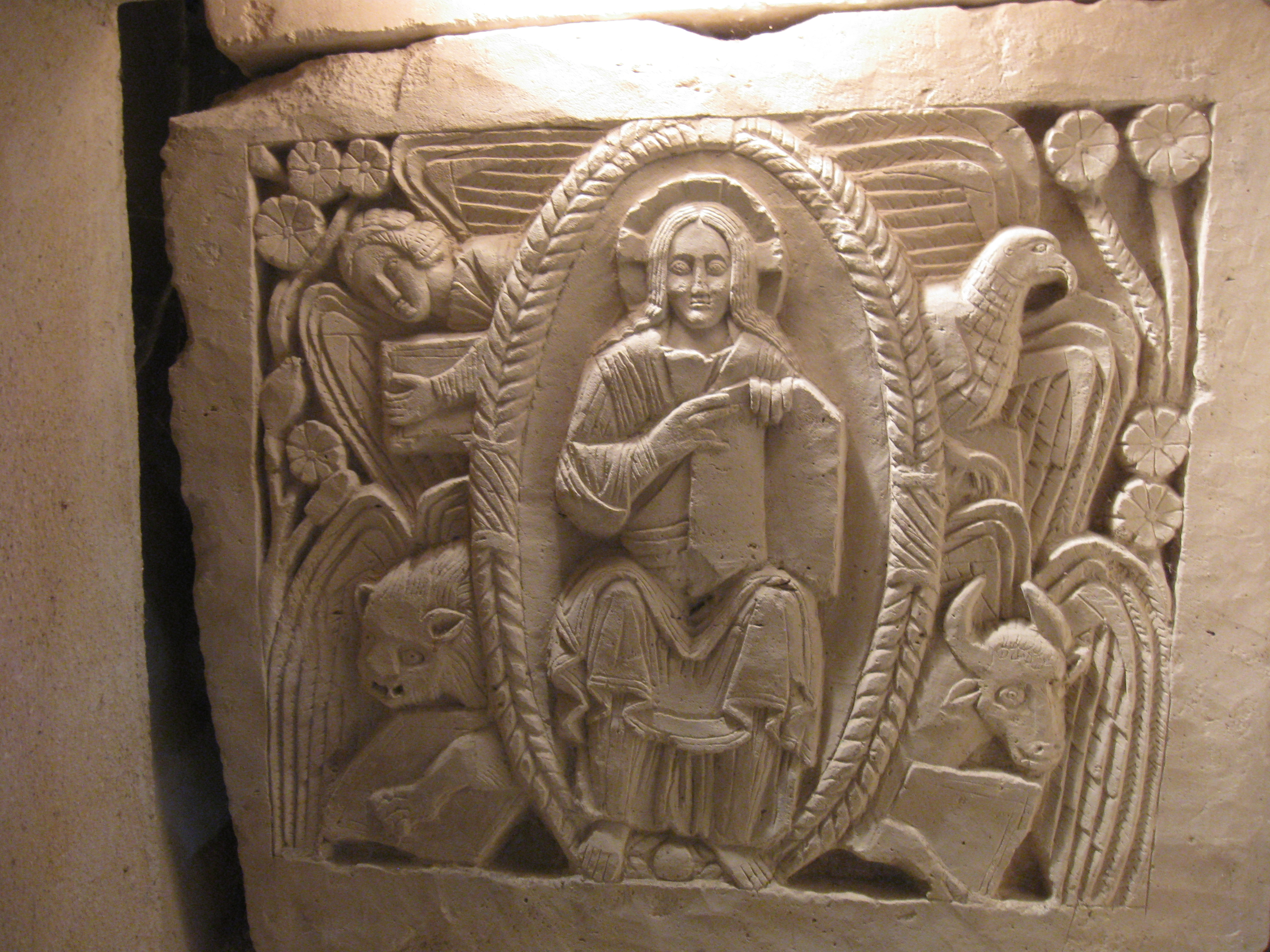
Criptas de Jouarre

La escultura fue una técnica de ornamentación de sarcófagos, altares y obras eclesiásticas. Se encuentran decoraciones talladas en las tumbas de los más ricos, pues algunos prefirieron el entierro en sarcófagos a menudo trapezoidales adornados con cruces y motivos geométricos, hasta el siglo VII y cubiertos de follaje vegetal hasta el final del período merovingio. En el Hipogeo de las dunas, en un relieve muy plano, se encuentra una decoración de follaje, peces, un trenzado que acaba en cabeza de serpiente, figuras aladas, los símbolos de los Evangelistas y de personajes fijados en los cruces. El estilo de estas esculturas se acerca a las obras visigodas del siglo VII o a los monumentos de la Italia septentrional. Este conjunto muestra el grado de mezcla cultural de las élites merovingias entre una cultura clásica que se nutría de elementos mediterráneo y el arte de entrelazados que define las novedades plásticas de la Alta Edad Media occidental.
En el norte de la Galia se fundaron numerosos monasterios en el siglo VII. La cripta de San Pablo de Jouarre fue fundada por Agilberto obispo de París hacia 673. Su sarcófago está decorado con Cristo con los símbolos de los Evangelistas y de una gran escena con los personajes en altorrelieve aclamando a Cristo.

### Visigodos
Como en el resto de Europa la escultura fue predominantemente usada como decoración en edificios, tallándose relieves en canceles, pilastras, tenantes de altar o nichos. Se observa una gran continuidad entre la Antigüedad tardía y la Alta Edad Media. La rigidez del marco, la forma muy aplanada y las proporciones exageradas del relieve, la representación a la vez frontal y de perfil de los cuerpos así como la esquematización de las manos o de la nariz son otras tantas características que permiten insertar estas esculturas en el marco de las producciones contemporáneas, desde los manuscritos irlandeses a los relieves de la Italia septentrional. Su principal aportación es la incorporación de la escultura figurativa.
Existieron talleres escultóricos en Córdoba, Mérida, Tarragona y Toledo. En esta última localidad se conservan temas evangélicos en una pilastra de la iglesia de El Salvador.
La iglesia de San Pedro de la Nave es característica de las formas religiosas de la época visigótica, con su compartimentación interior, su juego de proporciones y el aparejo utilizado. La escultura de los chapiteles con sus relieves expresa un universo clásico dentro de una nueva plasticidad. En el exterior de la Santa María en Quintanilla de las Viñas, la monotonía de los muros se rompe con bandas donde la decoración mezcla el arte antiguo tardío con elementos frecuentes en el arte sasánida o los tejidos orientales. En el interior, el programa escultórico comprende las imágenes cristológicas que imponen una coherencia general.

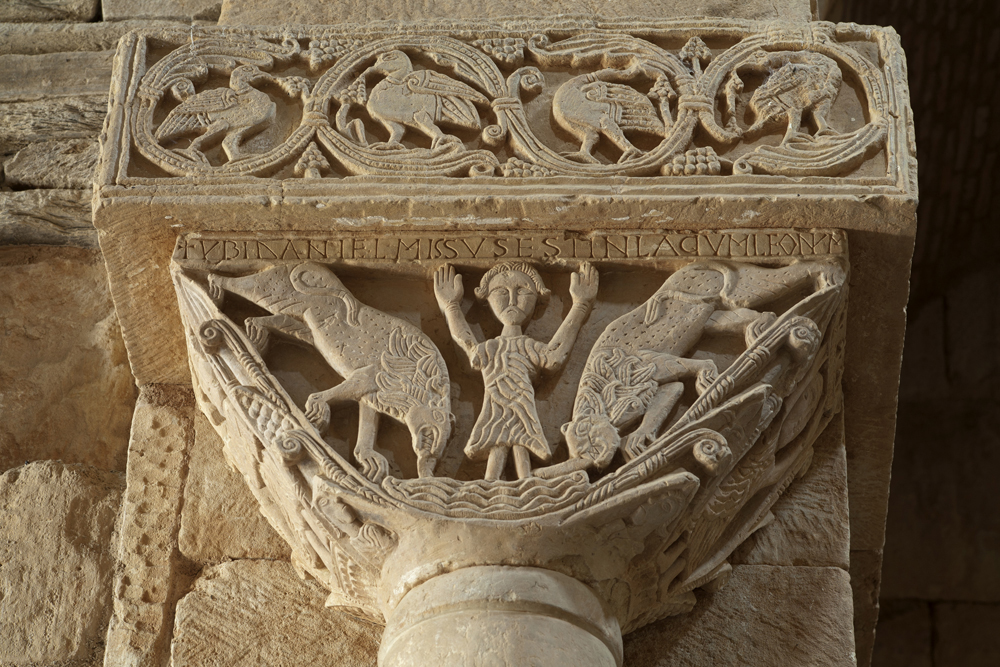
Iglesia de San Pedro de la Nave
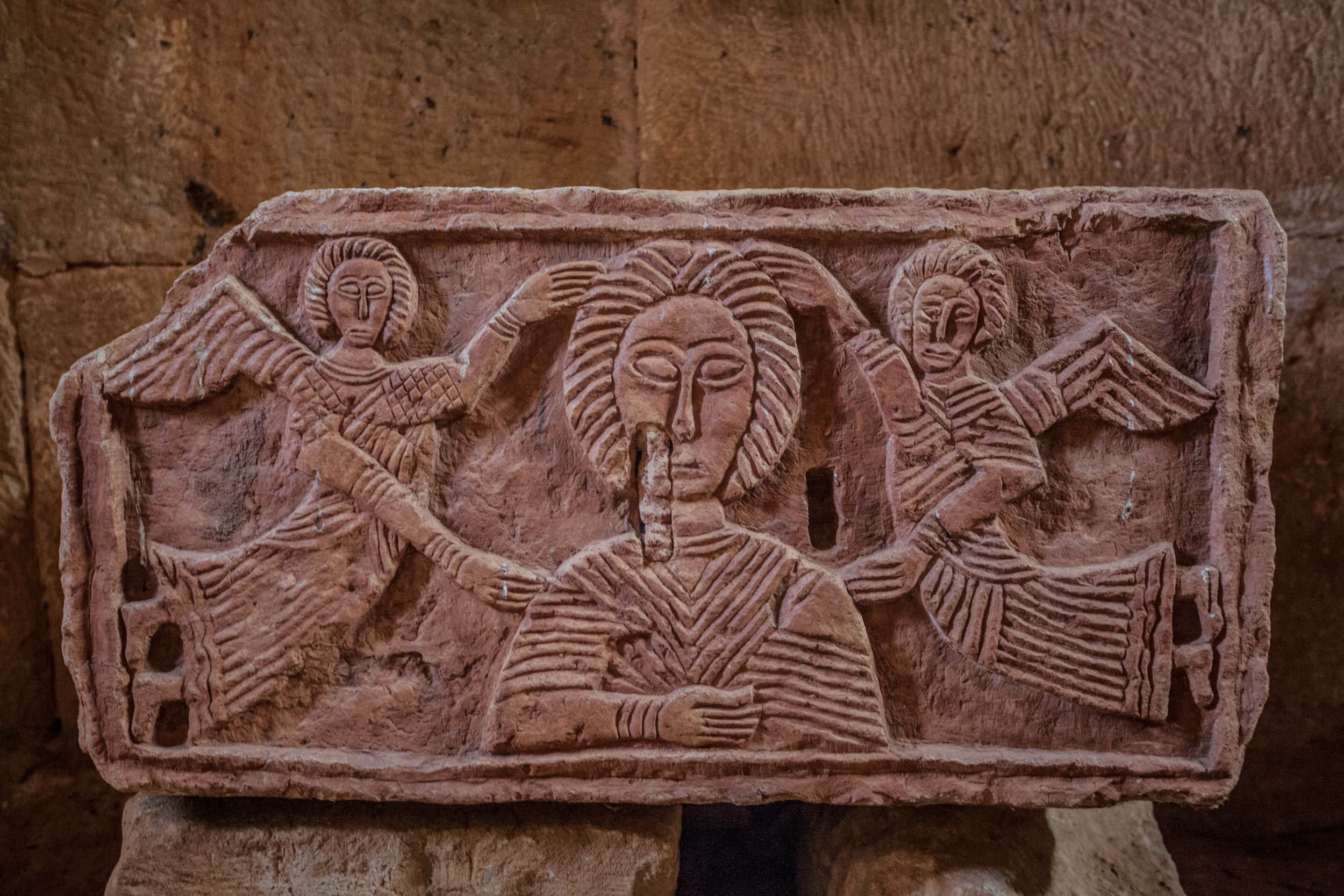
Ermita de Santa María (Quintanilla de las Viñas)
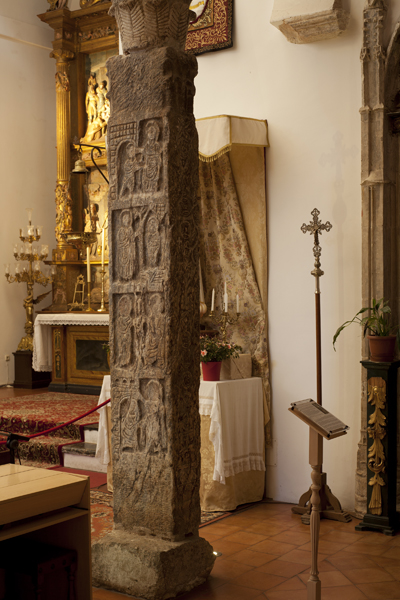
Pilastra de El Salvador, iglesia de El Salvador (Toledo)

### Islas británicas
En las islas británicas encontramos, por un lado, cruces monumentales, y por otro, los relieves en diversas superficies. La Cruz de Ruthwell, elaborada en piedra, se considera que es anglosajona, del siglo VIII, cuando Ruthwell, en la actual Escocia, formaba parte del reino de Northumbria. Sería la escultura monumental anglosajona más famosa y elaborada. Inicialmente, se erigían en espacios exteriores sagrados, y por sus formas y sus mensajes teológicos son similares a los del Oriente cristiano.
Se pueden encontrar relieves en losas, estelas y cruces monumentales. Los motivos son geométricos, curvados, con espirales y entrelazados. A las estelas con relieves relativamente simples le sucedieron las cruces con una decoración muy compleja. Originalmente, las cruces y otros monumentos esculpidos comparten el mismo repertorio temático, iconografía y el mismo estilo. En el siglo IX, la decoración arquitectónica se adapta a la creciente estructuración de las iglesias y la figura humana desempeña un nuevo papel. Temas como el crucifijo con figuras de Cristo de grandes dimensiones aparecieron en el siglo IX y constituyeron un primer paso hacia el bulto redondo.
La escultura de la época anglosajona (segunda fase del prerrománico en las islas británicas) presenta decoración estilizada y esquemática, con espirales. 
En la isla de Irlanda también se erigieron grandes cruces, con ricos relieves, como la Cruz de Muiredach (h. ss. IX-X). Se diferencian de las inglesas por tener un anillo alrededor del centro, y estar densamente talladas.

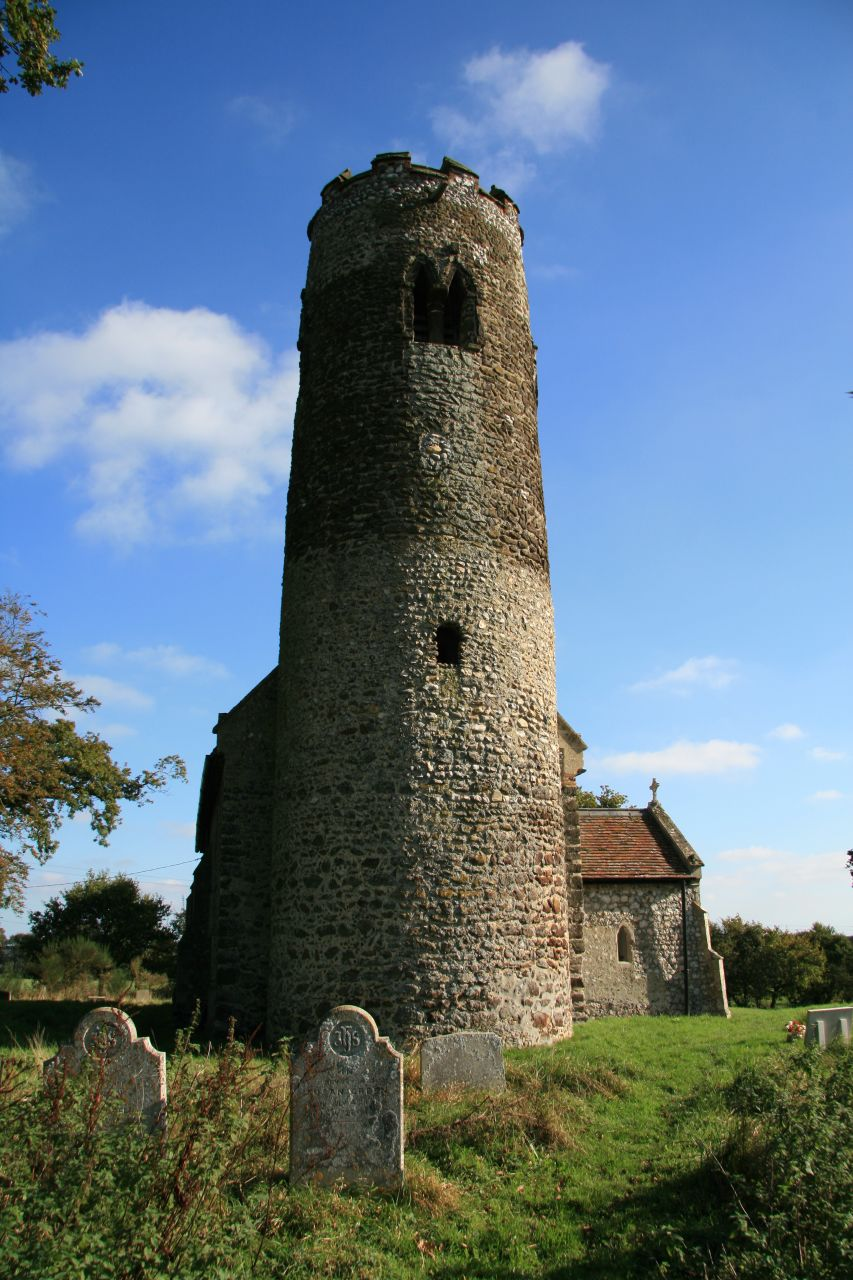
Torre de Bessingham
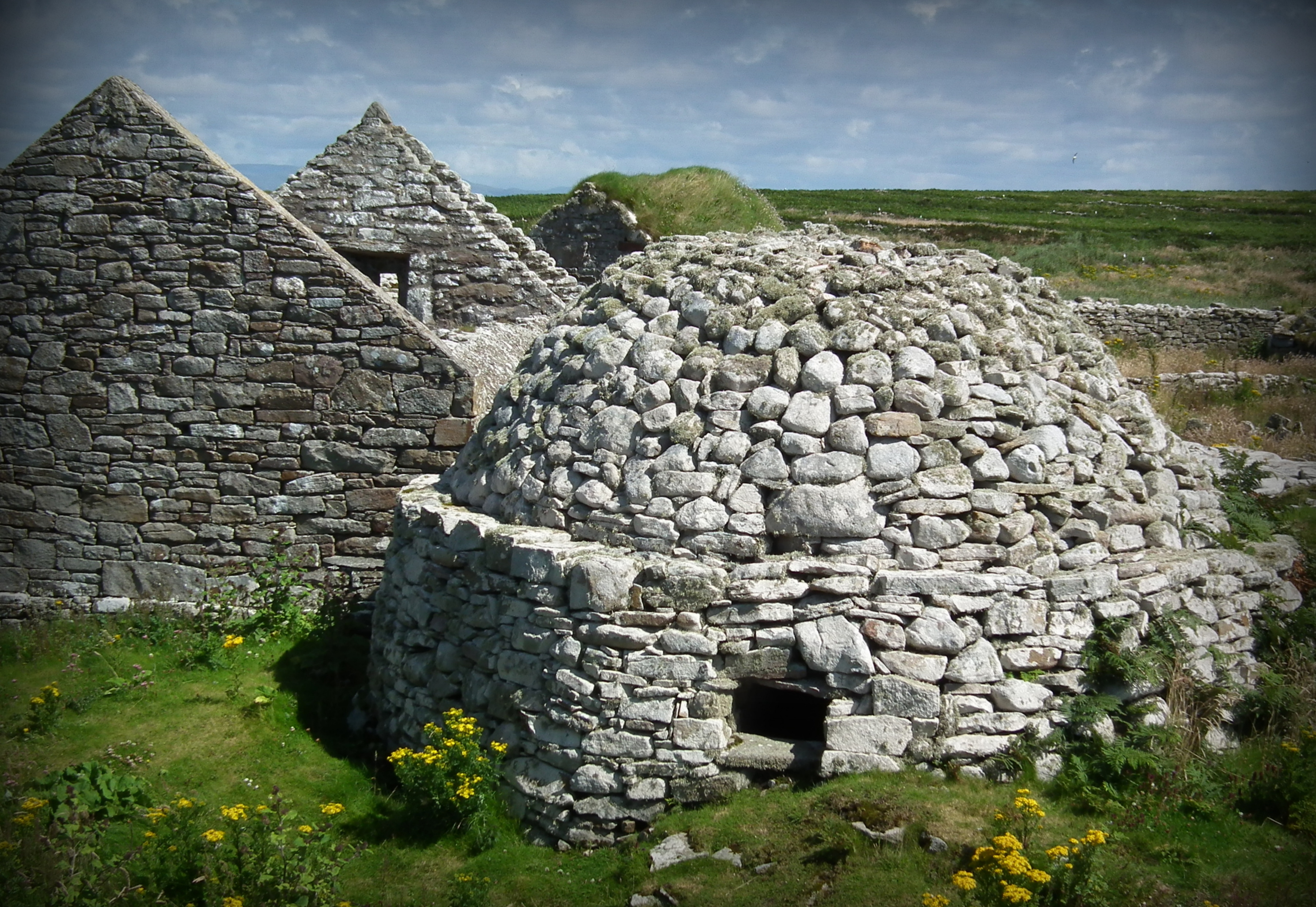
Monasterio de Inishmurray
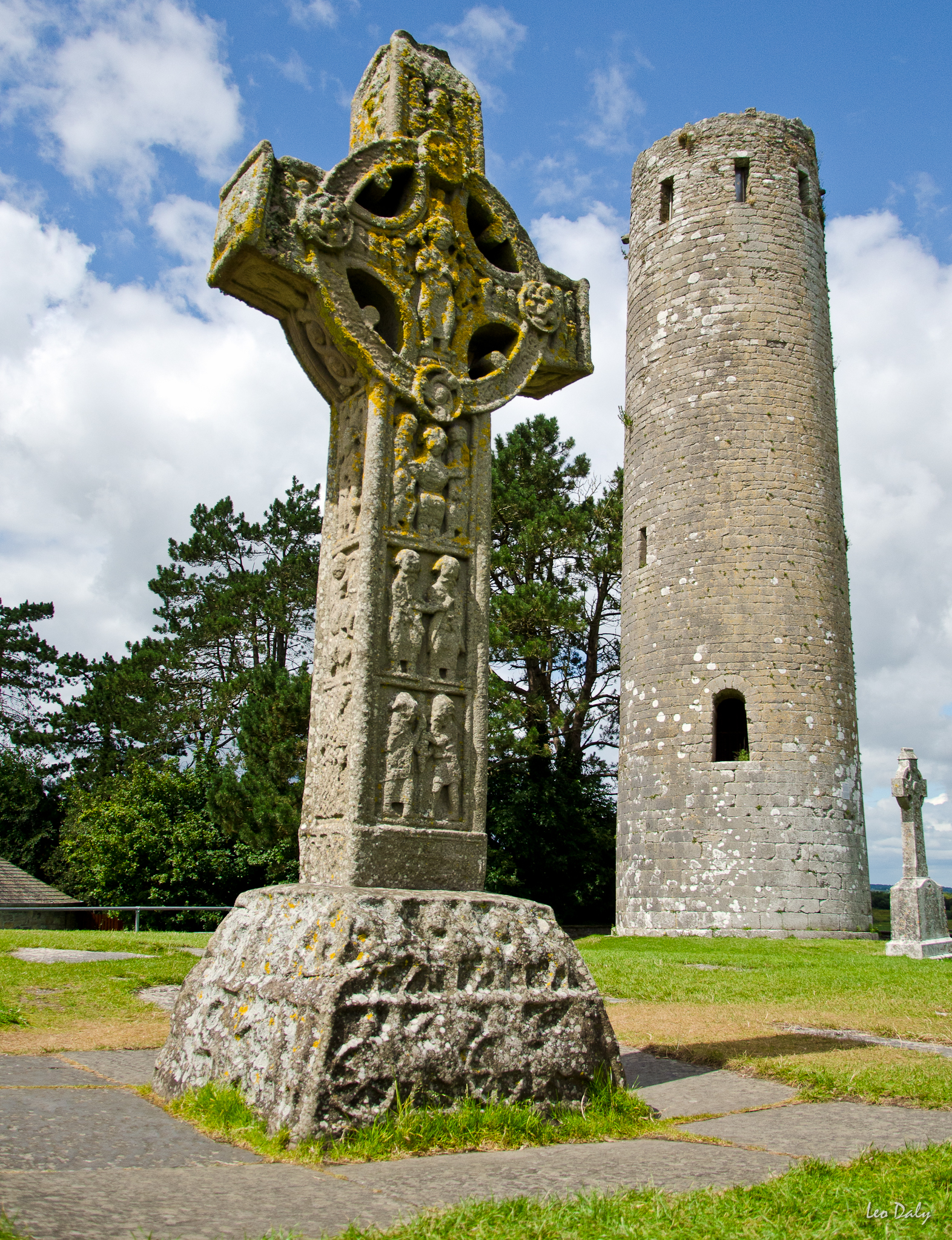
Monasterio de Clonmacnoise
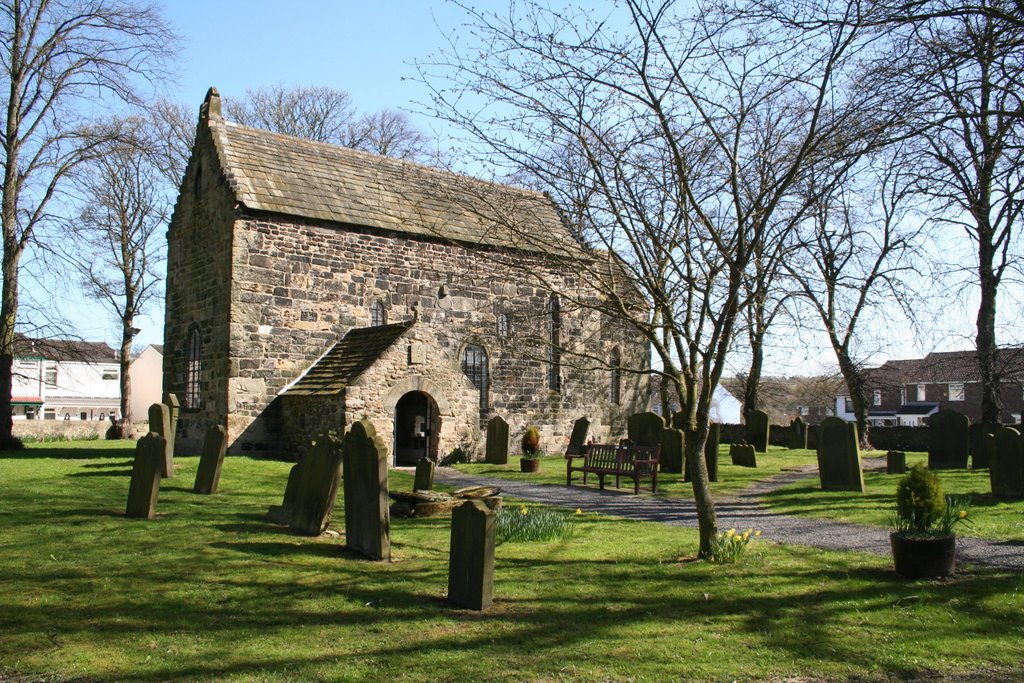
Iglesia de Escomb

### Carolingios

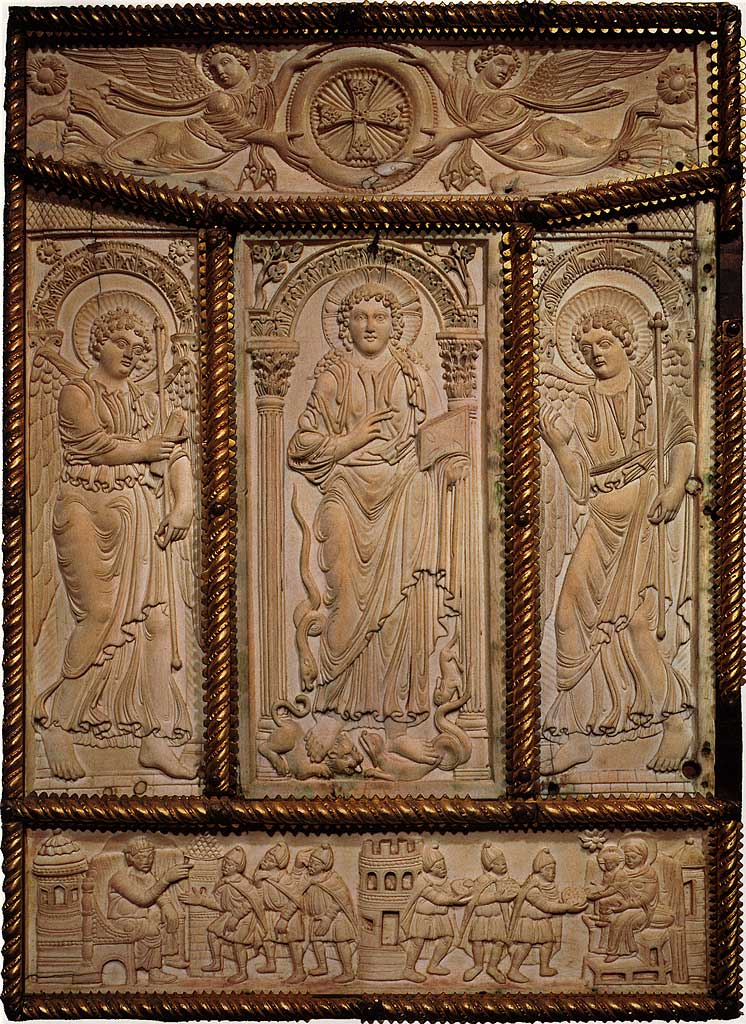
Codex Aureus de Lorsch. Cubierta de libro en marfil. Escenas imperiales de la Antigüedad tardía adaptadas a temas cristianos

Encontramos una de las escasas esculturas de bulto redondo de esta época, la estatua ecuestre de Carlomagno, realizada a partir de obras precedentes. Los escultores carolingios crearon cubiertas de libros en marfil, representando temas en gran medida inspirados en pinturas de la Antigüedad tardía. Por ejemplo, la primera y la cuarta de cobertura de los Evangelios de Lorsch imitan los triunfos imperiales y los adaptan al triunfo de Cristo y de la Virgen.
Carlomagno revivió el arte del bronce cuando creó las fundiciones en Aquisgrán donde se hicieron las puertas de la capilla palatina, siguiendo un modelo romano. El ejemplo más bello de orfebrería carolingia es el altar de oro de Volvinio (824-859), también conocido como Paliotto, que se encuentra en la iglesia de San Ambrosio en Milán. Los cuatro lados del altar están decorados con imágenes en relieve de oro y plata, con filigranas, piedras preciosas y esmaltes.
Pero la principal escultura son los relieves con los que se ornamentaban las iglesias. Las iglesias carolingias están ricamente decoradas con revestimientos de mármol y de estucos, de capiteles y de barandas talladas. Se reutilizan columnas y capiteles procedentes de Italia o de Provenza pues las canteras pirenaicas están devastadas por las guerras. Los presbiterios que cierran el coro de monjes o canónigos y los ambones, superficies de piedra colocadas de cara a los fieles, se prestan en particular a la escultura monumental con decoración de entrelazados, de hélices y de vides. La colocación de nuevos presbiterios fue ciertamente parte de la gran obra de renovación de los santuarios prescritos por la autoridad.
Las esculturas de la época carolingia son las únicas que supieron reproducir con exactitud y realismo un capitel y un friso de la época clásica. Estos logros extraordinarios honran más la habilidad del artista carolingio que su sensibilidad o su imaginación, pero con ello obtiene un lugar particular dentro de la psicología del arte. Pasarían siglos antes de que se volvieran a copiar los modelos antiguos.

### Dinastía sajona
En los edificios otonianos, la decoración tallada está poco desarrollada y se debe al rigor y la pureza del pensamiento arquitectónico y a una especie de abstracción geométrica. En la iglesia de San Miguel de Hildesheim, el obispo Bernwardo hizo construir unas puertas de bronce en que la Creación y el pecado original se oponen a la historia de la Encarnación y de la Redención, y una columna de bronce, especie de monumento triunfal de Cristo, con relieves dispuestos en espiral. También hay unos candelabros de plata con figuras.
Se confeccionarion relicarios, imágenes talladas en madera con un receptáculo para reliquias, como la virgen de Essen. Algunos crucifijos tardíos (h. 1050-1070) alcanzaron grandes dimensiones, como la Virgen de Imad de Paderborn (de 1.17 m), el crucifijo de Gerón de Colonia (de 1.87 m), el Cristo en madera de la iglesia de Ringelheim (de 2.50 m) o el crucifijo de la sacristía de San Lucio de Essen-Werden. Trabajaron el marfil en Tréveris y Fulda.
Las técnicas y la iconografía que usaron los otonianos tanto en el marfil como en el bronce son de inspiración bizantinas, pero le dotan de un expresionismo típicamente germánico.

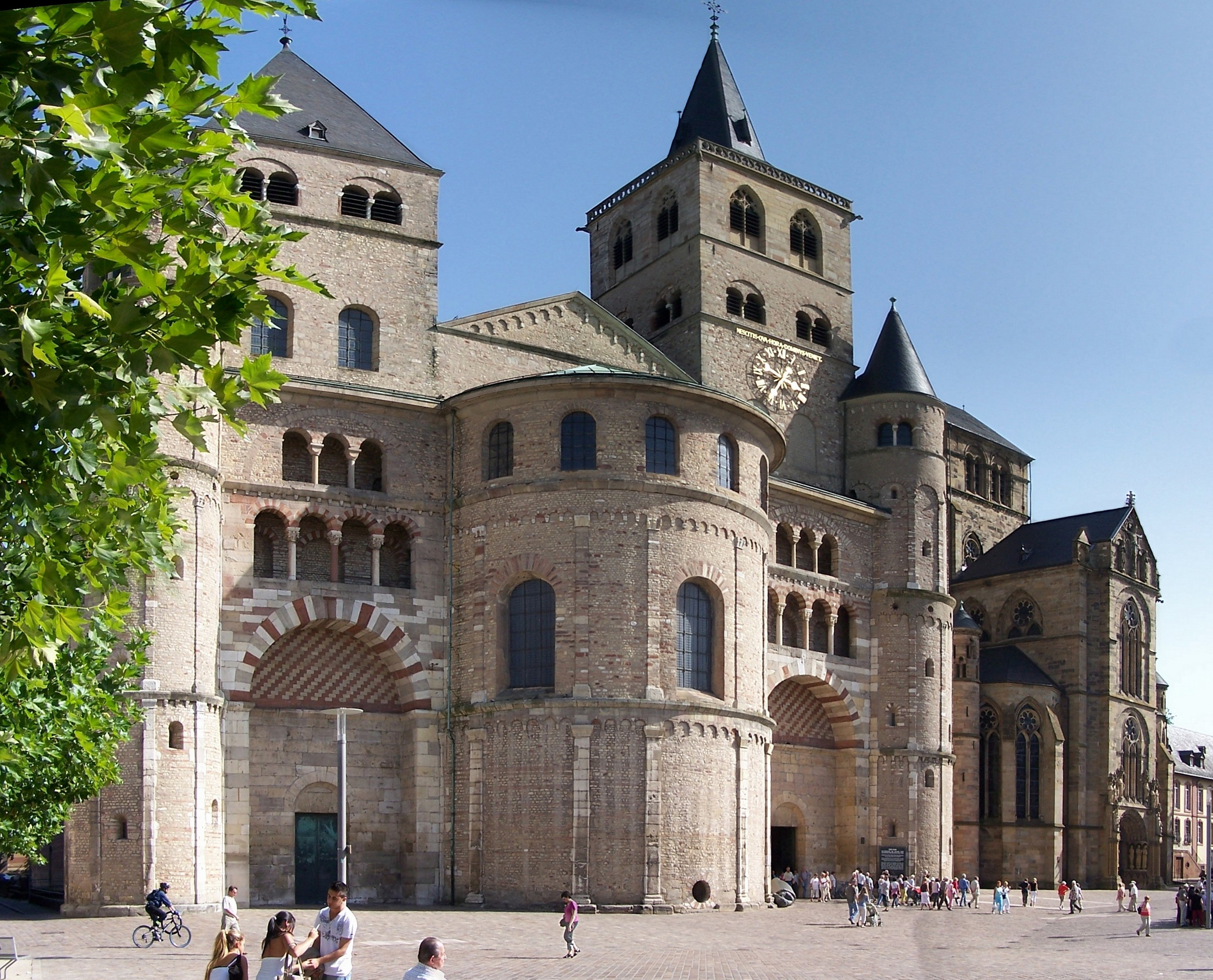
Catedral de Tréveris
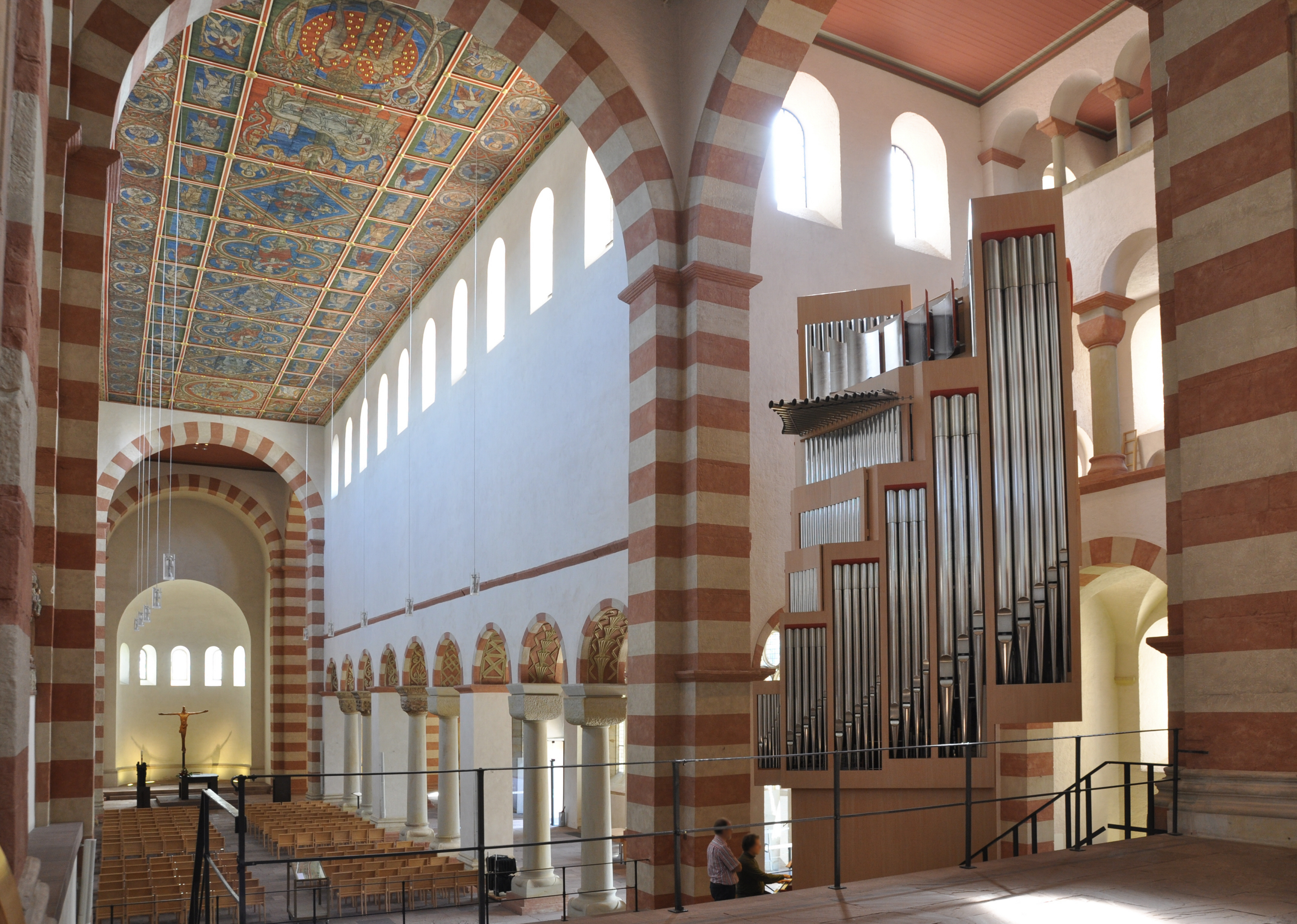
Iglesia de San Miguel de Hildesheim
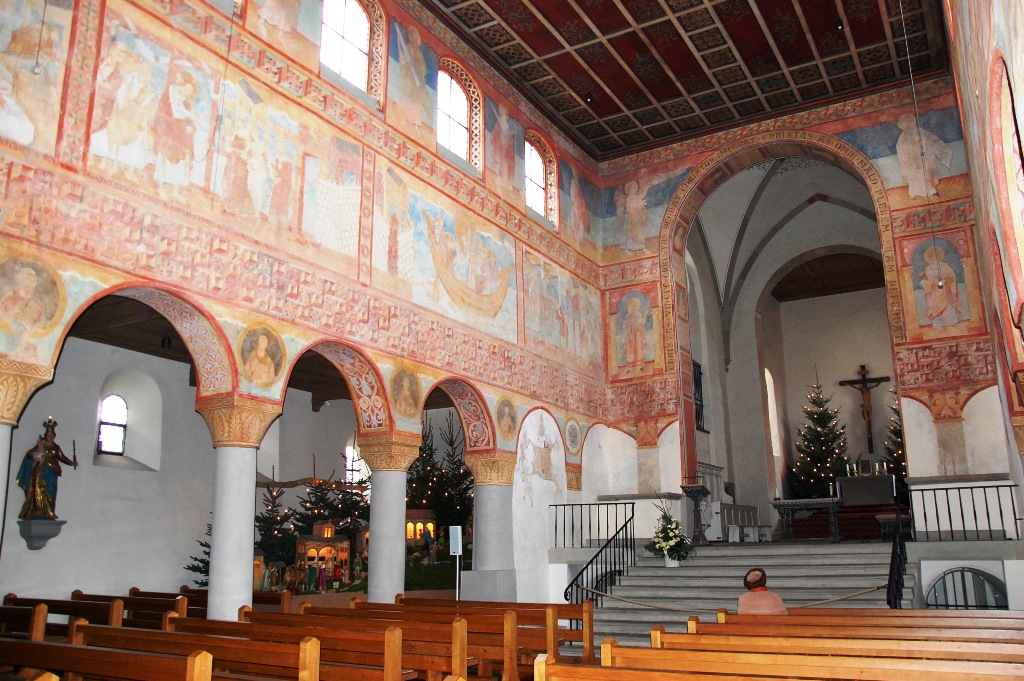
Iglesia de San Jorge en Oberzell en Reichenau

### Italia
En lo que se refiere a las artes figurativas del segundo período prerrománico en Italia, se aprecia la influencia tanto del arte otoniano como del bizantino. Así se percibe en las obras en marfil elaboradas en Lombardía o la cubierta esmaltada del Evangeliario de Ariberto, llamado así por Ariberto da Intimiano, arzobispo de Milán m. en 1045. Se conserva en el tesoro de la catedral de Milán y fue encargada por Ariberto para la catedral de Santa María la Mayor en los primeros años de su episcopado, entre el 1018 y el 1024.

### Croacia
También en esta zona la escultura prerrománica está formada por relieves en las edificaciones. Sus motivos están tomados del arte romano, aunque a veces aparecen figuras en la decoración o inscripciones glagolíticas.

### Escultura asturiana

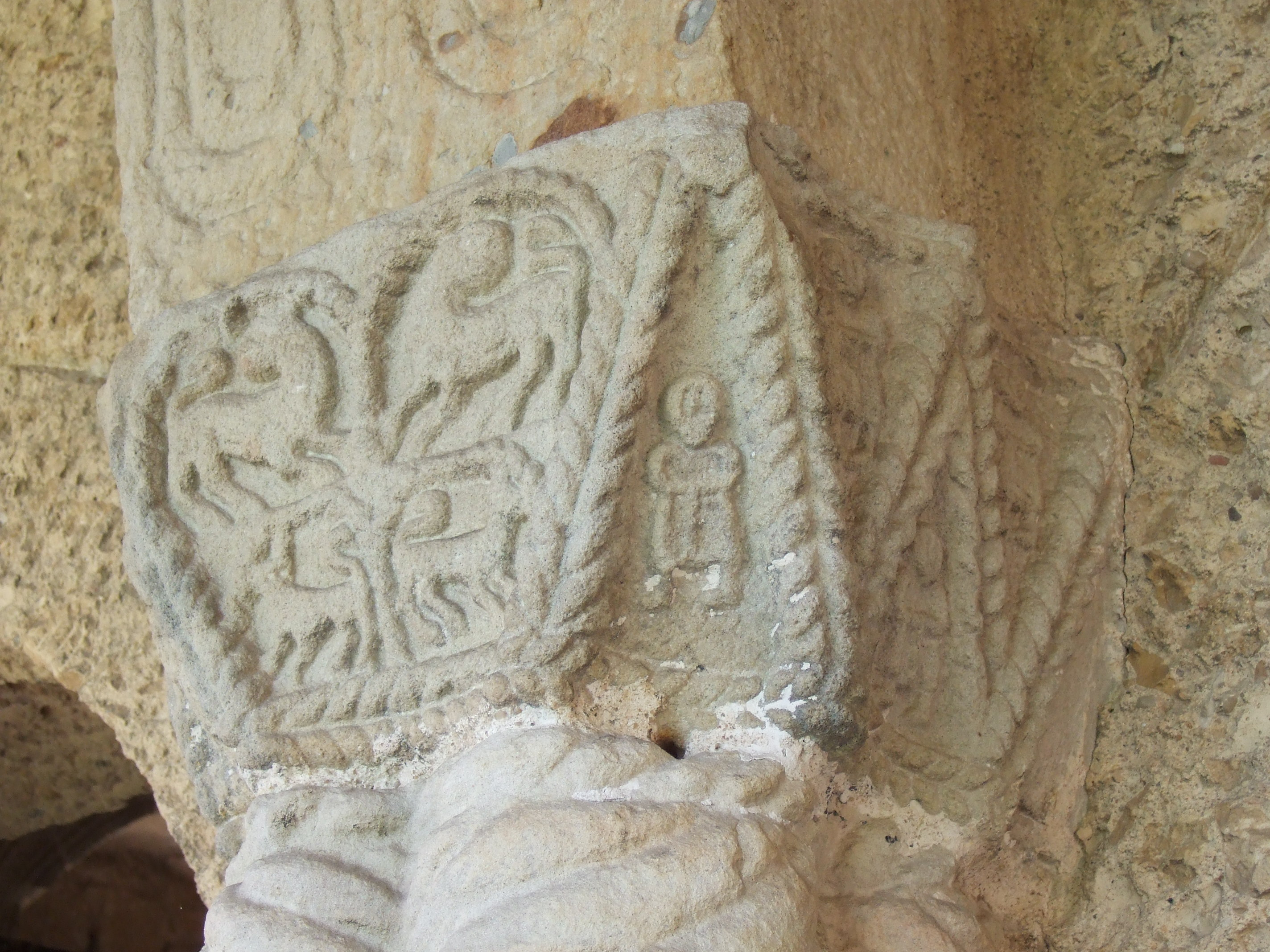
Santa María del Naranco

Desde el punto de vista decorativo, el tercer período del arte asturiano (842-866) supuso un salto adelante, al enriquecer los estándares habituales con elementos de la pintura, la orfebrería y las artes textiles. Muy destacable es la decoración escultórica en relieve de San Miguel de Lillo, especialmente la de las jambas de la puerta de entrada, posiblemente inspirada en un díptico consular bizantino del siglo VI, perteneciente al cónsul Areobindo, que se conserva en el Museo de San Petersburgo. Presenta escenas circenses con un saltimbanqui haciendo acrobacias y un domador de leones.
La decoración escultórica de la primera etapa de Santa María del Naranco esta organizada en torno a capiteles corintios en forma de tronco de pirámide invertida. En las paredes lisas, encontramos un encuadramiento de cuerdas retorcidas, de temas decorativos o vegetales, de animales y personajes. La decoración continúa imitando telas tendidas sobre el muro con los motivos circulares y rectangulares incrustados adornados por animales y caballeros. Los capiteles, de influencia bizantina, están decorados con relieves enmarcados en motivos de cuerdas (de tradición local) en formas trapezoidales y triangulares, dentro de los cuales se han esculpido formas animales y humanas. Los 32 medallones distribuidos alrededor del edificio son parecidos, en tamaño, variando la decoración del interior (cuadrúpedos, pájaros, racimos de uvas, animales fantásticos), un estilo heredado del período visigótico, que a su vez descendía de la tradición bizantina.

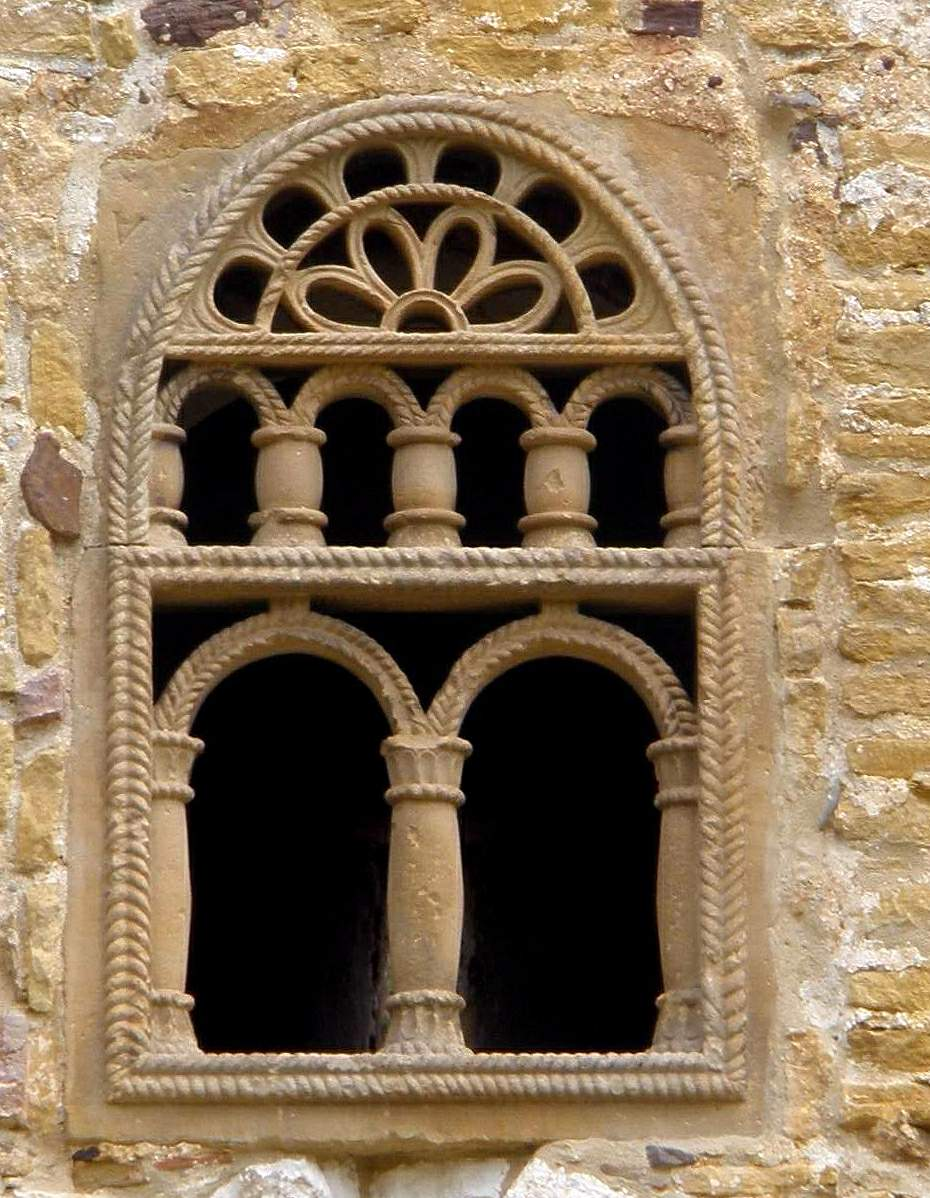
Detalle arquitectónico de San Miguel de Lillo, arte asturiano

### Mozárabes

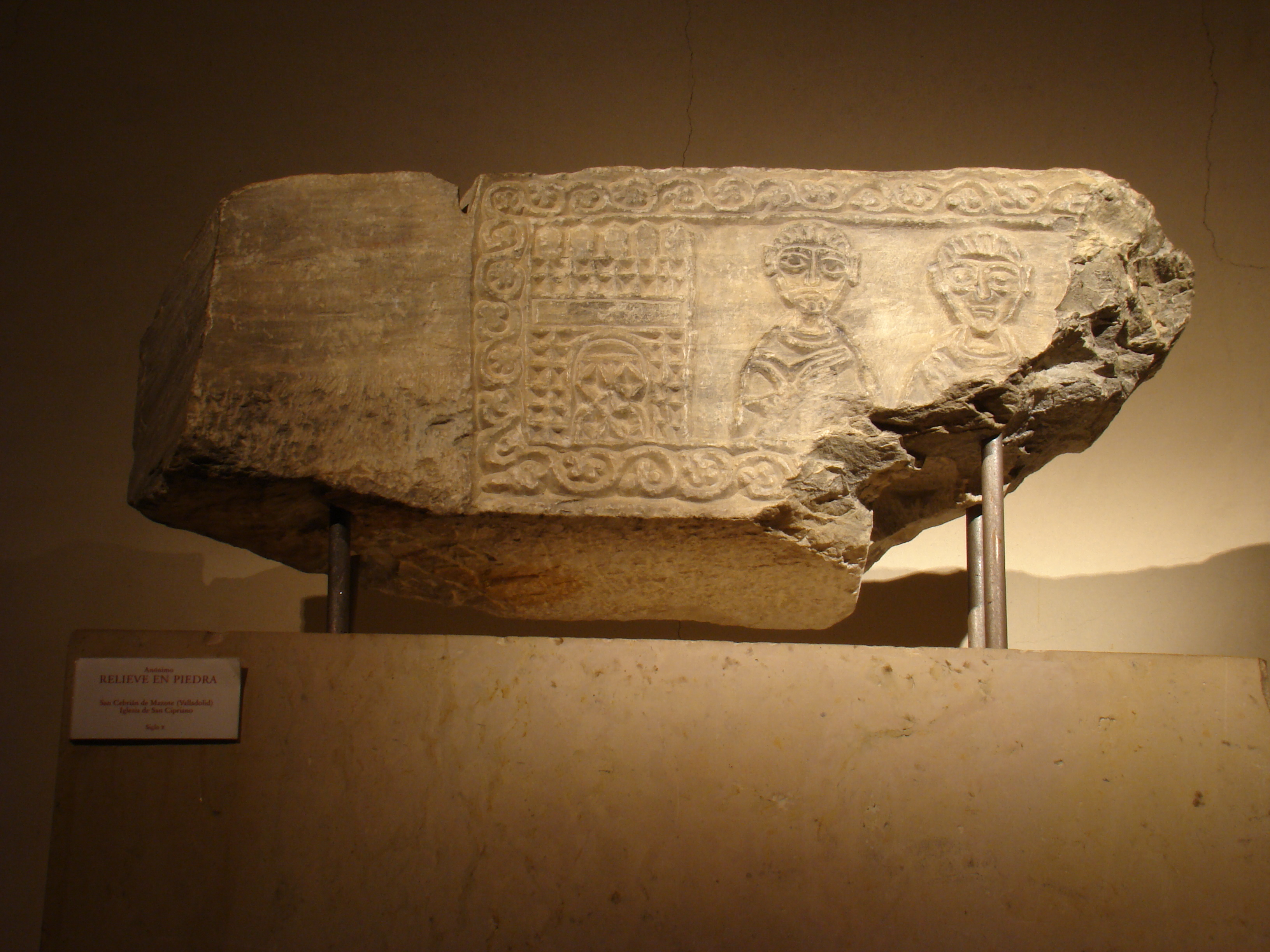
Bloque de piedra originario de San Cebrián de Mazote

La escultura del arte mozárabe se caracteriza por su naturaleza plana, generalmente esculpida en bisel, siguiendo las técnicas empleadas en períodos anteriores. Los temas predominantes son habitualmente de índole vegetal y geométrica, con escasos ejemplos de representaciones figurativas. Esta manifestación artística se encuentra principalmente en capiteles, destacando obras de gran calidad como las presentes en San Miguel de Escalada o San Cebrián de Mazote.
Un elemento distintivo de esta época es la decoración de los modillones de piedra o madera que sostienen el alero del tejado en diversas construcciones. Estos modillones exhiben motivos decorativos, generalmente compuestos por dibujos geométricos inscritos en lóbulos, contribuyendo así a la singularidad estilística de la escultura mozárabe.
No obstante, la escultura sobreviviente de este periodo es escasa, siendo notable un raro bajorrelieve en San Cebrián de Mazote. Adicionalmente, se han hallado elementos escultóricos provenientes de San Millán de la Cogolla, como marfiles que incluyen los brazos de una cruz y un ara portátil, evidenciando la influencia del arte califal cordobés.